# 1966
Portal Geschichte | Portal Biografien | Aktuelle Ereignisse | Jahreskalender | Tagesartikel

◄ |
19. Jahrhundert |
20. Jahrhundert
| 21. Jahrhundert

◄ |
1930er |
1940er |
1950er |
1960er
| 1970er | 1980er | 1990er | ►

◄◄ |
◄ |
1962 |
1963 |
1964 |
1965 |
1966
| 1967 | 1968 | 1969 | 1970 | ► | ►►
Staatsoberhäupter · Wahlen · Nekrolog  · Literaturjahr · Musikjahr · Filmjahr · Rundfunkjahr · Sportjahr
| Januar | Januar | Januar | Januar | Januar | Januar | Januar | Januar |
| Kw     | Mo     | Di     | Mi     | Do     | Fr     | Sa     | So     |
| ------ | ------ | ------ | ------ | ------ | ------ | ------ | ------ |
| 52     |        |        |        |        |        | 1      | 2      |
| 1      | 3      | 4      | 5      | 6      | 7      | 8      | 9      |
| 2      | 10     | 11     | 12     | 13     | 14     | 15     | 16     |
| 3      | 17     | 18     | 19     | 20     | 21     | 22     | 23     |
| 4      | 24     | 25     | 26     | 27     | 28     | 29     | 30     |
| 5      | 31     |        |        |        |        |        |        |

| Februar | Februar | Februar | Februar | Februar | Februar | Februar | Februar |
| Kw      | Mo      | Di      | Mi      | Do      | Fr      | Sa      | So      |
| ------- | ------- | ------- | ------- | ------- | ------- | ------- | ------- |
| 5       |         | 1       | 2       | 3       | 4       | 5       | 6       |
| 6       | 7       | 8       | 9       | 10      | 11      | 12      | 13      |
| 7       | 14      | 15      | 16      | 17      | 18      | 19      | 20      |
| 8       | 21      | 22      | 23      | 24      | 25      | 26      | 27      |
| 9       | 28      |         |         |         |         |         |         |

| März | März | März | März | März | März | März | März |
| Kw   | Mo   | Di   | Mi   | Do   | Fr   | Sa   | So   |
| ---- | ---- | ---- | ---- | ---- | ---- | ---- | ---- |
| 9    |      | 1    | 2    | 3    | 4    | 5    | 6    |
| 10   | 7    | 8    | 9    | 10   | 11   | 12   | 13   |
| 11   | 14   | 15   | 16   | 17   | 18   | 19   | 20   |
| 12   | 21   | 22   | 23   | 24   | 25   | 26   | 27   |
| 13   | 28   | 29   | 30   | 31   |      |      |      |

| April | April | April | April | April | April | April | April |
| Kw    | Mo    | Di    | Mi    | Do    | Fr    | Sa    | So    |
| ----- | ----- | ----- | ----- | ----- | ----- | ----- | ----- |
| 13    |       |       |       |       | 1     | 2     | 3     |
| 14    | 4     | 5     | 6     | 7     | 8     | 9     | 10    |
| 15    | 11    | 12    | 13    | 14    | 15    | 16    | 17    |
| 16    | 18    | 19    | 20    | 21    | 22    | 23    | 24    |
| 17    | 25    | 26    | 27    | 28    | 29    | 30    |       |

| Mai | Mai | Mai | Mai | Mai | Mai | Mai | Mai |
| Kw  | Mo  | Di  | Mi  | Do  | Fr  | Sa  | So  |
| --- | --- | --- | --- | --- | --- | --- | --- |
| 17  |     |     |     |     |     |     | 1   |
| 18  | 2   | 3   | 4   | 5   | 6   | 7   | 8   |
| 19  | 9   | 10  | 11  | 12  | 13  | 14  | 15  |
| 20  | 16  | 17  | 18  | 19  | 20  | 21  | 22  |
| 21  | 23  | 24  | 25  | 26  | 27  | 28  | 29  |
| 22  | 30  | 31  |     |     |     |     |     |

| Juni | Juni | Juni | Juni | Juni | Juni | Juni | Juni |
| Kw   | Mo   | Di   | Mi   | Do   | Fr   | Sa   | So   |
| ---- | ---- | ---- | ---- | ---- | ---- | ---- | ---- |
| 22   |      |      | 1    | 2    | 3    | 4    | 5    |
| 23   | 6    | 7    | 8    | 9    | 10   | 11   | 12   |
| 24   | 13   | 14   | 15   | 16   | 17   | 18   | 19   |
| 25   | 20   | 21   | 22   | 23   | 24   | 25   | 26   |
| 26   | 27   | 28   | 29   | 30   |      |      |      |

| Juli | Juli | Juli | Juli | Juli | Juli | Juli | Juli |
| Kw   | Mo   | Di   | Mi   | Do   | Fr   | Sa   | So   |
| ---- | ---- | ---- | ---- | ---- | ---- | ---- | ---- |
| 26   |      |      |      |      | 1    | 2    | 3    |
| 27   | 4    | 5    | 6    | 7    | 8    | 9    | 10   |
| 28   | 11   | 12   | 13   | 14   | 15   | 16   | 17   |
| 29   | 18   | 19   | 20   | 21   | 22   | 23   | 24   |
| 30   | 25   | 26   | 27   | 28   | 29   | 30   | 31   |

| August | August | August | August | August | August | August | August |
| Kw     | Mo     | Di     | Mi     | Do     | Fr     | Sa     | So     |
| ------ | ------ | ------ | ------ | ------ | ------ | ------ | ------ |
| 31     | 1      | 2      | 3      | 4      | 5      | 6      | 7      |
| 32     | 8      | 9      | 10     | 11     | 12     | 13     | 14     |
| 33     | 15     | 16     | 17     | 18     | 19     | 20     | 21     |
| 34     | 22     | 23     | 24     | 25     | 26     | 27     | 28     |
| 35     | 29     | 30     | 31     |        |        |        |        |

| September | September | September | September | September | September | September | September |
| Kw        | Mo        | Di        | Mi        | Do        | Fr        | Sa        | So        |
| --------- | --------- | --------- | --------- | --------- | --------- | --------- | --------- |
| 35        |           |           |           | 1         | 2         | 3         | 4         |
| 36        | 5         | 6         | 7         | 8         | 9         | 10        | 11        |
| 37        | 12        | 13        | 14        | 15        | 16        | 17        | 18        |
| 38        | 19        | 20        | 21        | 22        | 23        | 24        | 25        |
| 39        | 26        | 27        | 28        | 29        | 30        |           |           |

| Oktober | Oktober | Oktober | Oktober | Oktober | Oktober | Oktober | Oktober |
| Kw      | Mo      | Di      | Mi      | Do      | Fr      | Sa      | So      |
| ------- | ------- | ------- | ------- | ------- | ------- | ------- | ------- |
| 39      |         |         |         |         |         | 1       | 2       |
| 40      | 3       | 4       | 5       | 6       | 7       | 8       | 9       |
| 41      | 10      | 11      | 12      | 13      | 14      | 15      | 16      |
| 42      | 17      | 18      | 19      | 20      | 21      | 22      | 23      |
| 43      | 24      | 25      | 26      | 27      | 28      | 29      | 30      |
| 44      | 31      |         |         |         |         |         |         |

| November | November | November | November | November | November | November | November |
| Kw       | Mo       | Di       | Mi       | Do       | Fr       | Sa       | So       |
| -------- | -------- | -------- | -------- | -------- | -------- | -------- | -------- |
| 44       |          | 1        | 2        | 3        | 4        | 5        | 6        |
| 45       | 7        | 8        | 9        | 10       | 11       | 12       | 13       |
| 46       | 14       | 15       | 16       | 17       | 18       | 19       | 20       |
| 47       | 21       | 22       | 23       | 24       | 25       | 26       | 27       |
| 48       | 28       | 29       | 30       |          |          |          |          |

| Dezember | Dezember | Dezember | Dezember | Dezember | Dezember | Dezember | Dezember |
| Kw       | Mo       | Di       | Mi       | Do       | Fr       | Sa       | So       |
| -------- | -------- | -------- | -------- | -------- | -------- | -------- | -------- |
| 48       |          |          |          | 1        | 2        | 3        | 4        |
| 49       | 5        | 6        | 7        | 8        | 9        | 10       | 11       |
| 50       | 12       | 13       | 14       | 15       | 16       | 17       | 18       |
| 51       | 19       | 20       | 21       | 22       | 23       | 24       | 25       |
| 52       | 26       | 27       | 28       | 29       | 30       | 31       |          |

| Januar | Januar | Januar | Januar | Januar | Januar | Januar | Januar |
| Kw     | Mo     | Di     | Mi     | Do     | Fr     | Sa     | So     |
| ------ | ------ | ------ | ------ | ------ | ------ | ------ | ------ |
| 52     |        |        |        |        |        | 1      | 2      |
| 1      | 3      | 4      | 5      | 6      | 7      | 8      | 9      |
| 2      | 10     | 11     | 12     | 13     | 14     | 15     | 16     |
| 3      | 17     | 18     | 19     | 20     | 21     | 22     | 23     |
| 4      | 24     | 25     | 26     | 27     | 28     | 29     | 30     |
| 5      | 31     |        |        |        |        |        |        |

| Februar | Februar | Februar | Februar | Februar | Februar | Februar | Februar |
| Kw      | Mo      | Di      | Mi      | Do      | Fr      | Sa      | So      |
| ------- | ------- | ------- | ------- | ------- | ------- | ------- | ------- |
| 5       |         | 1       | 2       | 3       | 4       | 5       | 6       |
| 6       | 7       | 8       | 9       | 10      | 11      | 12      | 13      |
| 7       | 14      | 15      | 16      | 17      | 18      | 19      | 20      |
| 8       | 21      | 22      | 23      | 24      | 25      | 26      | 27      |
| 9       | 28      |         |         |         |         |         |         |

| März | März | März | März | März | März | März | März |
| Kw   | Mo   | Di   | Mi   | Do   | Fr   | Sa   | So   |
| ---- | ---- | ---- | ---- | ---- | ---- | ---- | ---- |
| 9    |      | 1    | 2    | 3    | 4    | 5    | 6    |
| 10   | 7    | 8    | 9    | 10   | 11   | 12   | 13   |
| 11   | 14   | 15   | 16   | 17   | 18   | 19   | 20   |
| 12   | 21   | 22   | 23   | 24   | 25   | 26   | 27   |
| 13   | 28   | 29   | 30   | 31   |      |      |      |

| April | April | April | April | April | April | April | April |
| Kw    | Mo    | Di    | Mi    | Do    | Fr    | Sa    | So    |
| ----- | ----- | ----- | ----- | ----- | ----- | ----- | ----- |
| 13    |       |       |       |       | 1     | 2     | 3     |
| 14    | 4     | 5     | 6     | 7     | 8     | 9     | 10    |
| 15    | 11    | 12    | 13    | 14    | 15    | 16    | 17    |
| 16    | 18    | 19    | 20    | 21    | 22    | 23    | 24    |
| 17    | 25    | 26    | 27    | 28    | 29    | 30    |       |

| Mai | Mai | Mai | Mai | Mai | Mai | Mai | Mai |
| Kw  | Mo  | Di  | Mi  | Do  | Fr  | Sa  | So  |
| --- | --- | --- | --- | --- | --- | --- | --- |
| 17  |     |     |     |     |     |     | 1   |
| 18  | 2   | 3   | 4   | 5   | 6   | 7   | 8   |
| 19  | 9   | 10  | 11  | 12  | 13  | 14  | 15  |
| 20  | 16  | 17  | 18  | 19  | 20  | 21  | 22  |
| 21  | 23  | 24  | 25  | 26  | 27  | 28  | 29  |
| 22  | 30  | 31  |     |     |     |     |     |

| Juni | Juni | Juni | Juni | Juni | Juni | Juni | Juni |
| Kw   | Mo   | Di   | Mi   | Do   | Fr   | Sa   | So   |
| ---- | ---- | ---- | ---- | ---- | ---- | ---- | ---- |
| 22   |      |      | 1    | 2    | 3    | 4    | 5    |
| 23   | 6    | 7    | 8    | 9    | 10   | 11   | 12   |
| 24   | 13   | 14   | 15   | 16   | 17   | 18   | 19   |
| 25   | 20   | 21   | 22   | 23   | 24   | 25   | 26   |
| 26   | 27   | 28   | 29   | 30   |      |      |      |

| Juli | Juli | Juli | Juli | Juli | Juli | Juli | Juli |
| Kw   | Mo   | Di   | Mi   | Do   | Fr   | Sa   | So   |
| ---- | ---- | ---- | ---- | ---- | ---- | ---- | ---- |
| 26   |      |      |      |      | 1    | 2    | 3    |
| 27   | 4    | 5    | 6    | 7    | 8    | 9    | 10   |
| 28   | 11   | 12   | 13   | 14   | 15   | 16   | 17   |
| 29   | 18   | 19   | 20   | 21   | 22   | 23   | 24   |
| 30   | 25   | 26   | 27   | 28   | 29   | 30   | 31   |

| August | August | August | August | August | August | August | August |
| Kw     | Mo     | Di     | Mi     | Do     | Fr     | Sa     | So     |
| ------ | ------ | ------ | ------ | ------ | ------ | ------ | ------ |
| 31     | 1      | 2      | 3      | 4      | 5      | 6      | 7      |
| 32     | 8      | 9      | 10     | 11     | 12     | 13     | 14     |
| 33     | 15     | 16     | 17     | 18     | 19     | 20     | 21     |
| 34     | 22     | 23     | 24     | 25     | 26     | 27     | 28     |
| 35     | 29     | 30     | 31     |        |        |        |        |

| September | September | September | September | September | September | September | September |
| Kw        | Mo        | Di        | Mi        | Do        | Fr        | Sa        | So        |
| --------- | --------- | --------- | --------- | --------- | --------- | --------- | --------- |
| 35        |           |           |           | 1         | 2         | 3         | 4         |
| 36        | 5         | 6         | 7         | 8         | 9         | 10        | 11        |
| 37        | 12        | 13        | 14        | 15        | 16        | 17        | 18        |
| 38        | 19        | 20        | 21        | 22        | 23        | 24        | 25        |
| 39        | 26        | 27        | 28        | 29        | 30        |           |           |

| Oktober | Oktober | Oktober | Oktober | Oktober | Oktober | Oktober | Oktober |
| Kw      | Mo      | Di      | Mi      | Do      | Fr      | Sa      | So      |
| ------- | ------- | ------- | ------- | ------- | ------- | ------- | ------- |
| 39      |         |         |         |         |         | 1       | 2       |
| 40      | 3       | 4       | 5       | 6       | 7       | 8       | 9       |
| 41      | 10      | 11      | 12      | 13      | 14      | 15      | 16      |
| 42      | 17      | 18      | 19      | 20      | 21      | 22      | 23      |
| 43      | 24      | 25      | 26      | 27      | 28      | 29      | 30      |
| 44      | 31      |         |         |         |         |         |         |

| November | November | November | November | November | November | November | November |
| Kw       | Mo       | Di       | Mi       | Do       | Fr       | Sa       | So       |
| -------- | -------- | -------- | -------- | -------- | -------- | -------- | -------- |
| 44       |          | 1        | 2        | 3        | 4        | 5        | 6        |
| 45       | 7        | 8        | 9        | 10       | 11       | 12       | 13       |
| 46       | 14       | 15       | 16       | 17       | 18       | 19       | 20       |
| 47       | 21       | 22       | 23       | 24       | 25       | 26       | 27       |
| 48       | 28       | 29       | 30       |          |          |          |          |

| Dezember | Dezember | Dezember | Dezember | Dezember | Dezember | Dezember | Dezember |
| Kw       | Mo       | Di       | Mi       | Do       | Fr       | Sa       | So       |
| -------- | -------- | -------- | -------- | -------- | -------- | -------- | -------- |
| 48       |          |          |          | 1        | 2        | 3        | 4        |
| 49       | 5        | 6        | 7        | 8        | 9        | 10       | 11       |
| 50       | 12       | 13       | 14       | 15       | 16       | 17       | 18       |
| 51       | 19       | 20       | 21       | 22       | 23       | 24       | 25       |
| 52       | 26       | 27       | 28       | 29       | 30       | 31       |          |

## Ereignisse

### Politik und Weltgeschehen
- Beginn der chinesischen Kulturrevolution
- Im Sommer: Bildung der Roten Garden, die den Kampf der chinesischen Kulturrevolution führen sollen

#### Januar
- 01. Januar: Hans Schaffner wird Bundespräsident der Schweiz.
- 01. Januar: Durch einen Militärputsch in der Zentralafrikanischen Republik übernimmt Oberst Jean-Bédel Bokassa die Regierung.
- 07. Januar: In einer Erklärung unterstützt die Bundesregierung den Eintritt der USA in den Vietnamkrieg.[1]
- 10. Januar: Unterzeichnung der Deklaration von Taschkent, mit der Indien (Lal Bahadur Shastri) und Pakistan (Muhammed Ayub Khan) ihre Streitigkeiten beilegen wollen. Shastri stirbt am Tag darauf noch in Taschkent.
- 15. Januar: In Nigeria bricht eine Rebellion von Truppenteilen aus, in deren Verlauf Premierminister Tafawa Balewa ermordet wird. Die Macht übernimmt Generalmajor Johnson Aguiyi-Ironsi, der die Parteien auflöst und die Verfassung aufhebt.
- 17. Januar: über der südspanischen Stadt Palomares stürzt bei einer Luftbetankung ein US-Bomber mit 4 Atombomben an Bord ab
- 18. Januar: In Indien wählt die Kongresspartei Informationsministerin Indira Gandhi zu ihrer Fraktionsvorsitzenden.
- 19. Januar: In Indien wird die von der Kongresspartei nominierte Indira Gandhi zur ersten Premierministerin gewählt. Sie übernimmt das Amt des einige Tage zuvor unerwartet verstorbenen Lal Bahadur Shastri, in dessen Kabinett sie Informationsministerin war. Nach Sirimavo Bandaranaike ist Indira Gandhi die zweite Staatschefin in Asien.
- 20. Januar: Sir Robert Menzies tritt nach 16 Jahren als Premierminister von Australien zurück, Nachfolger wird sein Parteifreund Harold Holt.
- 29. Januar: Der Luxemburger Kompromiss beendet die Krise des leeren Stuhls in der EWG.

#### Februar
- 01. Februar: In Frankreich tritt ein Gesetz über die volle juristische Gleichberechtigung der Frauen in Kraft.
- 08. Februar: Präsident Lyndon B. Johnson trifft sich in Honolulu mit Vertretern Südvietnams und unterzeichnet eine Erklärung, nach der „die kommunistische Aggression zurückgewiesen und für das Volk in Südvietnam die Voraussetzungen für eine bessere Zukunft geschaffen werden sollen“.
- 23. Februar: In Syrien übernehmen Angehörige des linken Flügels der Baath-Partei durch einen Militärputsch die Macht und stürzen den Bath-Gründer Salah ad-Din al-Bitar: Regierungschef wird S. Dschedid (Jedid), Staatspräsident wird N. el Atassi.
- 24. Februar: Putsch in Ghana: Präsident Kwame Nkrumah wird abgesetzt, während er sich auf einer Auslandsreise befindet.
- Im Februar: Unruhen im ostbelgischen Kohlenrevier wegen der drohenden Schließung von Kohlenzechen.

#### März
- 04. März: Der Musiker John Lennon gibt dem Londoner Evening Standard ein Interview, in dem er unter anderem in Bezug auf die Beatles behauptet: We’re more popular than Jesus now. Die Äußerung führt in den USA zu heftigen Reaktionen. Radiostationen boykottieren Beatles-Lieder.
- 06. März: Bei der Nationalratswahl in Österreich erreicht die ÖVP mit vier zusätzlichen Mandaten die absolute Mehrheit und bildet zum ersten Mal nach dem Krieg eine Alleinregierung.
- 10. März: In Luxemburg fordert die Abgeordnetenkammer Entschädigungen von der Bundesrepublik Deutschland für während des Zweiten Weltkrieges zwangsrekrutierte Luxemburger (siehe 23. März).
- 10. März Amsterdam: Trauung von Kronprinzessin Beatrix der Niederlande mit Claus von Amsberg
- 11. März: General Hadji Mohamed Suharto übernimmt mit einem Putsch gegen Präsident Sukarno die Macht in Indonesien.
- 23. März: Der Bundesparteitag der CDU wählt Ludwig Erhard zum neuen Parteivorsitzenden.
- 23. März: Das Außenministerium in Bonn beantwortet eine Entschließung des Parlaments in Luxemburg auf erneute Entschädigung negativ, da die Ansprüche Luxemburgs bereits durch den Vertrag vom 11. Juli 1959 abgedeckt seien.
- 24. März: Debatte im Deutschen Bundestag über den Einsatz des Kampfflugzeugs Starfighter, der bis dahin 27 Piloten das Leben gekostet hat (bei 51 Totalschäden).
- 31. März: Die Parlamentswahlen in Großbritannien enden mit einem deutlichen Sieg der Labour Party.

#### April
- 08. April: Leonid Breschnew wird zum Generalsekretär der KPdSU ernannt.
- 09. April: Die UNO ermächtigt Großbritannien zur Blockade Rhodesiens.
- 18. April: Doppelbesteuerungsabkommen zwischen der Bundesrepublik Deutschland und Griechenland.
- 22. April: Doppelbesteuerungsabkommen zwischen der Bundesrepublik Deutschland und Japan.

#### Mai
- 03. Mai: Umbenennung von einigen Städten der Demokratischen Republik Kongo, darunter auch die Hauptstadt des Landes von Leopoldville in Kinshasa, und die Hauptstadt der Provinz Katanga von Elisabethville in Lubumbashi.
- 16. Mai: Ausbruch schwerer Streiks in der englischen Handelsmarine, der schwere wirtschaftliche Schäden nach sich zieht (Ende: 1. Juli)
- 18. Mai: Bei Duisburg entdecken Fischer einen Weißwal (Beluga), der den Rhein aufwärts geschwommen war und in den folgenden Wochen als „Moby Dick“ großes Aufsehen erregt.
- 24. Mai: In Nigeria erlässt Militärherrscher Johnson Aguiyi-Ironsi Dekree 34, mit dem die Bundesstaaten des Landes aufgehoben werden. Nigeria wird hierdurch ein Einheitsstaat.
- 26. Mai: Guyana wird unabhängig, bleibt aber konstitutionelle Monarchie im Commonwealth; erster Premierminister des neuen Staates ist Forbes Burnham.
- 29. Mai: Die USA und Thailand unterzeichnen einen neuen Freundschaftsvertrag, 20.000 US-Soldaten stehen wegen des Vietnamkriegs im Land.
- 30. Mai/1. Juni: Gespräche zwischen Indonesien und Malaysia in Bangkok (Thailand) führen zu einer Entspannung zwischen beiden Nachbarn und zu einem Abflauen der Kämpfe im Grenzgebiet.

#### Juni
- 13. Juni: Grundsatzurteil des Obersten Gerichtshofs der Vereinigten Staaten, dass Verdächtige bei ihrer Festnahme auf ihre Rechte hingewiesen werden müssen (Miranda Warning)
- 26. Juni: Der Schweizer Kanton Basel-Stadt führt das Frauenwahlrecht ein.
- 27. Juni: Mit einem unblutigen Staatsstreich übernimmt das Militär in Argentinien die Macht.

#### Juli
- 01. Juli: die Repräsentanten Frankreichs in den militärischen Organen der NATO ziehen sich zurück.
- 02. Juli: Frankreich, Atommacht seit 1960, führt nach Verlegen seiner Kernwaffentests aus Algerien auf zwei Atolle im Pazifik den ersten oberirdischen Kernwaffentest auf dem Mururoa-Atoll durch.
- 06. Juli: In Malawi tritt eine neue Verfassung in Kraft, nach der das Land eine Republik innerhalb des Commonwealths wird; Premierminister Hastings Kamuzu Banda wird Präsident.
- 19. Juli: Das Bundesverfassungsgericht erklärt die bislang geltende Parteienfinanzierung aus dem Bundeshaushalt für unzulässig; nur angemessene Wahlkampfkosten dürfen erstattet werden.

#### August
- 01. August: In Nigeria übernimmt Generalstabschef Yakubu Gowon nach einem Militärputsch die Macht.
- 12. August: In der Londoner Braybrook Street werden drei Polizeibeamte getötet, woraufhin eine der größten Fahndungsaktionen in der Geschichte der britischen Polizei beginnt.

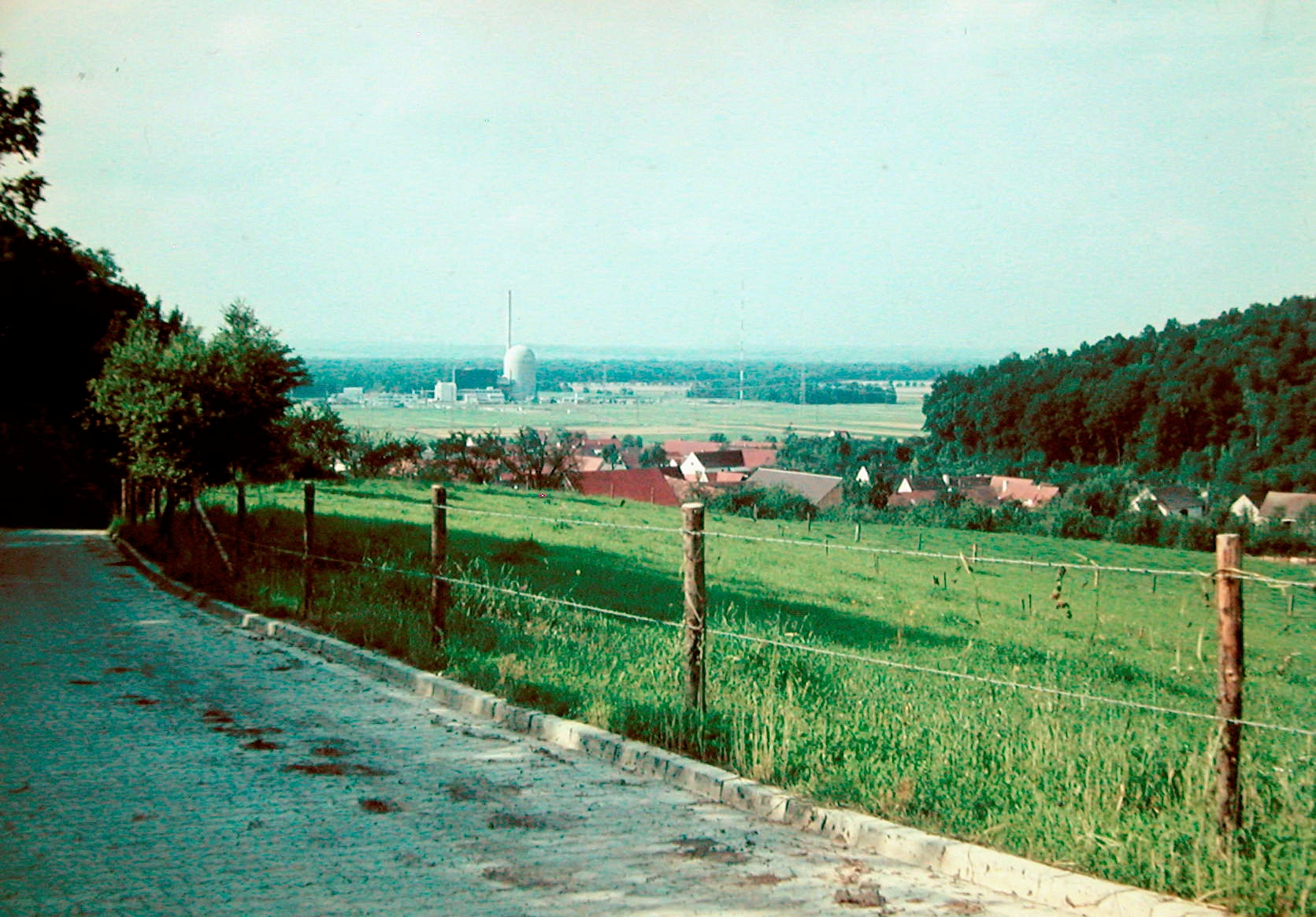
Kernkraftwerk Gundremmingen

- 14. August: Das deutsche Kernkraftwerk Gundremmingen Block A (kurz: KRB) erreicht seine erste Kritikalität
- 19. August: In der Volksrepublik China beginnen die Roten Garden nach Lin Biaos Aufforderung vom Vortag die Kampagne Zerschlagt die Vier Alten. Die Kulturrevolution kommt ins Rollen.

#### September
- 06. September: Hendrik Frensch Verwoerd, Südafrikas als Hauptarchitekt der Apartheid geltender Ministerpräsident, wird bei einer Parlamentssitzung von einem Parlamentsangestellten mit vier Messerstichen ermordet.
- 13. September: Balthazar Johannes Vorster wird Ministerpräsident von Südafrika.
- 20. September: Guyana wird Mitglied bei den Vereinten Nationen.
- 30. September: Der südafrikanische Staat Botswana erlangt seine Unabhängigkeit von Großbritannien.

#### Oktober
- 04. Oktober: Lesotho wird unabhängig.
- 15. Oktober: Im westlichen Texas wird der Guadalupe-Mountains-Nationalpark geschaffen.
- 17. Oktober: Botswana und Lesotho werden Mitglieder der Vereinten Nationen.
- 27. Oktober: Die Vereinten Nationen entziehen Südafrika das Mandat über Namibia.
- 27. Oktober: Die FDP-Bundesminister im Kabinett Erhard II treten wegen notwendig werdender Steuererhöhungen zurück; die Regierungskoalition aus CDU/CSU und FDP zerbricht.

#### November
- 01. November: Haryana wird ein eigener Bundesstaat Indiens.
- 08. November: In den USA finden Halbzeitwahlen im Kongress sowie Gouverneurswahlen statt. Dabei können die Republikaner Zugewinne verbuchen, jedoch verteidigen die Demokraten ihre Mehrheiten in beiden Kongresskammern klar.
- 11. November: Erstmals wird im Bundesstaat Mississippi ein Weißer wegen Vergewaltigung einer Schwarzen verurteilt; die gesetzlich vorgeschriebene Todesstrafe wird in lebenslange Haft umgewandelt.
- 12. November: Ein 18-jähriger Schüler erschießt in Arizona (USA) fünf Frauen und ein Mädchen. Bei seiner Festnahme gibt er als Motiv an, er habe bekannt werden wollen.
- 15. November: Der südafrikanische Professor und ehemalige ANC-Amtsträger Zachariah Keodirelang Matthews wird vom Präsidenten Botswanas zum Botschafter in den Vereinigten Staaten berufen.
- 20. November: Der Schweizer Kanton Zürich stimmt in einer Volksabstimmung gegen das Frauenwahlrecht.
- 28. November: Die Dominikanische Republik gibt sich eine Verfassung.
- 30. November: Barbados wird von Großbritannien unabhängig.
- 30. November: Bundeskanzler Ludwig Erhard tritt zurück.

#### Dezember
- 01. Dezember: Das Kabinett Kiesinger, gewählt von der ersten großen Koalition aus CDU/CSU und SPD, beginnt unter dem Bundeskanzler Kurt Georg Kiesinger seine Arbeit.
- 19. Dezember: UNO-Menschenrechtspakte über bürgerliche und politische Rechte sowie über wirtschaftliche, soziale und kulturelle Rechte

### Wissenschaft und Technik
- 17. Januar: Das erste Exemplar des chinesischen Abfangjägers Chengdu J-7 besteht seinen Jungfernflug.
- 03. Februar: Luna-Programm: Mit der Landung von Luna 9 im Meer der Stürme gelingt erstmals die weiche Landung einer Sonde auf dem Mond.
- 03. Februar: Der US-amerikanische Wettersatellit ESSA-1 wird gestartet und liefert erste Daten zur meteorologischen Erdbeobachtung aus seiner Umlaufbahn.
- 01. März: Die Weltraumsonde Venus 3 der UdSSR erreicht als erster irdischer Flugkörper nach dreimonatigem Flug die Venus.
- 16. März: Die beiden amerikanischen Astronauten Neil Armstrong und David Scott schaffen das erste Kopplungsmanöver im Weltall.
- 03. April: Mit Luna 10 schwenkt erstmals ein Satellit in eine Umlaufbahn um den Mond ein.
- 07. April: R. G. Ferry fliegt mit seinem Hubschrauber Hughes OH-6 A einen neuen Langstrecken-Weltrekord von 3561 km.
- 11. April: Die Kasseler Herkulesbahn stellt ihren Betrieb ein.
- 12. Mai: In Uetze stellt die Deutsche Bundespost den Betrieb der letzten Handvermittlungsstelle für innerdeutsche Gespräche ein.
- 30. Mai: Die erste US-Raumsonde der Surveyor-Serie, Surveyor 1, beginnt ihren Flug zum Mond, wo sie drei Tage später im Oceanus Procellarum weich landet und Bilder liefert.
- 12. Juni: Der Grundstein für die Euphrat-Talsperre Keban in der türkischen Provinz Elazığ wird gelegt – Kredite dafür kamen von der EWG, den USA und der Weltbank.
- 06. August: In Lissabon wird die Salazar-Brücke über den Tejo eingeweiht. Als Vorbild der Hängebrücke diente die San Francisco Bay Bridge.

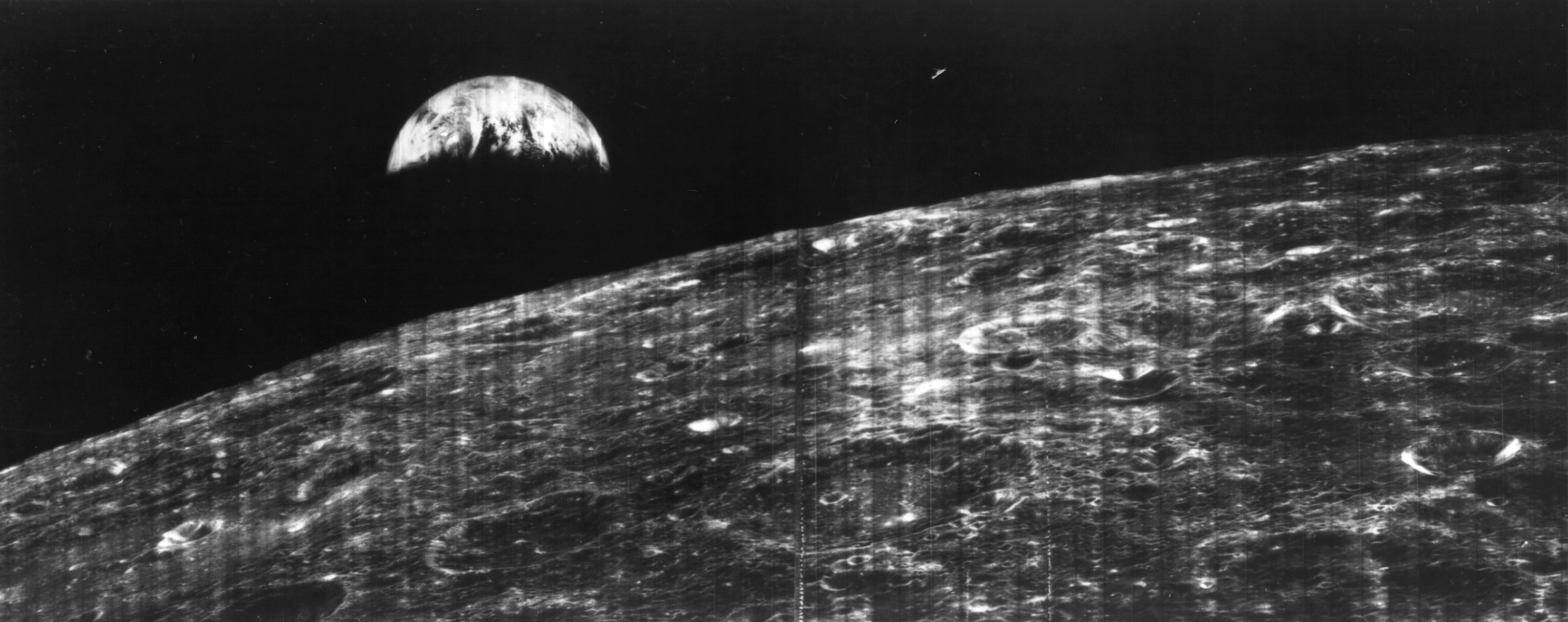
Erster Blick zur Erde

- 23. August: Das erste Bild von der Erde, die über dem Mond aufgeht, wird von der Mondsonde Lunar Orbiter 1 zur terrestrischen Bodenstation gefunkt.
- 27. August: Francis Chichester startet in Plymouth zu einer Einhand-Weltumseglung.
- 26. November: In Frankreich wird mit dem Gezeitenkraftwerk Rance das weltweit erste Gezeitenkraftwerk eingeweiht.
- 28. November: Unter der Tarnbezeichnung Kosmos 133 wird von der Sowjetunion das noch unbemannte Sojus-Raumschiff zu einem Testflug gestartet. Technische Probleme führen in der Folge zu einem Misserfolg des Tests.

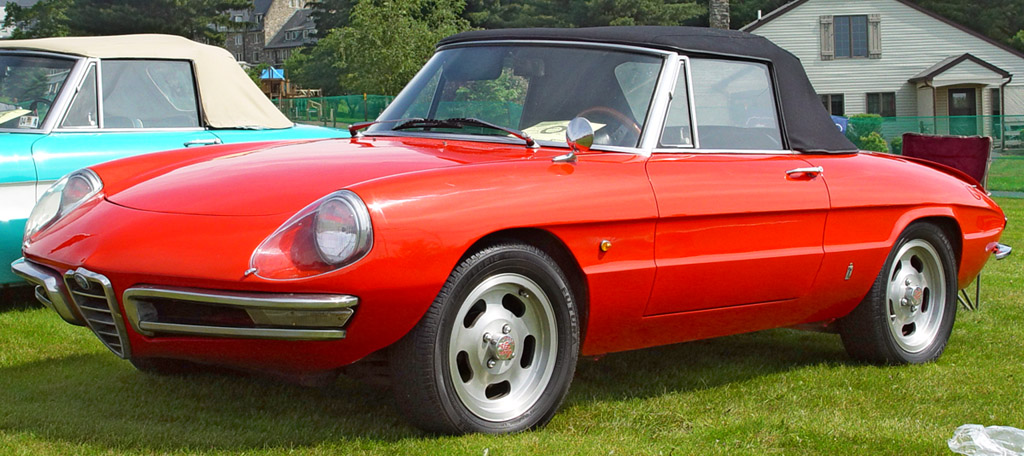
Alfa Romeo Spider

- Alfa Romeo stellt den Alfa Romeo Spider vor.
- Das Gasfeld Urengoi, das größte Gasfeld der Welt, wird entdeckt
- Der Farbstofflaser wird erfunden.
- Weizenbaum entwickelt den ersten Chatbot namens ELIZA.

### Wirtschaft
- 01. Januar: in Australien wird das Pfund Sterling durch den Australischen Dollar als Währung abgelöst und das englische Maßsystem wurde durch das metrische System ersetzt.

### Kultur
- 15. Januar: Heinz Schenk und Lia Wöhr agieren erstmals als Gastgeber in der Unterhaltungsshow Zum Blauen Bock, die zuvor Otto Höpfner den Fernsehzuschauern präsentiert hat.
- 20. Januar: Uraufführung des Schauspiels Der Meteor von Friedrich Dürrenmatt in Zürich.
- 25. Januar: Erstmalige Vergabe der Goldenen Kamera (für das Fernsehjahr 1965)
- 14. Februar: Eröffnung der Universität Düsseldorf

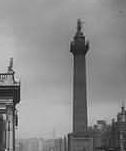
Nelsonsäule in Dublin (um 1916)

- 08. März: In der irischen Hauptstadt Dublin wird die Nelsonsäule von IRA-Extremisten gesprengt. In der Folge wird an dieser Stelle The Spire errichtet.
- 16. Mai: Bob Dylans Album Blonde on Blonde erscheint in den USA
- 02. Juni: Uraufführung der scherzhaften Oper Siebzehn Tage und vier Minuten von Werner Egk am Staatstheater Stuttgart.
- 08. Juni: In Frankfurt am Main wird Peter Handkes Theaterstück Publikumsbeschimpfung uraufgeführt.
- 21. Juni: Eröffnung der Universität Konstanz
- 19. Juli: Kulturabkommen zwischen Deutschland und Tunesien. In Kraft seit dem 13. März 1967.
- 04. August: Kulturabkommen zwischen Deutschland und Bolivien. In Kraft seit dem 21. September 1970.
- 06. August: Uraufführung der Oper Die Bassariden von Hans Werner Henze bei den Salzburger Festspielen.
- 18. August: Beginn der „Großen Proletarischen Kulturrevolution“ in der Volksrepublik China.
- 29. August: Letzter gemeinsamer Auftritt der Beatles in San Francisco.
- 08. September: Uraufführung der Oper Hero und Leander von Günter Bialas im Nationaltheater Mannheim.
- 08. September: TV-Premiere der Serie Star Trek in den USA.
- 16. September: Uraufführung der Oper Antony and Cleopatra von Samuel Barber an der Metropolitan Opera in New York.
- 17. September: Im deutschen Fernsehen wird die erste Folge der Serie Raumpatrouille (Raumschiff Orion) gezeigt.
- 15. November: Uraufführung der Oper Puntila von Paul Dessau an der Deutschen Staatsoper Berlin.
- 20. November: Uraufführung des Musicals Cabaret von John Kander, Fred Ebb und Joe Masteroff am Broadhurst Theatre in New York City
- 23. Dezember: In Italien kommt Sergio Leones Film Zwei glorreiche Halunken (Originaltitel: Il buono, il brutto, il cattivo) in die Kinos.
- Eröffnung des Deutschen Fastnachtmuseums
- Gründung der deutschen Musikzeitschrift Sounds
- Eröffnung der Städtischen Galerie Erlangen
- Erstmalige Vergabe des Lessing-Rings
- Gründung der Avangardeband Red Crayola

### Gesellschaft
- 14. Juli: Richard Speck verlässt ein Schwesternwohnheim in Chicago, in dem er acht Schwesternschülerinnen ermordet hat. Eine überlebende Frau, die sich versteckt hatte, alarmiert anschließend die Polizei über den Serienmörder und seine Tat.
- 01. August: Charles Joseph Whitman begeht einen Amoklauf. Zuerst ersticht er seine Mutter und seine Frau, später erschießt er im und vom Turm der Universität von Texas in Austin aus 15 Menschen und verletzt 66 weitere, bevor er von der Polizei erschossen wird.

### Religion
- 15. Februar: Präses Kurt Scharf wird neuer evangelischer Bischof von Berlin (und damit Nachfolger von Otto Dibelius).
- 22. bis 24. März: Michael Ramsay, der Erzbischof von Canterbury, stattet Papst Paul VI. einen Besuch ab; die erste Begegnung des Primas von England mit einem Papst seit der Abtrennung der Anglikanischen Kirche im Jahr 1536.
- 09. April: Kardinal Alfredo Ottaviani kündigt die Abschaffung des Index Librorum Prohibitorum an. Dabei handelt es sich um das Verzeichnis jener Bücher, die Katholiken nicht lesen dürfen. Am 14. Juni erfolgt die offizielle Abschaffung der Liste.
- 30. April: Gründung der Church of Satan
- 14. Juni: Die römische Kurie hebt den seit 1559 geführten und 500 Seiten starken „Index der verbotenen Bücher“ auf (letzte amtliche Neuausgabe war 1948).

### Sport
Einträge von Leichtathletik-Weltrekorden siehe unter der jeweiligen Disziplin unter Leichtathletik.
- 15. Januar: In Ost-Berlin wird der Fußballverein BFC Dynamo gegründet. Die Unterstützung durch Minister Erich Mielke trägt dem Verein den Ruf eines Stasi-Clubs ein.
- 20. Januar: Fußball: Gründung des 1. FC Union Berlin nach der Ausgliederung aus dem TSC Berlin
- 20. Januar: Fußball: Gründung des 1. FC Lokomotive Leipzig als Nachfolger des SC Leipzig.
- 26. Januar: Fußball: Aus den Fußballabteilungen des SC Turbine Erfurt und der BSG Motor Optima Erfurt wird der FC Rot-Weiß Erfurt gegründet.
- 31. Januar: Fußball: Gründung der BSG Energie Cottbus, später FC Energie Cottbus, vorher SC Cottbus.
- 05. Februar: Bundesligaprofi Sigfried Held weiht die Torwand des ZDF-Sportstudios ein.
- 22. Februar: In Oberhof findet die erste Kinder- und Jugendspartakiade der DDR in den Wintersportarten statt.
- 20. März: Aus der Londoner Westminster Central Hall wird der Coupe Jules Rimet, die Siegestrophäe der Fußball-Weltmeisterschaften, entwendet. Er wird eine Woche später in einem Vorgarten vom Hund Pickles gefunden.
- 25. März: Erstmals wird die Eiger-Nordwand auf einer Direktroute bestiegen.
- 29. März: Boxen: Muhammad Ali verteidigt seinen WM-Titel im Schwergewicht gegen George Chuvalo.
- 26. April: Das Internationale Olympische Komitee (IOC) vergibt die Austragung der Olympischen Sommerspiele 1972 nach München.
- 05. Mai: Zum ersten Mal gewinnt eine deutsche Fußballmannschaft einen Europapokal: Borussia Dortmund holt mit einem 2:1-Sieg über den FC Liverpool in Glasgow den Europapokal der Pokalsieger.
- 21. Mai: Muhammad Ali verteidigt in London seinen Box-WM-Titel gegen Henry Cooper.
- 22. Mai bis 23. Oktober: Austragung der 17. Formel-1-Weltmeisterschaft
- 26. Mai: Der türkische Fußballverein Denizlispor wird gegründet.
- 28. Mai: Der TSV 1860 München wird deutscher Fußballmeister.
- 29. Mai: Das Aztekenstadion in Mexiko-Stadt wird eröffnet. Mit rund 105.000 Plätzen ist es eine der größten Fußballarenen auf der Erde.
- 09. Juni: Gianni Motta gewinnt den Giro d’Italia.
- 11. Juni: Tommie Smith läuft einen neuen Weltrekord über 200 Meter (20,0 Sekunden).
- 01. Juli: Der Spanier Manuel Santana wird Wimbledonsieger
- 02. Juli: Billie Jean King (USA) gewinnt das Damenfinale in Wimbledon.
- 14. Juli: Lucien Aimar gewinnt die Tour de France.
- 30. Juli: Fußball-Weltmeisterschaft: England wird durch einen 4:2-Sieg nach Verlängerung in einem dramatischen Endspiel (Wembley-Tor) gegen Deutschland erstmals Fußball-Weltmeister.
- 06. August: Muhammad Ali verteidigt seinen Box-WM-Titel gegen Brian London durch K. o.
- 28. August: Rudi Altig wird Straßenweltmeister der Radprofis.
- 04. September: Der Australier Jack Brabham steht bereits drei Rennen vor Saisonschluss als Formel-1-Weltmeister fest. Es ist das erste und bisher einzige Mal, dass ein Fahrer auf einem von ihm selbst konstruierten Rennwagen die Formel-1-Weltmeisterschaft gewinnt.
- 10. September: Muhammad Ali, USA, verteidigt in Frankfurt am Main seinen Box-WM-Titel gegen Karl Mildenberger, Deutschland.
- 01. Oktober: Die Basketball-Bundesliga nimmt ihren Spielbetrieb auf.
- 02. Oktober: Der spanische Fußballverein Atlético Madrid eröffnet sein am Fluss Manzanares gelegenes Stadion, das später in Estadio Vicente Calderón umbenannt wird.
- 14. November: Muhammad Ali verteidigt seinen Box-WM-Titel gegen Cleveland Williams durch K. o.

### Katastrophen
Kleinere Unglücksfälle sind in den Unterartikeln von Katastrophe und in der Liste von Katastrophen aufgeführt.
- 17. Januar: Südspanien entgeht einer atomaren Katastrophe, als über Palomares ein B-52-Bomber der US-Luftwaffe mit einem Tankflugzeug kollidiert. Vier Plutoniumbomben fallen vom Himmel und werden in aufwändiger Suche geborgen, das Absturzgebiet ist durch freigesetzte Strahlung verseucht.
- 24. Januar: In den Alpen kommen sämtliche 177 Insassen einer Boeing 707 der Air India ums Leben, als die Maschine an einem Felsmassiv des Mont Blanc zerschellt.
- 04. Februar: Tokio, Japan. Absturz einer Boeing 727 der Nippon Airways kurz vor der Küste. Alle 133 Insassen sterben.
- 05. März: Tokio, Japan. Eine Boeing 707 der BOAC prallt gegen den Berg Fuji. Alle 124 Insassen sterben
- 26. April: Ein Erdbeben richtet starke Zerstörungen in der usbekischen Hauptstadt Taschkent an. 300.000 Obdachlose. Die Zahl der Todesopfer wird von der Regierung der Sowjetunion verschwiegen.
- 19. August: Erdbeben bei Varto, Türkei, etwa 2.520 Tote.
- 03. November: Wirbelstürme im Golf von Bengalen fordern mehr als 1.000 Todesopfer.
- 08. Dezember: 241 Menschen sterben beim Untergang der griechischen Fähre „Iraklion“ auf der Fahrt von Kreta nach Piräus.
- 24. Dezember: Binh Thai, Südvietnam. Eine Frachtmaschine der Flying Tiger Line vom Typ Canadair CL-44 stürzt in eine Ortschaft. 129 Menschen sterben.

## Geboren

### Januar
- 01. Januar: Waleri Assapow, russischer Generalleutnant († 2017)
- 01. Januar: Dragiša Blagojević, montenegrinischer Schachspieler
- 01. Januar: Heike Hänsel, deutsche Politikerin
- 02. Januar: Artur Akojew, russischer Gewichtheber
- 02. Januar: Matthias Epple, deutscher Chemiker
- 02. Januar: Asterios Rondoulis, griechischer Politiker
- 02. Januar: Anke Seegert, deutsche Landschaftsarchitektin
- 03. Januar: Ina Bergmann, deutsche Journalistin und Fernsehmoderatorin
- 03. Januar: Holger Kretschmer, deutscher Handballspieler und -trainer
- 04. Januar: Fabio Abate, Schweizer Politiker
- 04. Januar: Deana Carter, US-amerikanische Country-Sängerin
- 04. Januar: Christian Kern, österreichischer Politiker und ehemaliger Manager Christian Kern, 2016

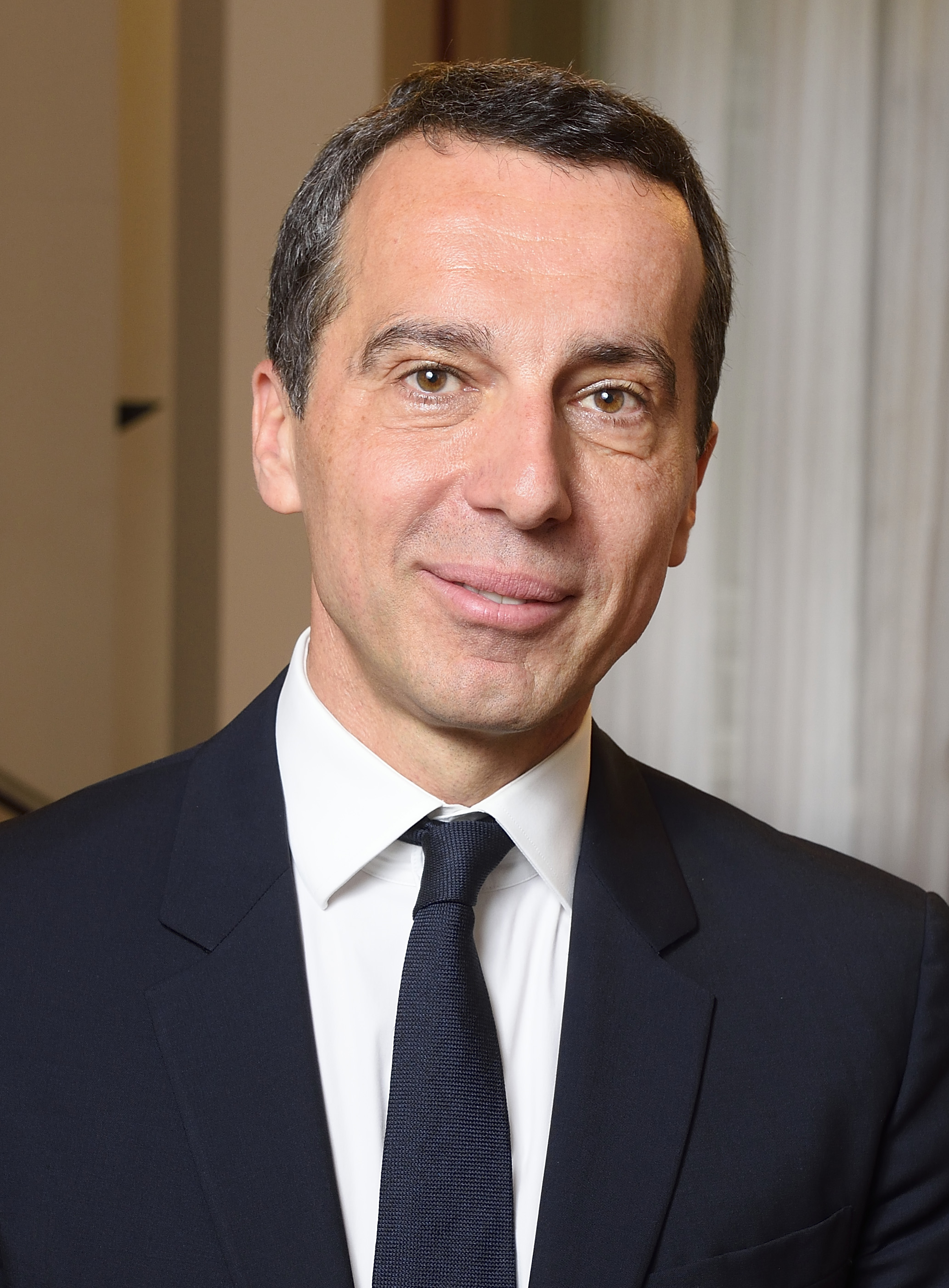
Christian Kern, 2016

- 04. Januar: Paul Schmidt, deutscher Biophysiker und Politiker
- 05. Januar: Héctor Baldassi, argentinischer Fußballschiedsrichter
- 05. Januar: David Gilkey, US-amerikanischer Journalist des National Public Radio († 2016)
- 05. Januar: René Sutter, Schweizer Fußballspieler
- 06. Januar: Galina Awtajewa, kasachische Biathletin
- 06. Januar: Sharon Cuneta, philippinische Schauspielerin und Fernsehmoderatorin
- 06. Januar: Johannes Jansen, deutscher Schriftsteller
- 06. Januar: Attilio Lombardo, italienischer Fußballspieler und -trainer
- 06. Januar: Christian K. Schaeffer, deutscher Schauspieler
- 07. Januar: Ergin Ataman, türkischer Basketballspieler und Trainer
- 07. Januar: Iris Plotzitzka, deutsche Kugelstoßerin († 2024)
- 07. Januar: Corrie Sanders, südafrikanischer Boxer († 2012)
- 08. Januar: Trude Dybendahl, norwegische Skilangläuferin († 2024)
- 08. Januar: Lilly Forgách, deutsche Schauspielerin († 2024)
- 08. Januar: Igor Wjasmikin, russischer Eishockeyspieler († 2009)
- 09. Januar: Claudia Gahrke, deutsche Schauspielerin und Hörspielsprecherin
- 09. Januar: Herbert Haider, österreichischer Stimmenimitator
- 09. Januar: Jan Johansen, schwedischer Sänger
- 09. Januar: Beat Zehnder, Schweizer Motorsport-Ingenieur
- 10. Januar: Taavi Aas, estnischer Politiker
- 10. Januar: Dorothea Kübler, deutsche Ökonomin
- 10. Januar: Christian Mecke, deutscher Jurist und Richter am Bundessozialgericht
- 11. Januar: Mehmet Sirri Acar, deutscher Politiker (SPD)
- 11. Januar: Jackie Biskupski, US-amerikanische Politikerin
- 11. Januar: Christian Pouget, französischer Eishockeyspieler und -trainer
- 12. Januar: Ingrid Jensen, kanadische Jazztrompeterin
- 13. Januar: Diego Arsuaga, uruguayischer Regisseur
- 13. Januar: Zdenko Jedvaj, jugoslawisch-kroatischer Fußballspieler
- 13. Januar: Denis Lathoud, französischer Handballspieler und -trainer († 2025)
- 14. Januar: Günter Abel, deutscher Fußballspieler und -trainer
- 14. Januar: Marco Hietala, finnischer Bassist und Sänger
- 15. Januar: Nils Albrecht, deutscher Politiker (CDU)
- 15. Januar: Silvia Andersen, deutsche Schauspielerin und Tänzerin († 2017)
- 15. Januar: Jörg Böckem, deutscher Journalist und Autor
- 15. Januar: Rommel Fernández, panamaischer Fußballspieler († 1993)
- 15. Januar: Thomas Schuller-Götzburg, österreichischer Diplomat
- 16. Januar: Jorge Luis Aguilera Ruiz, kubanischer Sprinter
- 16. Januar: Jeff Olson, US-amerikanischer Skirennläufer
- 16. Januar: Carlos Sousa, portugiesischer Marathonrallyefahrer
- 17. Januar: Charlotte Crome, deutsche Schauspielerin und Malerin
- 18. Januar: Charles Ariiotima, tahitischer Fußballschiedsrichter
- 18. Januar: Alexander Chalifman, russischer Schachspieler
- 19. Januar: Pieter-Jan Belder, niederländischer Cembalist, Pianist und Flötist
- 19. Januar: Stefan Edberg, schwedischer Tennisspieler Stefan Edberg, 2012

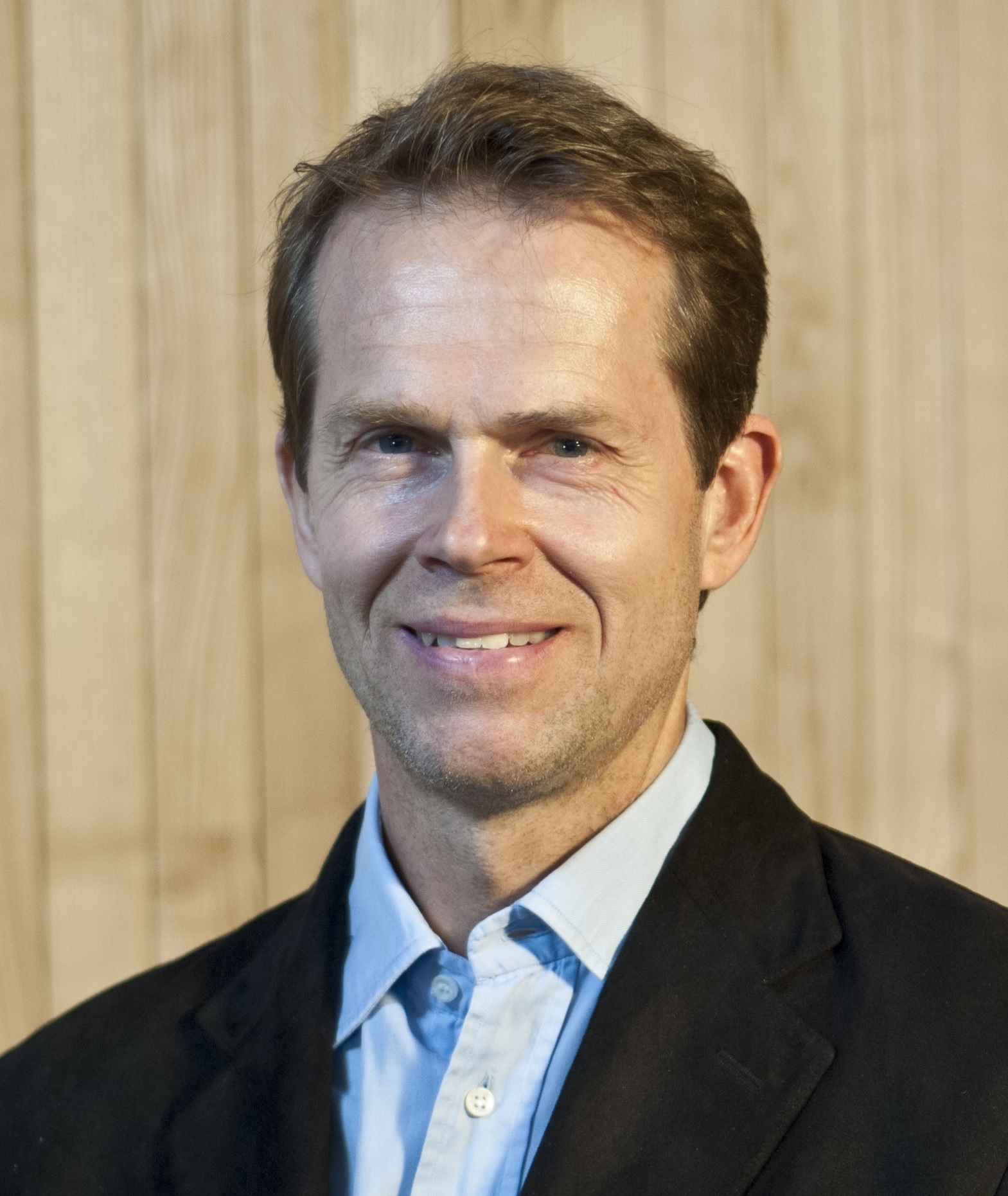
Stefan Edberg, 2012

- 19. Januar: Aaron Slight, neuseeländischer Motorradrennfahrer
- 20. Januar: Tracii Guns, US-amerikanischer Gitarrist
- 20. Januar: Sigrid Hauser, österreichische Sängerin und Schauspielerin
- 20. Januar: Ana Maria Leal-Zanchet, brasilianische Zoologin
- 20. Januar: Rainn Wilson, US-amerikanischer Schauspieler
- 21. Januar: Sabine Berger, deutsche Fußballspielerin
- 21. Januar: Päivi Simukka, finnische Skilangläuferin
- 21. Januar: Bernard van den Toren, niederländischer evangelischer Theologe
- 22. Januar: Lars Patrick Berg, deutscher Politiker
- 22. Januar: Christine Stichler, deutsche Synchronsprecherin und Schauspielerin
- 22. Januar: Oleksandr Tkatschenko, ukrainischer Journalist
- 23. Januar: Frank Börner, deutscher Ökonom und Politiker (SPD), MdL
- 23. Januar: Andreas Escher, deutscher Entwickler und Grafiker für Computer- und Konsolenspiele
- 23. Januar: Maria Guida, italienische Langstreckenläuferin
- 24. Januar: Shaun Donovan, US-amerikanischer Politiker
- 24. Januar: Julie Dreyfus, französische Schauspielerin
- 24. Januar: Heimo Luxbacher, österreichischer bildender Künstler († 2025)
- 24. Januar: Karin Viard, französische Schauspielerin
- 25. Januar: Veronika Bilgeri, deutsche Rennrodlerin
- 25. Januar: Mahmut Caliskan, türkischer Fußballspieler
- 25. Januar: Claus Tieber, österreichischer Filmwissenschaftler
- 26. Januar: Conny Aerts, belgische Astronomin
- 26. Januar: Karen Jupp, australische Badmintonspielerin
- 26. Januar: Igor Vukić, kroatischer Journalist
- 27. Januar: Kurt Einberger, österreichischer Bobfahrer
- 27. Januar: Tamlyn Tomita, US-amerikanische Schauspielerin
- 27. Januar: Dave Whistle, kanadisch-britischer Eishockeyspieler und -trainer
- 27. Januar: Ursula Waßer, deutsche Juristin und Richterin am Bundessozialgericht
- 28. Januar: Hermann Anatoljewitsch Andreev, russischer Fußballtrainer und Fußballspieler
- 28. Januar: Julian Argüelles, britischer Tenorsaxophonist und Komponist
- 28. Januar: Stephan Alfare, österreichischer Schriftsteller
- 28. Januar: Andrea Berg, deutsche Schlagersängerin Andrea Berg, 2012

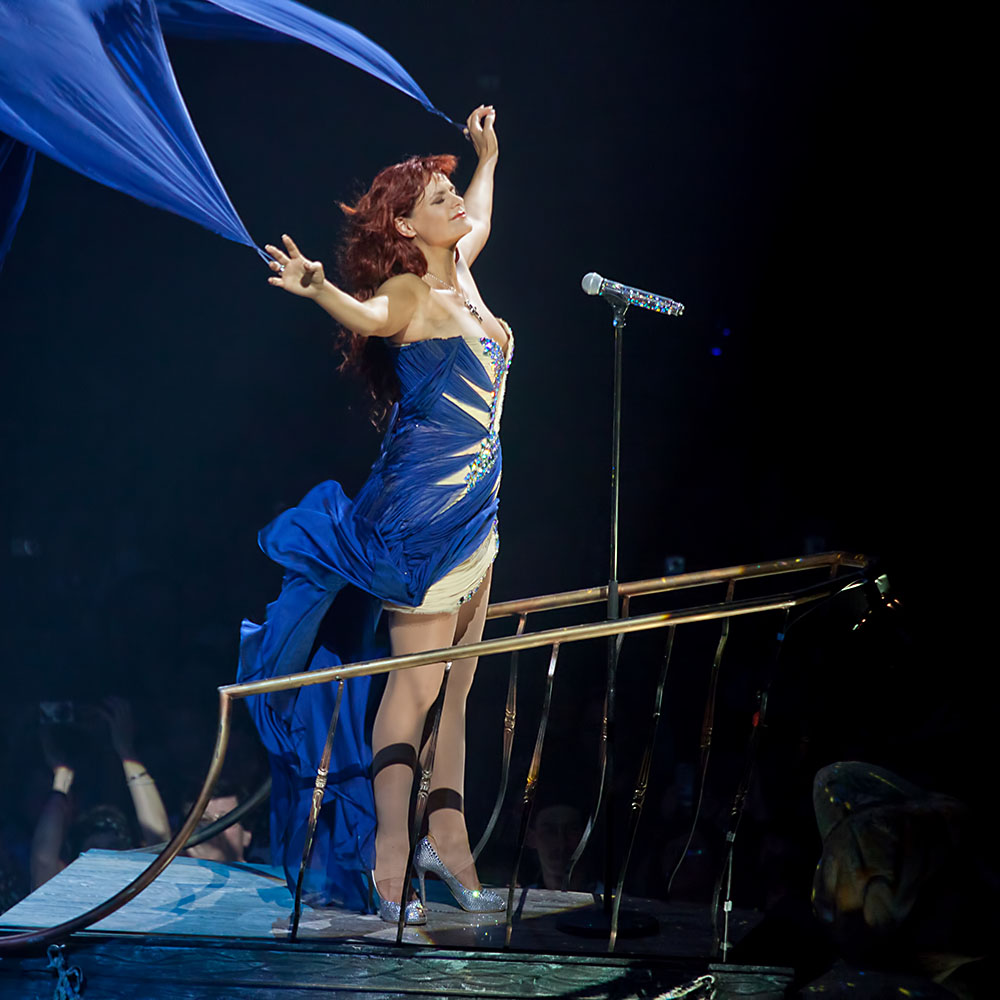
Andrea Berg, 2012

- 28. Januar: Maik Lippert, deutscher Schriftsteller
- 28. Januar: Thomas Reisinger, österreichischer Schauspieler und Regisseur
- 29. Januar: Serap Çileli, deutsche Schriftstellerin türkischer Abstammung
- 29. Januar: Maxim Dlugy, US-amerikanischer Schachspieler
- 29. Januar: Romário, brasilianischer Fußballspieler
- 30. Januar: Abraham Afewerki, eritreischer Sänger, Songwriter und Produzent († 2006)
- 30. Januar: Elisabeth Blanik, österreichische Politikerin (SPÖ)
- 30. Januar: Aise Johan de Jong, niederländischer Mathematiker
- 30. Januar: Wayne Wilderson, US-amerikanischer Schauspieler und Komiker
- 31. Januar: Anne Berge, norwegische Skirennläuferin
- 31. Januar: Jorge González, argentinischer Wrestler und Basketballspieler († 2010)
- 31. Januar: Rolf Järmann, Schweizer Radrennfahrer
- 31. Januar: Tobias J. Lehmann, deutscher Schauspieler und Theaterregisseur
- 31. Januar: JJ Lehto, finnischer Automobilrennfahrer
- 31. Januar: Brian Mikkelsen, dänischer Politiker
- 31. Januar: Thomas Treß, deutscher Fußballfunktionär
- 31. Januar: Christopher Truswell, australischer Schauspieler und Sprecher

### Februar
- 01. Februar: Michelle Anne Akers, US-amerikanische Fußballspielerin
- 01. Februar: Paul Dalla Lana, kanadischer Automobilrennfahrer
- 01. Februar: Laurent Garnier, französischer Technoproduzent und DJ
- 02. Februar: Markus Böker, deutscher Schauspieler
- 02. Februar: Claudio Caiolo, italienischer Schauspieler und Autor
- 02. Februar: Mirco Hanker, deutscher Politiker
- 02. Februar: Kazuya Tsurumaki, japanischer Filmregisseur
- 03. Februar: Mustafa Ceviz, türkischer Fußballspieler
- 03. Februar: Athina Lexutt, deutsche evangelische Kirchenhistorikerin
- 04. Februar: Wjatscheslaw Wladimirowitsch Jekimow, russischer Straßenradrennfahrer
- 04. Februar: Marjut Rolig, finnische Skilangläuferin
- 04. Februar: Ahmed Ibrahim Warsama, katarischer Leichtathlet
- 05. Februar: Soner Arıca, türkischer Popmusiker
- 05. Februar: Christian Deichstetter, deutscher Eishockeyspieler und -trainer
- 05. Februar: Thomas Fuhrmann, deutscher Journalist
- 05. Februar: Jonathan Morgan, US-amerikanischer Pornofilmregisseur
- 05. Februar: Rok Petrovič, slowenischer Skirennläufer († 1993)
- 05. Februar: Marc Prill, deutscher Kameramann
- 05. Februar: Vivian Wu, US-amerikanische Schauspielerin chinesischer Herkunft
- 06. Februar: Rick Astley, britischer Sänger
- 06. Februar: Sybille Heyen, deutsche Schauspielerin
- 06. Februar: Oliver Mally, österreichischer Blues-Musiker
- 07. Februar: Monika Weber, deutsche Florettfechterin
- 07. Februar: Roland Bervillé, französischer Automobilrennfahrer
- 07. Februar: Claudia Nolte, deutsche Politikerin
- 07. Februar: Arne Orderløkken, norwegischer Nordischer Kombinierer

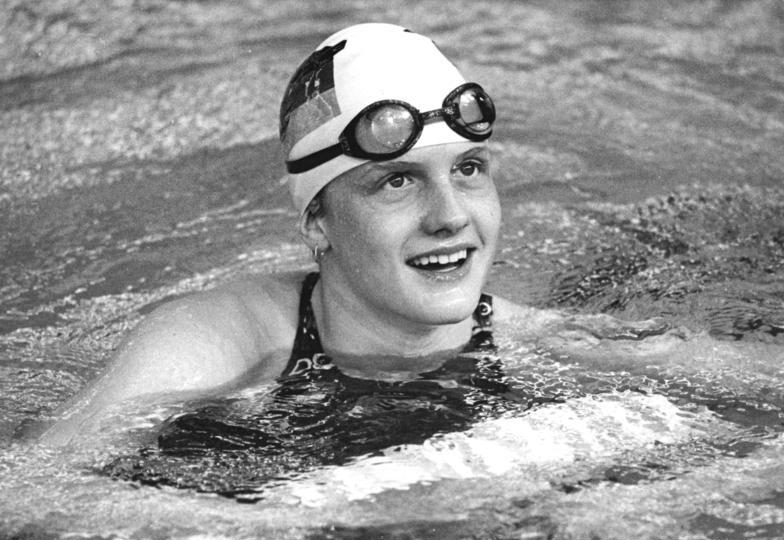
Kristin Otto

- 07. Februar: Kristin Otto, deutsche Sportlerin, Olympiasiegerin und Journalistin
- 08. Februar: Alex Antonitsch, österreichischer Tennisspieler
- 08. Februar: Mathias Gutmann, deutscher Biologe und Philosoph
- 08. Februar: Bruno Labbadia, Fußballspieler und Trainer
- 08. Februar: Sylvia Limmer, deutsche Politikerin
- 08. Februar: Christo Stoitschkow, bulgarischer Fußballspieler
- 08. Februar: David Yarrow, britischer Geschäftsmann und Kunstfotograf
- 09. Februar: Harald Eia, norwegischer Soziologe und Journalist
- 09. Februar: Satoshi Urushihara, japanischer Mangaka
- 09. Februar: Heiner Garg, deutscher Politiker

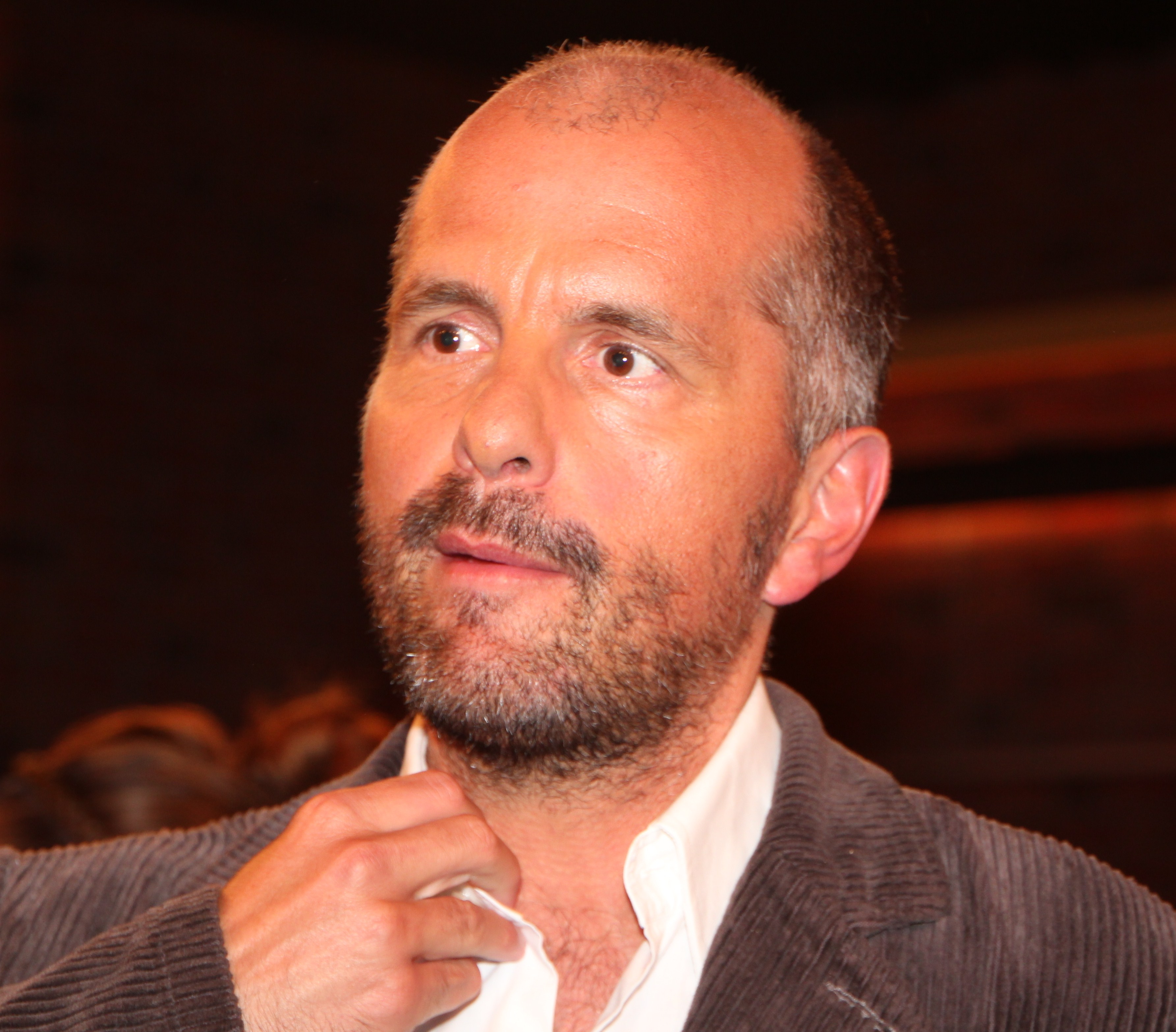
Christoph Maria Herbst, 2011

- 09. Februar: Christoph Maria Herbst, deutscher Schauspieler, Komödiant
- 09. Februar: Ellen van Langen, niederländische Leichtathletin
- 10. Februar: Renata Przemyk, polnische Liedermacherin
- 10. Februar: Natalie Bennett, britische Politikerin (Green Party)
- 10. Februar: Stefan Emmerling, deutscher Fußballspieler und -trainer
- 10. Februar: Ioannis Kalitzakis, griechischer Fußballspieler
- 10. Februar: Renata Przemyk, polnische Liedermacherin und Sängerin
- 10. Februar: Peter Romberg, deutscher Eishockeyspieler
- 11. Februar: David Bunners, deutscher Schauspieler
- 11. Februar: Cristina Grigoraș, rumänische Kunstturnerin
- 11. Februar: Patrik Kühnen, deutscher Tennisspieler
- 11. Februar: Dieudonné M’bala M’bala, französischer Komiker
- 11. Februar: Kai Scheve, deutscher Schauspieler
- 11. Februar: Signe Ibbeken, deutsche Schriftstellerin
- 11. Februar: Johan Söderqvist, schwedischer Filmkomponist
- 11. Februar: Vache Sharafyan, armenischer Komponist
- 12. Februar: Jörg Ahmann, deutscher Volleyballspieler
- 12. Februar: Hanskurt Brand, Schweizer Radrennfahrer
- 12. Februar: Susanne Losch, deutsche Leichtathletin
- 13. Februar: Georg Neumaier, österreichischer Ringer des Vereins AC Wals
- 13. Februar: Ibolya Vrábel, ungarische Fußballspielerin
- 13. Februar: Jeff Waters, kanadischer Gitarrist
- 14. Februar: Valerios Leonidis, griechischer Gewichtheber
- 15. Februar: Andreas Platthaus, deutscher Journalist und Autor
- 16. Februar: Peter Neustädter, deutscher Fußballspieler
- 16. Februar: Monique Spartalis, dänische Sängerin
- 16. Februar: Niklas Zennström, Entwickler von KaZaA und Skype
- 17. Februar: Thomas Forsberg, schwedischer Musiker († 2004)
- 17. Februar: Atle Skårdal, norwegischer Skirennläufer
- 18. Februar: Guy Ferland, US-amerikanischer Film- und Fernsehregisseur
- 18. Februar: Dmitri Borissowitsch Konyschew, russischer Radrennfahrer
- 18. Februar: Tamara Vidali, italienische Automobilrennfahrerin
- 19. Februar: Janet Echelman, US-amerikanische Künstlerin
- 19. Februar: Iwan Iwanow, bulgarischer Badmintonspieler
- 19. Februar: Lilâ Gürmen, türkisch-österreichische Schauspielerin
- 19. Februar: Paul Haarhuis, niederländischer Tennisspieler
- 19. Februar: Adelheid Gapp, österreichische Skirennläuferin
- 19. Februar: Vincenzo „Enzo“ Scifo, belgischer Fußballspieler

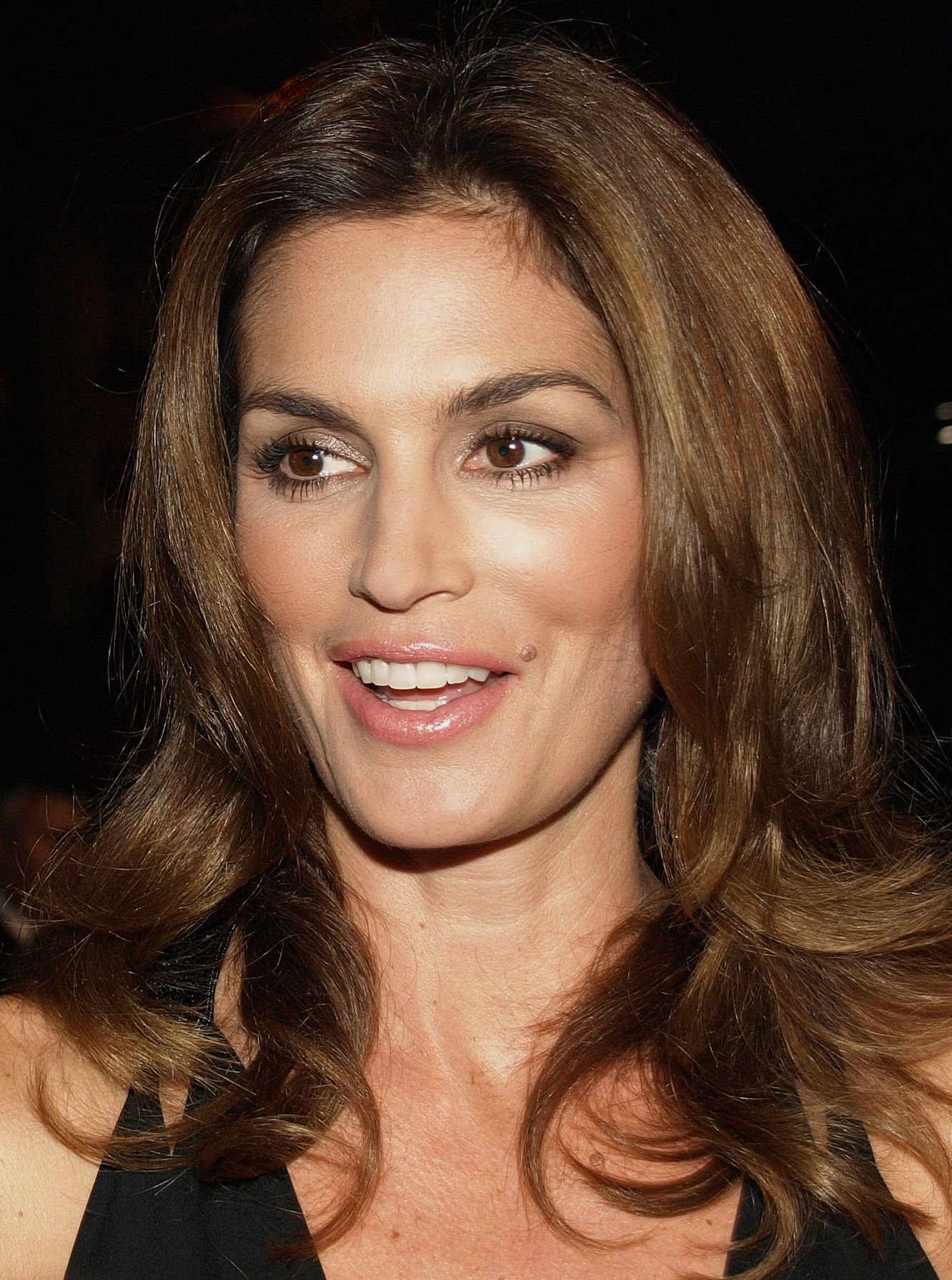
Cindy Crawford, 2009

- 20. Februar: Cindy Crawford, US-amerikanisches Model und Schauspielerin
- 20. Februar: DJ Taucher, deutscher Trance-DJ und Musikproduzent
- 20. Februar: Dennis Mitchell, US-amerikanischer Leichtathlet und Olympiasieger
- 20. Februar: Rudolf Nierlich, österreichischer Skirennläufer († 1991)
- 20. Februar: Constantin Seibt, Schweizer Journalist
- 20. Februar: Tim Wilde, deutscher Schauspieler
- 21. Februar: Katrin Askan, deutsche Schriftstellerin
- 21. Februar: Axel Bulthaupt, deutscher Moderator
- 21. Februar: Michaela Marzola, italienische Skirennläuferin
- 22. Februar: Stefan Erdmann, deutscher Autor
- 22. Februar: Luca Marchegiani, italienischer Fußballspieler
- 22. Februar: Michael Saunders, deutscher Journalist und Moderator
- 22. Februar: Thomas Schäfer, deutscher Politiker († 2020)
- 23. Februar: Sonja Wiesmann, Schweizer Politikerin († 2025)
- 24. Februar: Thomas Donaubauer, deutscher Nordischer Kombinierer
- 24. Februar: Billy Zane, US-amerikanischer Schauspieler
- 25. Februar: Ane Lone Bagger, grönländische Politikerin (Siumut)
- 25. Februar: Andreas Helmer, deutscher Fußballspieler
- 25. Februar: Téa Leoni, US-amerikanische Schauspielerin
- 25. Februar: Alexis Denisof, US-amerikanischer Schauspieler
- 25. Februar: Paul Ottosson, schwedischer Tontechniker
- 25. Februar: Ioana Olteanu, rumänische Ruderin
- 26. Februar: Urs Kälin, Schweizer Skirennläufer
- 26. Februar: Marc Fortier, kanadischer Eishockeytrainer und -spieler
- 26. Februar: Melanie Pukaß, deutsche Schauspielerin und Synchronsprecherin
- 26. Februar: Christine Mallo, französische Langstreckenläuferin
- 26. Februar: Stefan Ströbitzer, österreichischer Journalist
- 27. Februar: Miriam Butt, deutsche Linguistin und Hochschullehrerin
- 27. Februar: Barbara Goldstein, deutsche Autorin († 2014)
- 27. Februar: Donal Logue, kanadischer Schauspieler
- 27. Februar: Pete Smith, US-amerikanischer Baseballspieler
- 27. Februar: Johann Peter Wieghardt, deutscher Maler und Bildhauer
- 28. Februar: Thomas Geisser, deutscher Mathematiker
- 28. Februar: Ed Shearmur, britischer Komponist
- 28. Februar: Margret Völker, deutsche Film- und Theaterschauspielerin

### März
- 01. März: Susan Auch, kanadische Eisschnellläuferin
- 01. März: Roman Grill, deutscher Fußballspieler
- 01. März: Delphine de Vigan, französische Schriftstellerin
- 02. März: Alexandra Coelho Ahndoril, schwedische Schriftstellerin und Literaturkritikerin
- 02. März: Frank Steffel, deutscher Politiker
- 03. März: Detlef Altenbeck, deutscher Regisseur
- 04. März: Daniela Amavia, griechische Schauspielerin
- 04. März: Emese Hunyady, ungarisch-österreichische Eisschnellläuferin und Olympiasiegerin
- 04. März: Wash Westmoreland, US-amerikanischer Filmregisseur
- 06. März: Maurice Ashley, US-amerikanischer Schachspieler
- 06. März: Henning Sieverts, deutscher Jazzmusiker
- 07. März: Ludwig Kögl, deutscher Fußballspieler
- 08. März: Khalid Khan, deutscher Handballspieler und -trainer
- 08. März: Steffi von Wolff, deutsche Autorin
- 09. März: Jelena Pawlowna Asjornaja, russische Malerin
- 09. März: Giorgio Furlan, italienischer Radrennfahrer
- 10. März: Edie Brickell, US-amerikanische Sängerin und Liedermacherin
- 10. März: Dave Krusen, US-amerikanischer Rockmusiker
- 10. März: Petter Thoresen, norwegischer Orientierungsläufer
- 11. März: Joe Hachem, libanesisch-australischer Pokerspieler
- 12. März: Igor Flach, deutscher Bluesharp-Spieler († 2008)
- 12. März: Oliver Grüner, deutscher Ruderer
- 12. März: Wolfgang Jordan, deutscher Brigadegeneral des Heeres der Bundeswehr
- 13. März: Dorothy Hindman, US-amerikanische Komponistin
- 13. März: Im Eun-ju, südkoreanische Fußballschiedsrichterin und Sportfunktionärin
- 13. März: Markus Karp, deutscher Politiker
- 14. März: Gary Anthony Williams, US-amerikanischer Schauspieler, Drehbuchautor, Produzent und Regisseur
- 14. März: Olaf Wolkenhauer, deutscher Ingenieur, Regelungstechniker und Professor
- 16. März: Ann-Kristin Achleitner, deutsche Wissenschaftlerin
- 16. März: Dirk von Petersdorff, deutscher Literaturwissenschaftler und Schriftsteller
- 18. März: Fiorenza Cedolins, italienische Opernsängerin

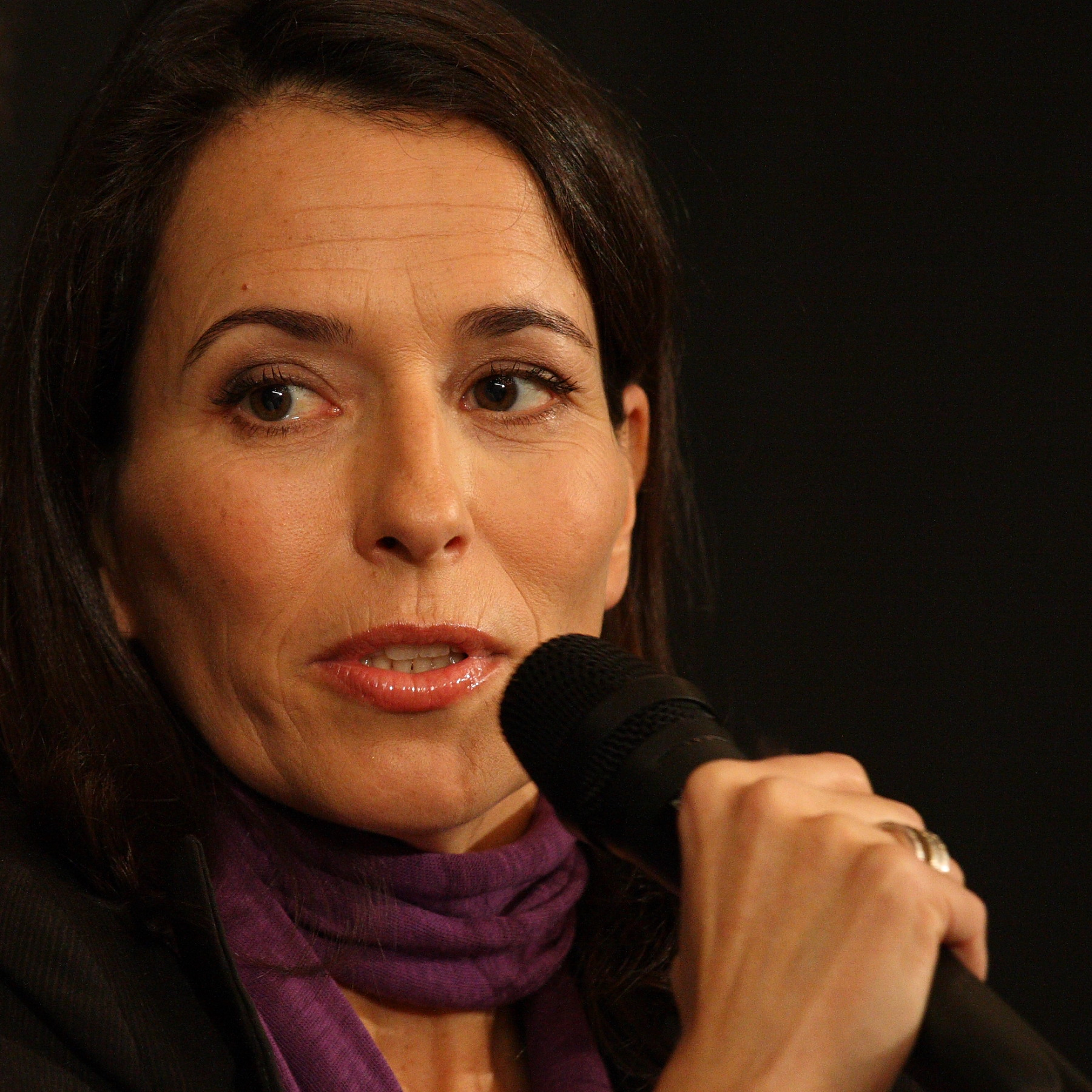
Anne Will, 2008

- 18. März: Anne Will, deutsche Journalistin und Fernsehmoderatorin
- 18. März: Jerry Cantrell, US-amerikanischer Rockmusiker
- 19. März: Olaf Marschall, deutscher Fußballspieler
- 19. März: Qin Gang, chinesischer Außenminister
- 21. März: Benito Armando Archundia Téllez, mexikanischer Fußballschiedsrichter
- 21. März: Kenny Bräck, schwedischer Automobilrennfahrer
- 21. März: Hauke Fuhlbrügge, deutscher Leichtathlet
- 21. März: DJ Premier, US-amerikanischer Hip-Hop-DJ und Produzent
- 22. März: Katharina Gutensohn, österreichisch-deutsche Ski-Rennläuferin
- 22. März: Klaus Peter Möller, hessischer Politiker
- 23. März: Thorsten Wingenfelder, deutscher Gitarrist und Songschreiber

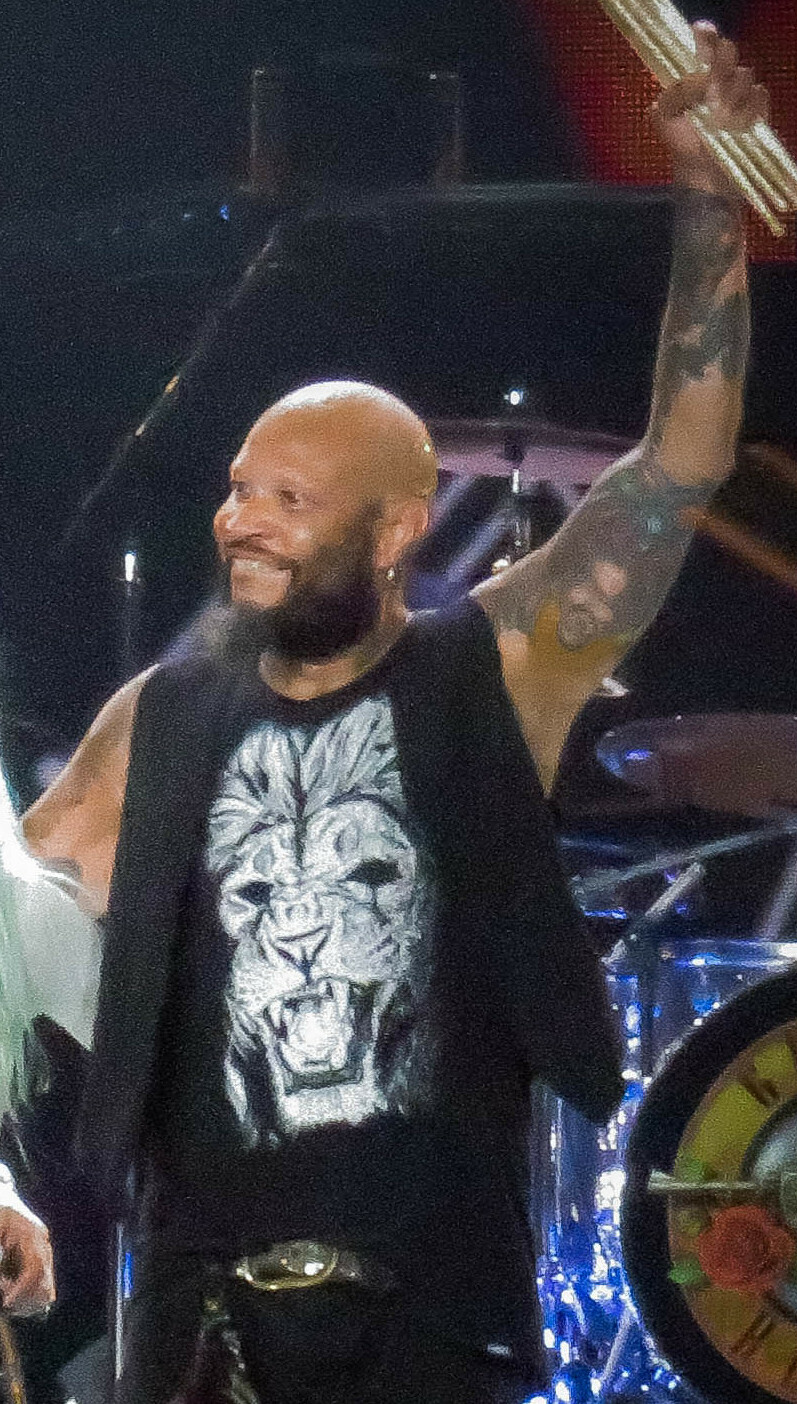
Frank Ferrer, 2016

- 25. März: Frank Ferrer, US-amerikanischer Schlagzeuger der Rock-Band Guns N’ Roses
- 25. März: Humberto González, mexikanischer Halbfliegengewichtsboxer
- 25. März: Jeff Healey, kanadischer Rockgitarrist, Trompeter und Sänger († 2008)

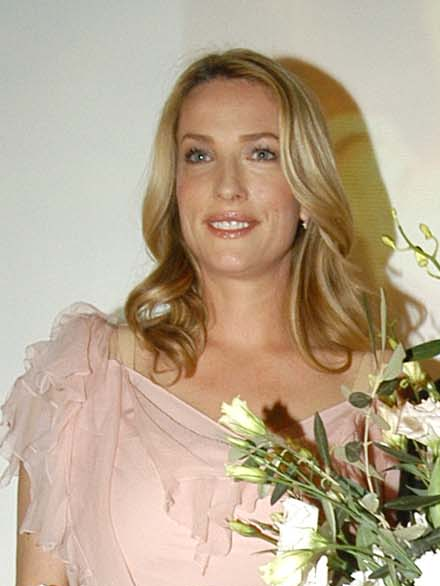
Tatjana Patitz, 2005

- 25. März: Tatjana Patitz, deutsches Fotomodell († 2023)
- 25. März: Remig Stumpf, deutscher Radrennfahrer († 2019)
- 25. März: Gerlinde Gräfin von Westphalen, deutsche Galeristin, Publizistin und Kuratorin
- 26. März: Bengt Gingsjö, schwedischer Schwimmer († 2022)
- 26. März: Nick Wirth, britischer Konstrukteur und Aerodynamiker
- 28. März: Høgni Hoydal, färöischer Politiker
- 29. März: Krassimir Balakow, bulgarischer Fußballspieler
- 29. März: Sigrid Kirchmann, österreichische Leichtathletin
- 29. März: Eric Walz, deutscher Schriftsteller
- 30. März: Vincenzo Amato, italienischer Bildhauer und Schauspieler
- 30. März: Jeremy Deller, britischer Künstler
- 30. März: Melanie Palenik, US-amerikanische Freestyle-Skierin
- 30. März: Sieglinde Winkler, österreichische Skirennläuferin
- 31. März: Roger Black, britischer Leichtathlet und Olympiateilnehmer
- 31. März: Edith Thys, US-amerikanische Skirennläuferin

### April
- 01. April: Alberto Braida, italienischer Jazzpianist
- 02. April: Teddy Sheringham, englischer Fußballspieler
- 02. April: Mara Kayser, deutsche Sängerin volkstümlicher Musik
- 03. April: Michael Mittermeier, deutscher Komiker

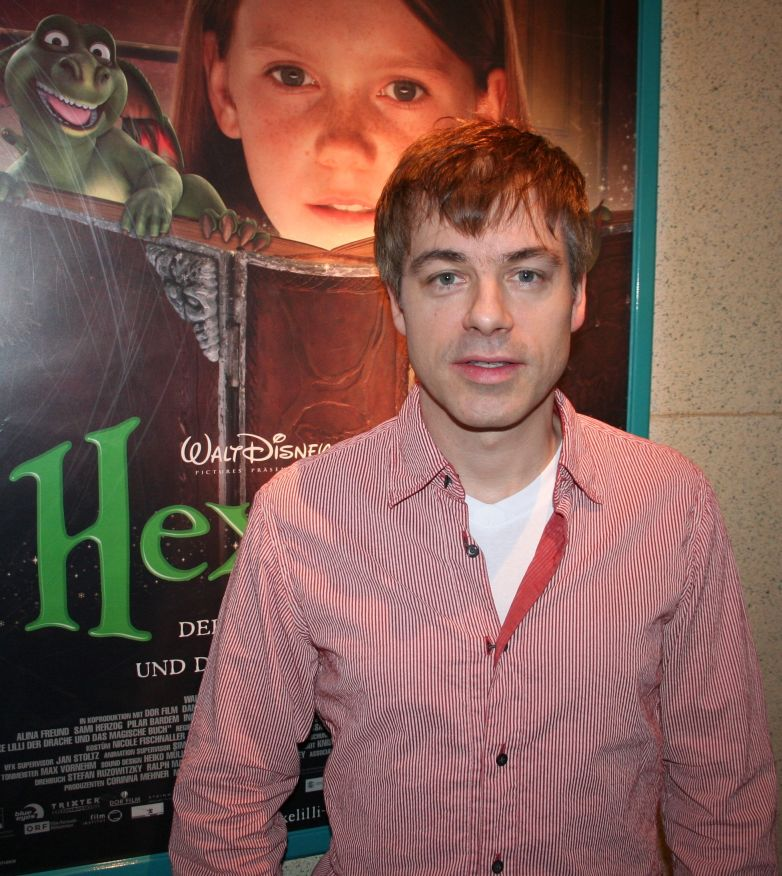
Michael Mittermeier, 2009

- 04. April: Finn Christian Jagge, norwegischer Skirennläufer († 2020)
- 04. April: Stefan Mappus, deutscher Politiker
- 04. April: Ann-Kathrin Kramer, deutsche Schauspielerin

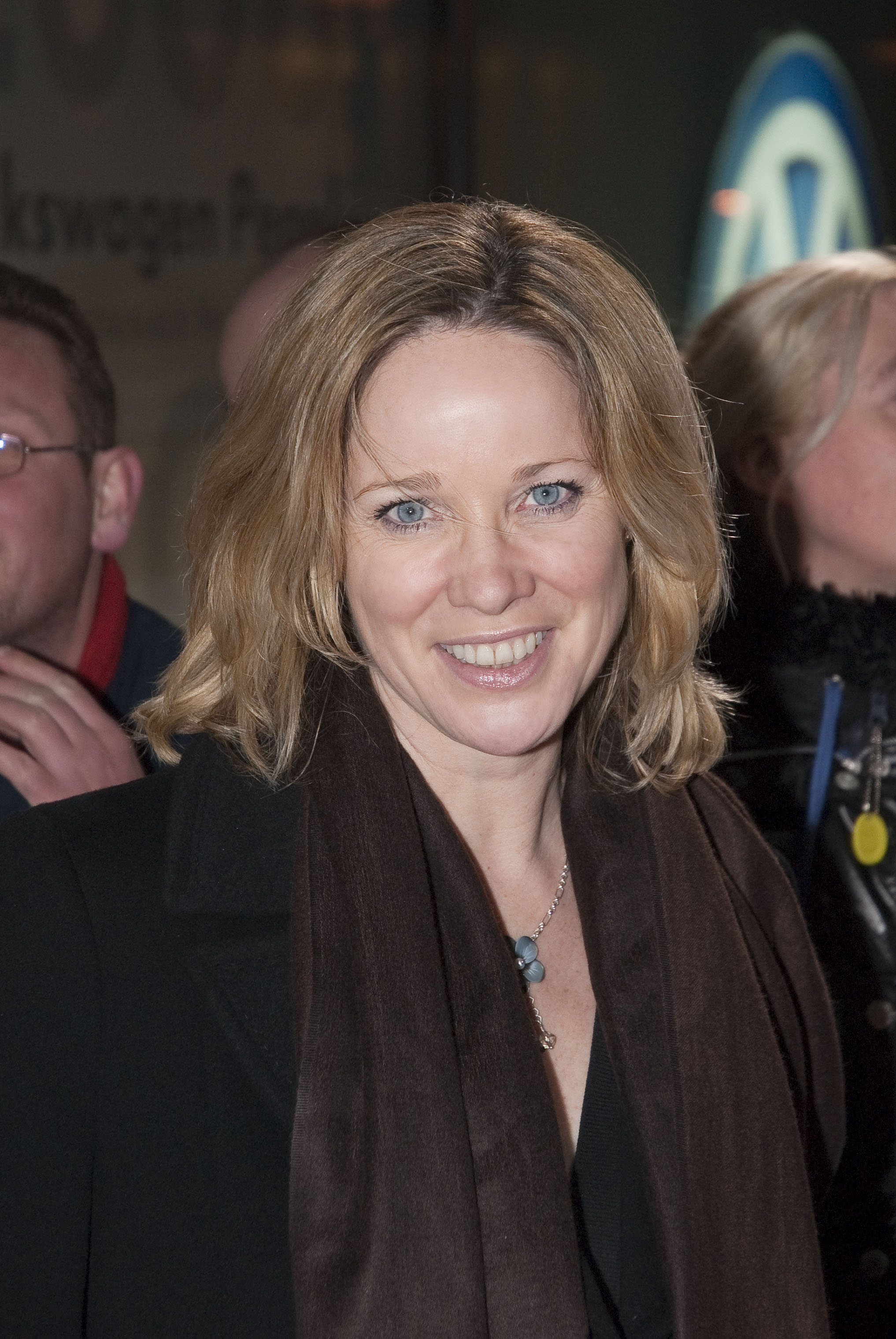
Ann-Kathrin Kramer, 2008

- 05. April: Anna Bogouchevskaia, deutsch-russische Bildhauerin
- 05. April: Hans Martin Bury, deutscher Politiker, Staatsminister im Bundeskanzleramt
- 05. April: Mike McCready, US-amerikanischer Musiker
- 06. April: Hossein Amini, iranischer Drehbuchautor und Filmproduzent
- 06. April: Vince Flynn, US-amerikanischer Schriftsteller († 2013)
- 06. April: Jörg Rohde, deutscher Politiker und Bundestagsabgeordneter
- 07. April: Michela Figini, Schweizer Skirennläuferin
- 08. April: Hakon Hirzenberger, österreichischer Autor, Regisseur und Schauspieler
- 08. April: Robin Wright, US-amerikanische Filmschauspielerin
- 09. April: Thomas Doll, deutscher Fußballspieler und -trainer

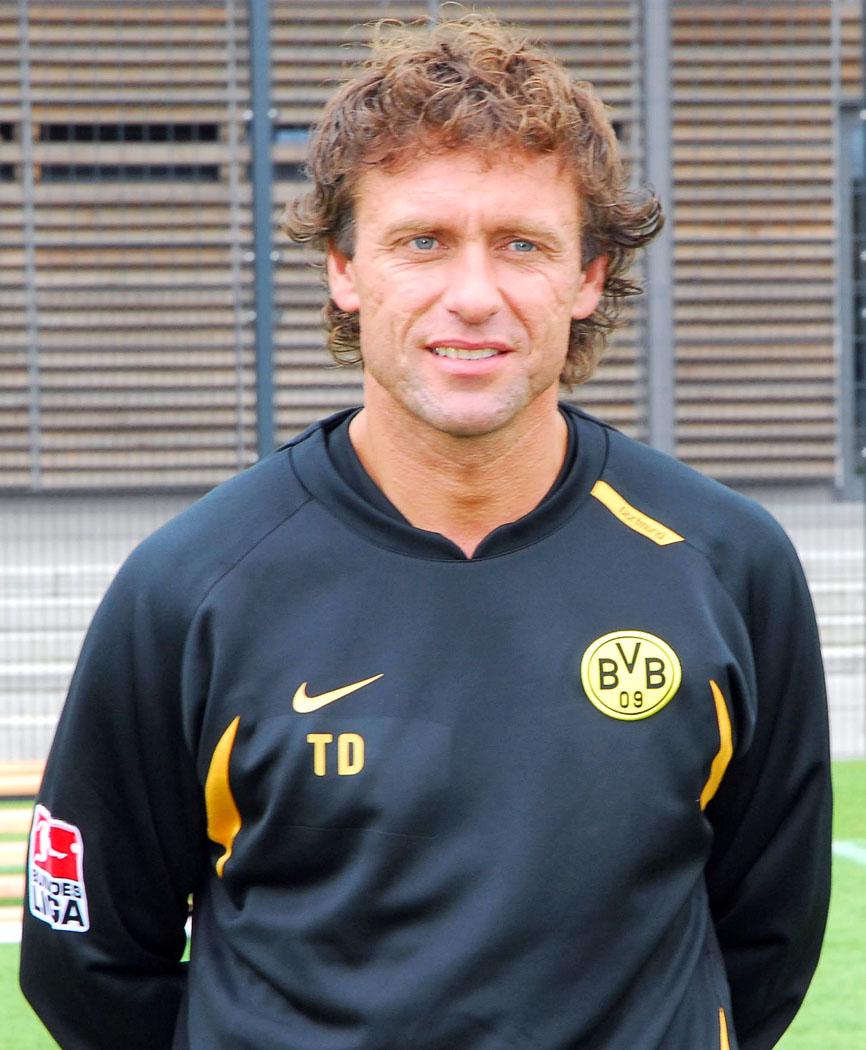
Thomas Doll

- 09. April: Patrick Elias, Schweizer Schauspieler († 2023)
- 09. April: Cynthia Nixon, US-amerikanische Schauspielerin
- 09. April: Joachim Steyer, deutscher Politiker
- 10. April: Heinz Barwich, Kernphysiker der DDR
- 10. April: Tamaki Daidō, japanische Schriftstellerin
- 11. April: Andreas Fischer, bayerischer Politiker
- 11. April: Lisa Stansfield, britische Sängerin und Schauspielerin
- 11. April: Peter Stöger, österreichischer Fußballspieler
- 12. April: Imma Tor Faus, andorranische Diplomatin
- 12. April: Nils-Olav Johansen, norwegischer Jazzgitarrist und -sänger
- 13. April: Mando, griechische Popsängerin
- 13. April: Mignon Remé, deutsche Schauspielerin
- 13. April: Fanny Stavjanik, österreichische Schauspielerin
- 14. April: Jan Boklöv, schwedischer Skispringer
- 15. April: Victor Calero, deutsch-spanischer Schauspieler
- 15. April: Samantha Fox, britische Sängerin und Fotomodell

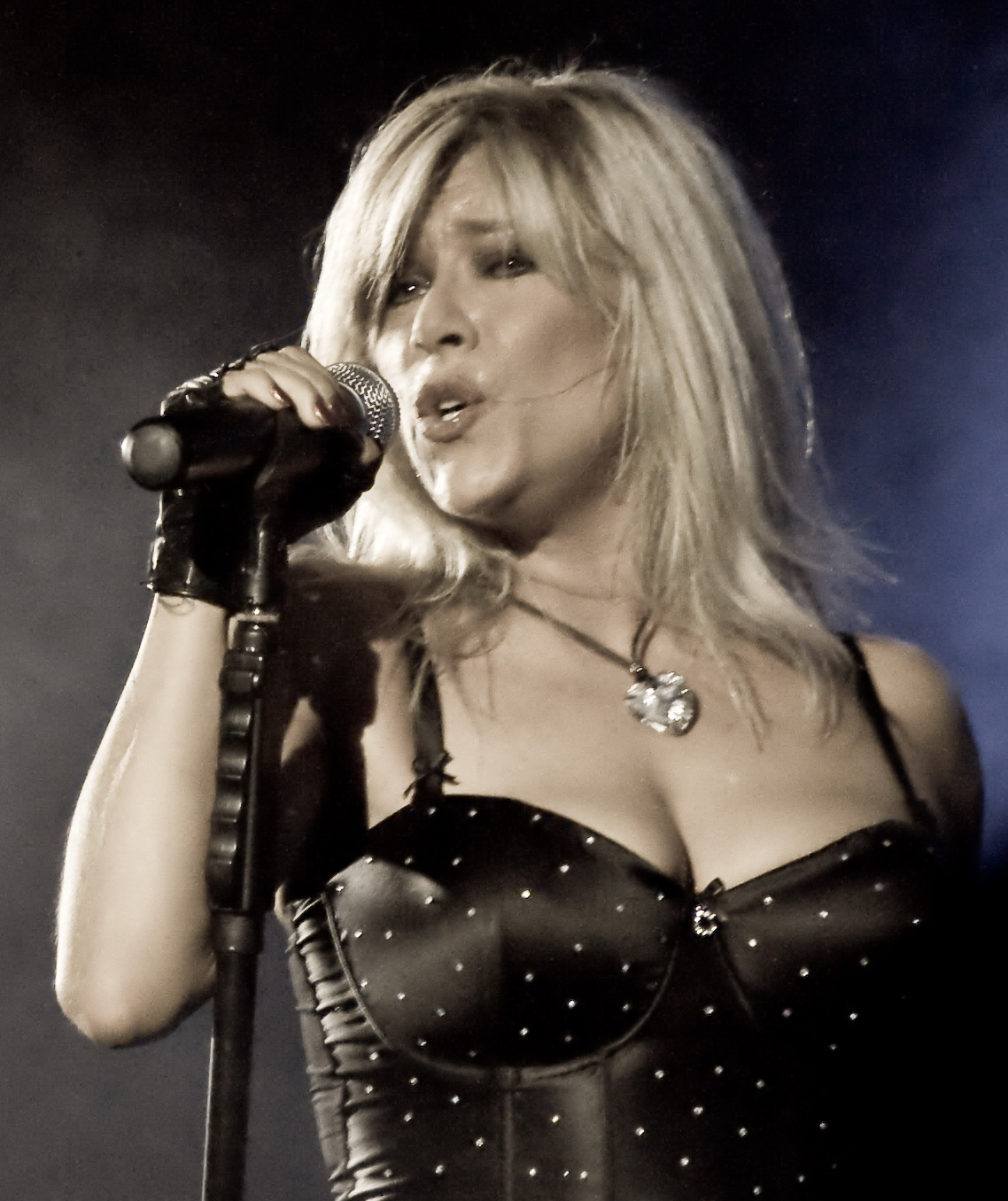
Samantha Fox, 2009

- 16. April: Ovo Maltine, deutsche Polit-Tunte, Kabarett-Tunte und AIDS-Aktivistin († 2005)
- 16. April: Bruno Rangel, brasilianischer Dartspieler
- 16. April: Stefan Schmidt, deutscher Organist und Hochschullehrer
- 16. April: Markus Tröger, deutscher Eisschnellläufer
- 16. April: Jarle Vespestad, norwegischer Jazzschlagzeuger
- 16. April: Hiltrud Werner, deutsche Führungskraft
- 16. April: Kai Wiesinger, deutscher Schauspieler
- 18. April: Ulrike Banniza, deutsche Juristin
- 18. April: Lidia Borda, argentinische Tangosängerin
- 18. April: Trine Hattestad, norwegische Leichtathletin
- 19. April: Susanne Lüning, deutsche Schauspielerin
- 19. April: Julia Neigel, deutsche Musikerin und Sängerin
- 19. April: Norwich Rüße, deutscher Politiker
- 19. April: Carmen Vogt-Beheim, deutsche Juristin
- 19. April: Oliver Welke, deutscher Comedian und Fernsehmoderator
- 20. April: David Chalmers, australischer Philosoph
- 20. April: Michaela Christ, deutsche Sängerin
- 21. April: Jorgo Chatzimarkakis, deutscher Europaabgeordneter
- 22. April: Edi Köhldorfer, österreichischer Gitarrist, Komponist, Arrangeur und Buchautor
- 22. April: Jeffrey Dean Morgan, US-amerikanischer Schauspieler
- 23. April: Franco Foda, deutscher Fußballspieler
- 24. April: David Usher, kanadischer Rocksänger und Songschreiber
- 25. April: Francis Fulton-Smith, britisch-deutscher Schauspieler
- 25. April: Femke Halsema, niederländische Politikerin
- 25. April: Rubén Sosa Ardáiz, uruguayischer Fußballspieler
- 26. April: Thomas Carell, deutscher Chemiker
- 26. April: Ralf Geilenkirchen, deutscher Fußballspieler
- 27. April: Yoshihiro Togashi, japanischer Mangaka
- 28. April: Hartmut Rohde, deutscher Bratschist und Professor
- 28. April: Jean-Luc Crétier, französischer Skirennläufer
- 28. April: John Daly, US-amerikanischer Golfspieler
- 29. April: Michael Alig, US-amerikanischer Partyveranstalter († 2020)
- 30. April: Roman Hagara, österreichischer Segler
- 30. April: Stine Lise Hattestad, norwegische Freestyle-Skierin
- 30. April: Jens Streifling, deutscher Musiker

### Mai
- 01. Mai: Olaf Thon, deutscher Fußballspieler
- 02. Mai: Iulia Cibișescu-Duran, rumänische Komponistin
- 02. Mai: Belinda Stronach, kanadische Geschäftsfrau und Politikerin
- 03. Mai: Torsten Dechert, deutscher Live- und Studiodrummer

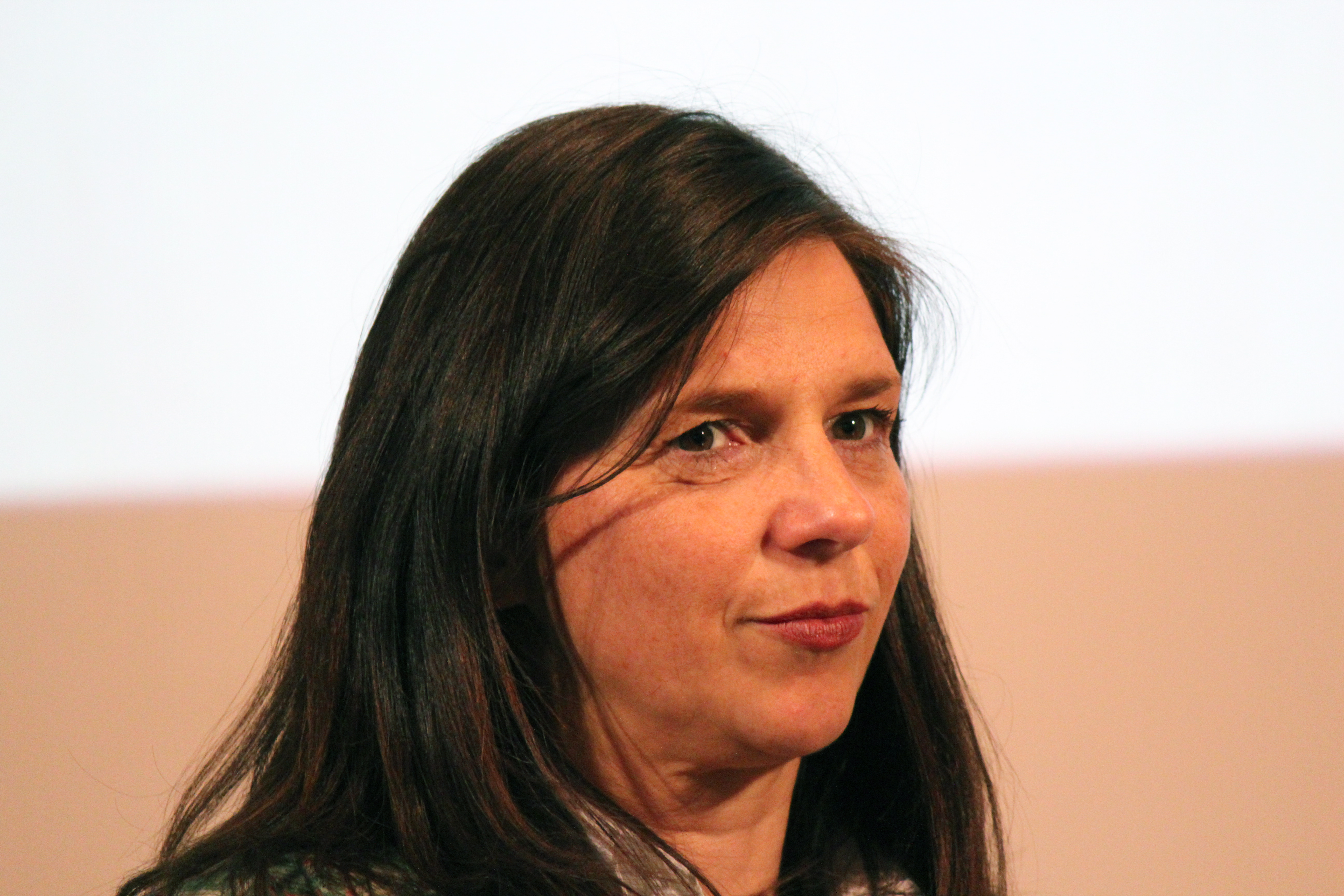
Katrin Göring-Eckardt, 2013

- 03. Mai: Katrin Göring-Eckardt, deutsche Politikerin
- 03. Mai: Jamiri, deutscher Comic-Zeichner
- 03. Mai: Agnès Desarthe, französische Schriftstellerin
- 04. Mai: Dirk Becker, deutscher Politiker
- 04. Mai: Doris Eisenburger, Kinderbuchillustratorin
- 04. Mai: Oliver Kirchner, deutscher Politiker
- 05. Mai: Axel Fischer, deutscher Politiker
- 05. Mai: Ljubow Iwanowna Jegorowa, russische Skilangläuferin und Olympiasiegerin
- 07. Mai: Andrea Tafi, italienischer Radrennfahrer
- 07. Mai: Jörg Neun, deutscher Fußballspieler
- 08. Mai: Rainer Leng, deutscher Mittelalterhistoriker
- 08. Mai: Cláudio Taffarel, brasilianischer Fußballspieler
- 09. Mai: Manuela Delilaj, albanische Sportschützin
- 09. Mai: DJ Magic Mike, US-amerikanischer Musikproduzent
- 10. Mai: Mikael Andersson, schwedischer Eishockeyspieler
- 10. Mai: Jonathan Edwards, britischer Leichtathlet
- 10. Mai: Johannes Kalpers, deutscher Tenor
- 11. Mai: Estelle Lefébure, französisches Model und Schauspielerin
- 11. Mai: Christoph Schneider, deutscher Schlagzeuger der Band Rammstein
- 12. Mai: Bebel Gilberto, brasilianische Sängerin und Liedermacherin
- 12. Mai: Sonja Ablinger, österreichische Politikerin
- 12. Mai: Stephen Baldwin, US-amerikanischer Schauspieler
- 12. Mai: Annette Bulfon, bayerische Politikerin
- 12. Mai: Deborah Kara Unger, kanadische Schauspielerin
- 13. Mai: Peter Zakowski, deutscher Automobilrennfahrer
- 14. Mai: Amy T. Austin, US-amerikanisch-argentinische Ökologin
- 14. Mai: Fab Morvan, französischer Sänger
- 14. Mai: Michael „Mike“ Inez, US-amerikanischer Musiker
- 14. Mai: Raphael Saadiq, US-amerikanischer Musiker, Sänger und Komponist
- 15. Mai: Gianluca Buonanno, italienischer Politiker († 2016)
- 15. Mai: Husam Chadat, deutsch-syrischer Schauspieler und Regisseur
- 15. Mai: Greg Wise, britischer Schauspieler

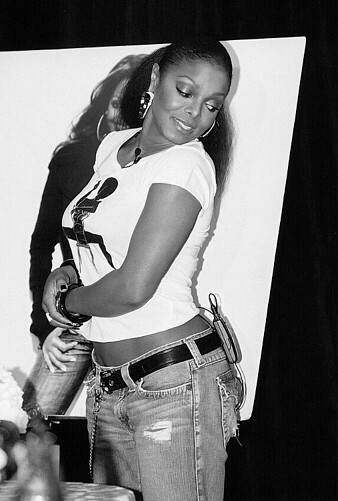
Janet Jackson, 2006

- 16. Mai: Janet Jackson, US-amerikanische Sängerin
- 16. Mai: Thurman Thomas, US-amerikanischer American-Football-Spieler
- 17. Mai: Per Magnus Andersson, schwedischer Handballtrainer und -spieler
- 17. Mai: Christoph Grissemann, österreichischer Kabarettist und Radio-Moderator
- 17. Mai: Hill Harper, amerikanischer Schauspieler
- 17. Mai: Henrik Larsen, dänischer Fußballspieler
- 19. Mai: Polly Walker, britische Filmschauspielerin
- 20. Mai: Manindra Agrawal, indischer Mathematiker und Informatiker
- 20. Mai: Ahmet Ak, türkischer Ringer
- 20. Mai: Peter Artner, österreichischer Fußballspieler
- 20. Mai: Andreas C. Studer, Schweizer Fernsehkoch und Autor
- 21. Mai: Tazzjana Ljadouskaja, weißrussische Leichtathletin
- 21. Mai: Thomas Morris, österreichischer Schauspieler und Autor
- 22. Mai: Johnny Gill, US-amerikanischer R&B-Sänger
- 22. Mai: Sergio Lafuente, uruguayischer Gewichtheber und Rallyefahrer
- 22. Mai: Thomas Zereske, deutscher Kanute († 2004)
- 23. Mai: Árni Páll Árnason, isländischer Politiker
- 23. Mai: Uli Schuppler, deutscher Handballspieler
- 24. Mai: Manfred Bender, deutscher Fußballspieler
- 24. Mai: Éric Cantona, französischer Fußballer und Schauspieler
- 25. Mai: Laurentien von Oranien-Nassau, Ehefrau von Prinz Constantijn von Oranien-Nassau
- 26. Mai: Helena Bonham Carter, britische Schauspielerin
- 26. Mai: Andreas Becker, deutscher Politiker
- 26. Mai: Zola Budd, südafrikanische Leichtathletin
- 27. Mai: Carol Campbell, deutsche Schauspielerin und Moderatorin
- 27. Mai: Detlef Irrgang, deutscher Fußballspieler
- 28. Mai: Sina, Schweizer Mundart-Rocksängerin
- 28. Mai: Sibylle Tafel, deutsche Regisseurin
- 29. Mai: Stephan Brandner, deutscher Jurist und Politiker

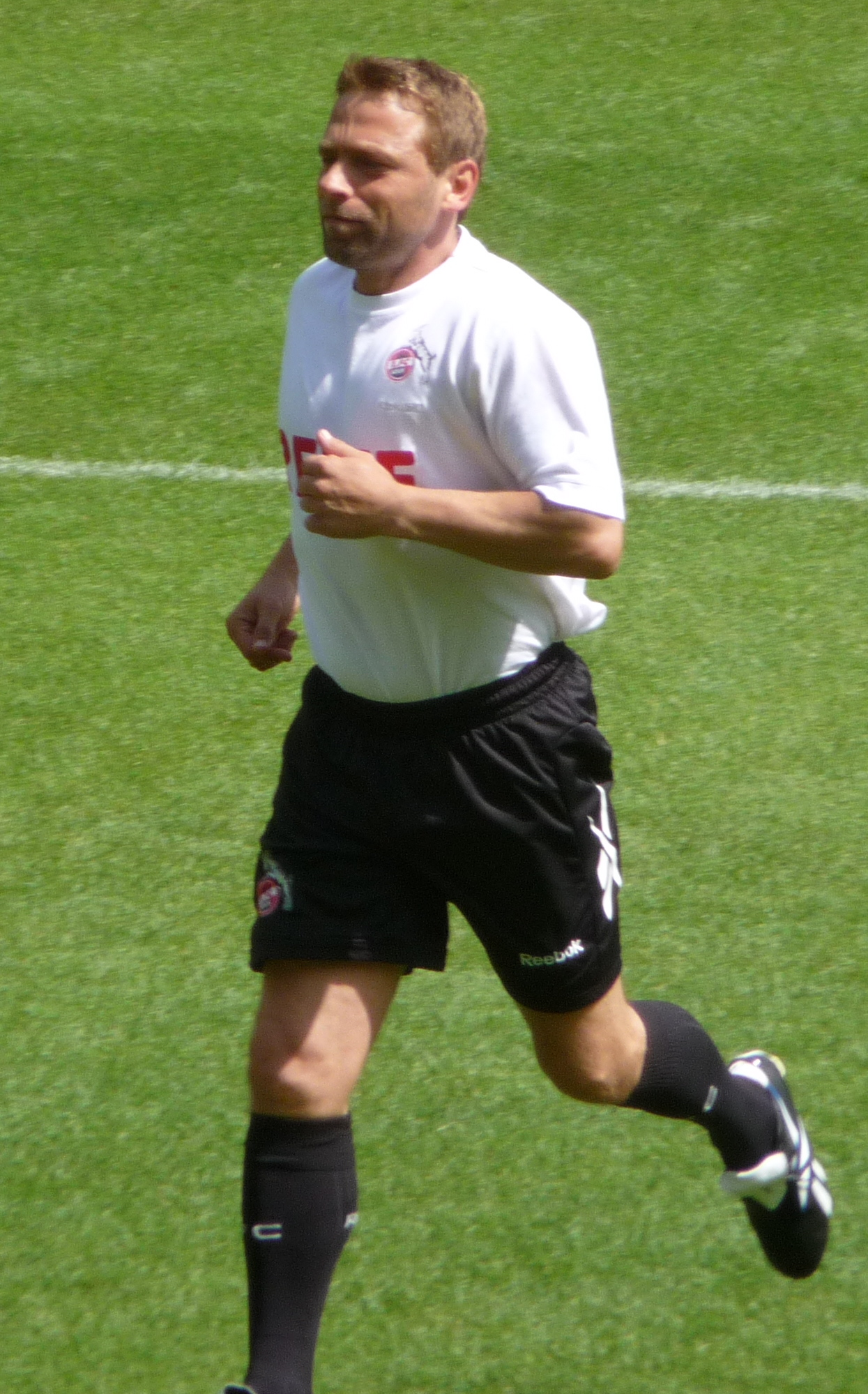
Thomas Häßler

- 30. Mai: Thomas Häßler, deutscher Fußballspieler
- 30. Mai: Stephen Malkmus, US-amerikanischer Musiker
- 31. Mai: Thomas Kastenmaier, deutscher Fußballspieler
- 31. Mai: Frank Goosen, Kabarettist und Romanautor

### Juni
- 01. Juni: Abel Balbo, argentinischer Fußballspieler
- 02. Juni: Martina Eickhoff, Diplom-Ingenieurin und Politikerin
- 02. Juni: Candace Gingrich, US-amerikanische Menschenrechtlerin
- 02. Juni: Pedro Manuel Guerra Mansito, spanischer Liedermacher
- 03. Juni: Wumpscut, deutscher Disc Jockey und Industrial-Musiker
- 03. Juni: László Andor, ungarischer Ökonom und Politiker
- 04. Juni: Cristóbal Aranda Cristtel, andorranischer Fußballspieler
- 04. Juni: Annett Hesselbarth, deutsche Leichtathletin
- 04. Juni: Cecilia Bartoli, italienische Mezzosopranistin
- 04. Juni: Petros Ovsepyan, armenischer Komponist klassischer Musik
- 04. Juni: Reinhold Jost, deutscher Politiker (SPD)
- 05. Juni: Douglas O’Keeffe, kanadischer Schauspieler

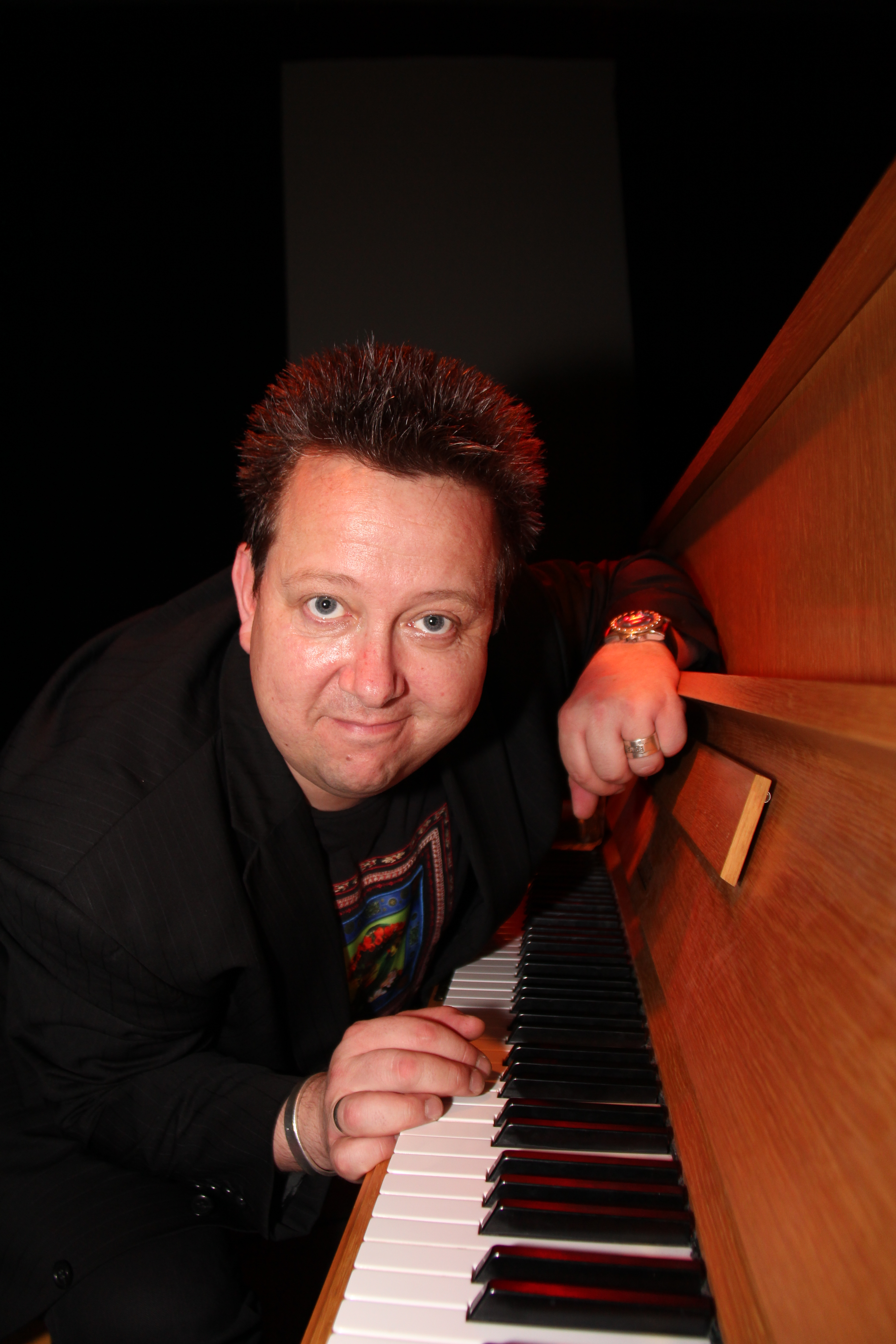
Sebastian Krumbiegel

- 05. Juni: Sebastian Krumbiegel, deutscher Sänger und Musiker
- 06. Juni: John Corbett, australischer Autorennfahrer
- 06. Juni: André Parker, deutscher Musiker
- 06. Juni: Anthony Yeboah, ghanaischer Fußballspieler
- 06. Juni: Thomas Doss, österreichischer Komponist und Dirigent
- 06. Juni: Faure Gnassingbé, Staatspräsident von Republik Togo
- 07. Juni: Eric Kretz, US-amerikanischer Musiker
- 07. Juni: Alexandra Zazzi, schwedische Köchin und Journalistin
- 08. Juni: Isabella Hübner, deutsche Schauspielerin
- 08. Juni: Julianna Margulies, US-amerikanische Schauspielerin
- 09. Juni: Kattis Ahlström, schwedische Moderatorin und Journalistin
- 09. Juni: Maria Ketikidou, deutsche Schauspielerin
- 09. Juni: Chichi Peralta, dominikanischer Merenguemusiker, Perkussionist und Komponist
- 10. Juni: David Platt, englischer Fußballspieler
- 11. Juni: Dragomir Josifow, bulgarischer Komponist, Dirigent und Pianist
- 11. Juni: Gary Kwok, kanadischer Automobilrennfahrer
- 12. Juni: Heidi Stengelhofen-Weiß, deutsche Juristin
- 13. Juni: Annette Widmann-Mauz, deutsche Politikerin
- 13. Juni: Grigori Jakowlewitsch Perelman, russischer Mathematiker
- 15. Juni: Andreas Müller, deutscher Komiker
- 16. Juni: Kay Germann, deutscher Handballspieler und -trainer
- 16. Juni: Jan Železný, tschechischer Leichtathlet
- 17. Juni: Christy Canyon, US-amerikanische Pornodarstellerin
- 17. Juni: Jason Patric, US-amerikanischer Schauspieler
- 18. Juni: Dietmar Friedhoff, deutscher Politiker
- 19. Juni: Karina Kim, deutsche Schlagersängerin
- 19. Juni: Katrin Stotz, deutsche Skirennläuferin
- 20. Juni: Waldemar Fibigr, tschechoslowakischer Kanute († 2022)
- 21. Juni: Pierre Thorsson, schwedischer Handballspieler und -trainer
- 22. Juni: Michael Park, britischer Copilot im Rallyesport († 2005)
- 22. Juni: Dean Woods, australischer Radsportler († 2022)
- 23. Juni: Oliver-Sven Buder, deutscher Leichtathlet
- 24. Juni: Marianne Flotron, Schweizer Curlerin
- 24. Juni: Sevan Boyaciyan, armenisch-deutscher Konzertgitarrist
- 24. Juni: Steve Driehaus, US-amerikanischer Politiker
- 24. Juni: Bernd Lichtenberg, deutscher Drehbuchautor
- 24. Juni: Bernhard Winkler, deutscher Fußballspieler und -trainer
- 25. Juni: Bernd Metzke, deutscher Handballspieler
- 26. Juni: Kenneth Achampong, englischer Fußballspieler
- 26. Juni: Annette M. Böckler, jüdische Bibelwissenschaftlerin
- 26. Juni: Jirko Malchárek, slowakischer Automobilrennfahrer und Politiker
- 27. Juni: J. J. Abrams, US-amerikanischer Film- und Fernsehproduzent
- 27. Juni: Harald Aschemann, deutscher Ingenieur
- 27. Juni: Aigars Kalvītis, Ministerpräsident von Lettland
- 28. Juni: Mary Stuart Masterson, US-amerikanische Schauspielerin
- 28. Juni: John Cusack, US-amerikanischer Schauspieler

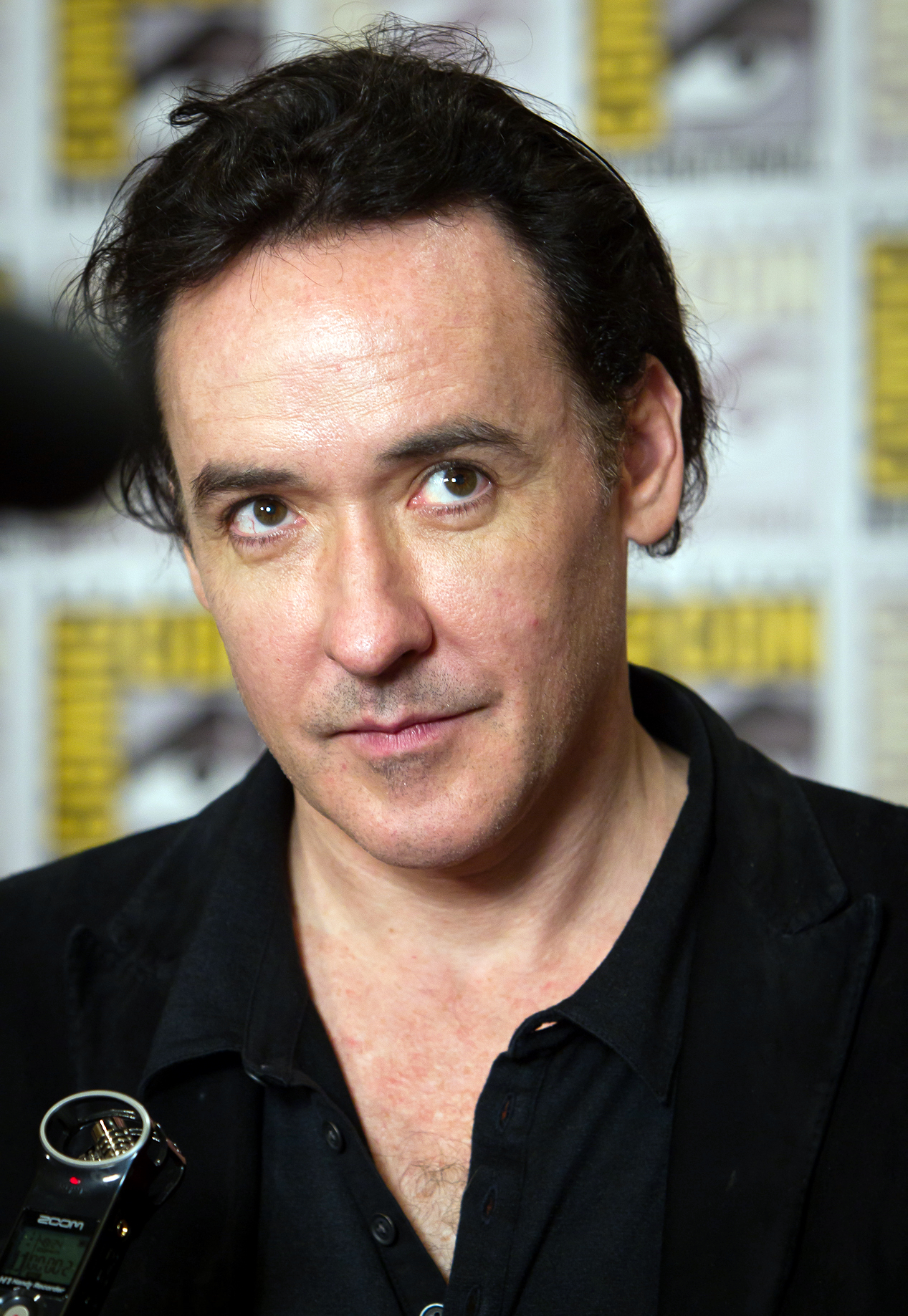
John Cusack

- 28. Juni: Arnaud Trévisiol, französischer Automobilrennfahrer
- 29. Juni: Saut Situmorang, indonesischer Schriftsteller
- 30. Juni: Andrei Chakimowitsch Abduwalijew, russischer Hammerwerfer
- 30. Juni: Marie Theres Kroetz-Relin, deutsche Schauspielerin, Autorin und Journalistin
- 30. Juni: Peter Outerbridge, kanadischer Schauspieler

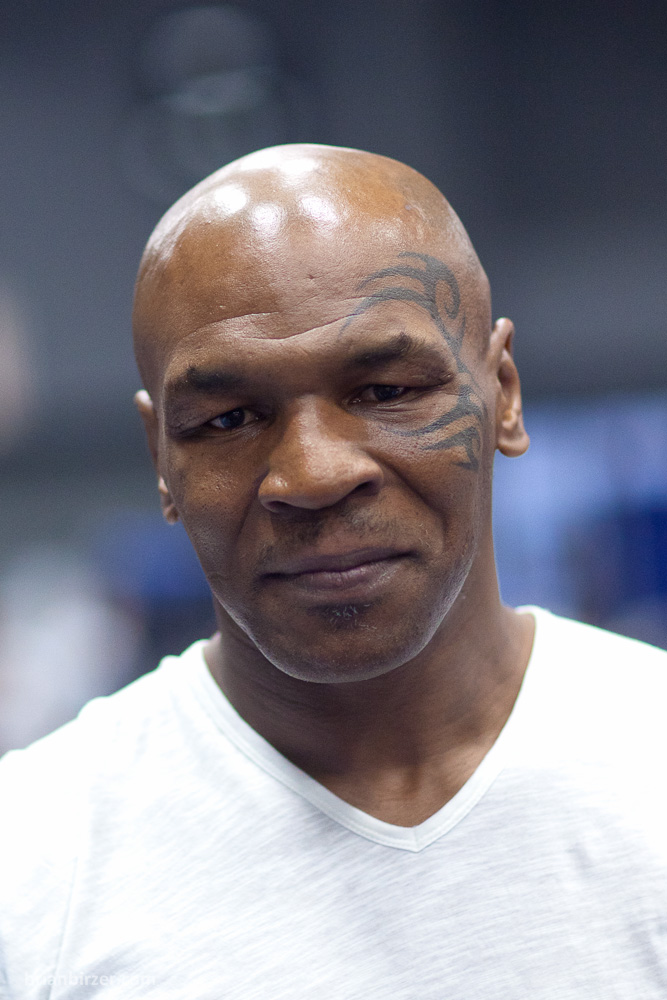
Mike Tyson

- 30. Juni: Mike Tyson, US-amerikanischer Schwergewichts-Boxer

### Juli
- 01. Juli: Ola Per Andersson, schwedischer Fußballspieler, -trainer und -funktionär
- 01. Juli: Simon Graham Arkell, australischer Stabhochspringer
- 01. Juli: Stefan Bachmann, Schweizer Theaterregisseur
- 01. Juli: Stéphan Caron, französischer Schwimmer
- 01. Juli: Matt Dillon, US-amerikanischer Open-Source-Softwareentwickler
- 01. Juli: Zita Funkenhauser, deutsche Florettfechterin
- 03. Juli: Daniel Plaza, spanischer Leichtathlet und Olympiasieger
- 03. Juli: Oswald Sallaberger, österreichischer Dirigent und Violinist
- 03. Juli: Helmut Pramstaller, österreichischer Snowboarder
- 05. Juli: Kai U. Jürgens, deutscher Publizist und Künstler
- 05. Juli: Gianfranco Zola, italienischer Fußballspieler
- 06. Juli: Aelrun Goette, deutsche Regisseurin
- 07. Juli: Lars Büchel, deutscher Filmregisseur
- 07. Juli: Maria Quintana, US-amerikanische Freestyle-Skierin
- 08. Juli: Simon Licht, deutscher Schauspieler
- 09. Juli: Pamela Adlon, US-amerikanische Schauspielerin und Synchronsprecherin
- 09. Juli: Pauline Davis-Thompson, bahamaische Leichtathletin und Olympionikin
- 09. Juli: Arnold Frick, liechtensteinischer Judoka
- 09. Juli: Eric Melvin, Musiker in der Band NOFX
- 09. Juli: Amélie Nothomb, belgische Schriftstellerin
- 10. Juli: Felix Josep Álvarez Blásquez, andorranischer Fußballspieler
- 10. Juli: Enrico Annoni, italienischer Fußballspieler und -trainer
- 10. Juli: Andrea Weibel, Schweizer Schriftstellerin
- 11. Juli: Nadeem Aslam, pakistanisch-britischer Schriftsteller
- 11. Juli: Debbe Dunning, US-amerikanische Schauspielerin
- 11. Juli: Kentarō Miura, japanischer Mangaka († 2021)
- 11. Juli: Anja Schäfer-Bongwald, deutsche Ruderin
- 12. Juli: Jeff Bucknum, US-amerikanischer Automobilrennfahrer
- 12. Juli: Şahin Diniyev, aserbaidschanischer Fußballspieler und -trainer
- 12. Juli: Angela Freimuth, deutsche Politikerin
- 12. Juli: Ana Torrent, spanische Schauspielerin
- 13. Juli: Federico Bricolo, italienischer Politiker
- 13. Juli: Sven Burgemeister, deutscher Filmproduzent
- 13. Juli: Sebastian Gramss, deutscher Kontrabassist, Cellist und Komponist
- 14. Juli: Julija Antipowa, sowjetische Rennrodlerin
- 14. Juli: Tanya Donelly, US-amerikanische Sängerin und Gitarristin
- 14. Juli: Matthew Fox, US-amerikanischer Schauspieler
- 14. Juli: Hermann Schönbächler, Schweizer Forstwart und Sportholzfäller
- 14. Juli: Ralf Waldmann, deutscher Motorradrennfahrer († 2018)
- 15. Juli: Mario Avagliano, italienischer Journalist und Historiker
- 15. Juli: Jason Bonham, britischer Schlagzeuger
- 15. Juli: Rolf Dobelli, Schweizer Schriftsteller und Unternehmer
- 15. Juli: Irène Jacob, französische Filmschauspielerin
- 15. Juli: Dimitris P. Kraniotis, griechischer Arzt und Dichter
- 15. Juli: Dan Lipinski, US-amerikanischer Politiker
- 16. Juli: Nikolaos Anastasiadis, griechischer Skilangläufer und Biathlet
- 16. Juli: Karl Kahn, deutscher Politiker
- 16. Juli: Ross Spano, US-amerikanischer Politiker
- 17. Juli: Sten Tolgfors, schwedischer Politiker
- 18. Juli: Kathrin Neimke, deutsche Leichtathletin
- 18. Juli: Dan O’Brien, US-amerikanischer Zehnkämpfer
- 18. Juli: Sabine Richter, deutsche Leichtathletin
- 19. Juli: Maik Handschke, deutscher Handballspieler und -trainer
- 20. Juli: Thomas Borchert, deutscher Musiker und Musical-Schauspieler
- 20. Juli: Cosima von Borsody, deutsche Schauspielerin
- 20. Juli: Helen Grandon, walisische Hockeytorhüterin († 2020)

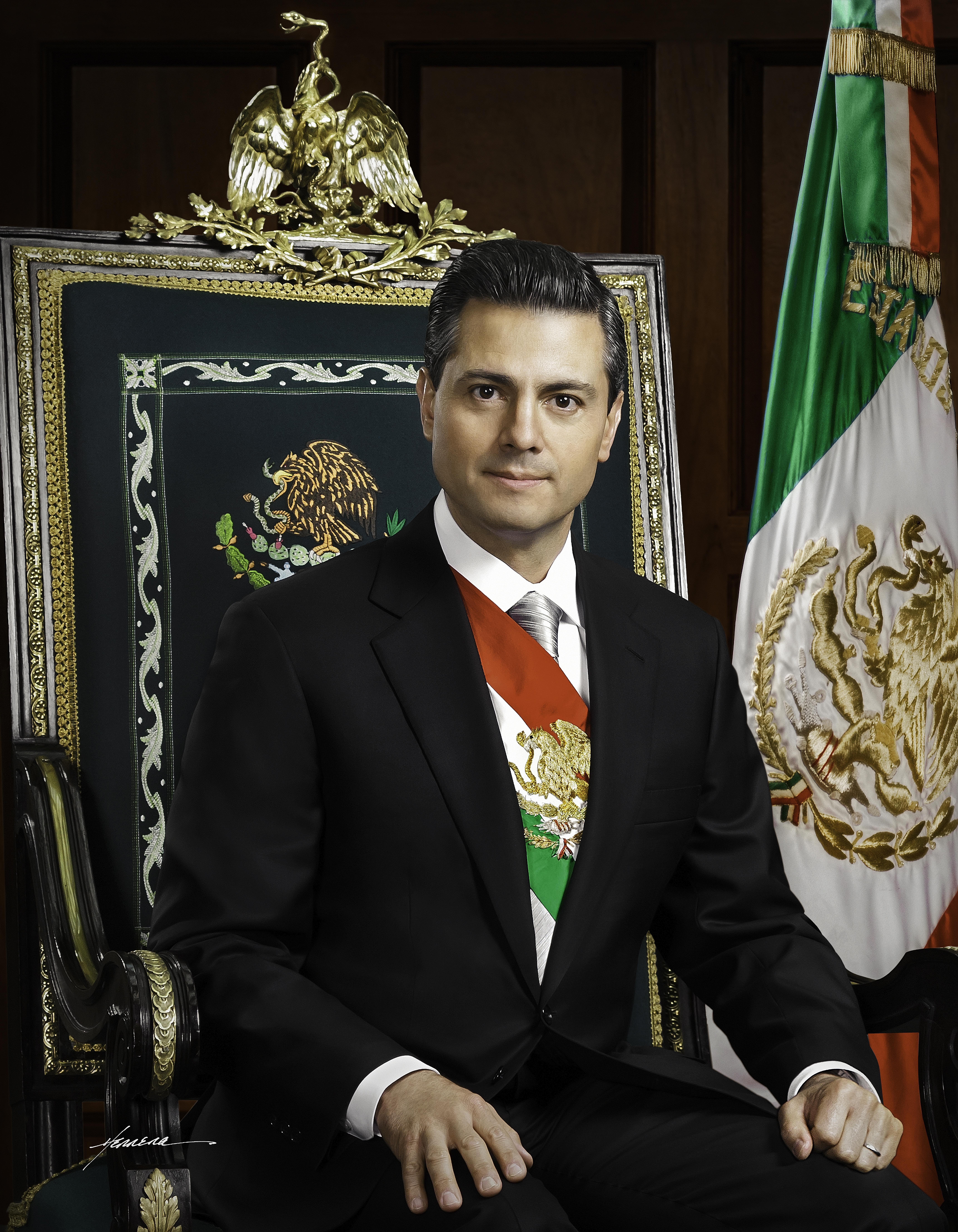
Enrique Peña Nieto

- 20. Juli: Enrique Peña Nieto, mexikanischer Politiker
- 21. Juli: Tsering Woeser, chinesische Schriftstellerin, Dichterin, regimekritische Essayistin und Bloggerin tibetischer Nationalität
- 22. Juli: Daniel Nowak, deutscher Eishockeyspieler
- 22. Juli: Dieter Seidenkranz, deutscher Kraftsportler († 2006)
- 23. Juli: Cheb Bilal, algerischer Raïsänger
- 23. Juli: Michael Esken, deutscher Kommunalpolitiker
- 23. Juli: Uwe Fuchs, deutscher Fußballspieler
- 26. Juli: Pascal Breuer, österreichischer Schauspieler, Synchron- und Hörbuchsprecher
- 26. Juli: Angelo Di Livio, italienischer Fußballspieler
- 27. Juli: Cengiz Atila, türkischer Fußballspieler
- 28. Juli: Xaver Zembrod, deutscher Fußballspieler und -trainer
- 29. Juli: Sally Gunnell, britische Leichtathletin und Olympiasiegerin
- 29. Juli: Ingrid Haralamow, Schweizer Kanutin
- 29. Juli: Martina McBride, US-amerikanische Country-Sängerin
- 30. Juli: Lisa Madigan, US-amerikanische Politikerin
- 30. Juli: Veronika Wallinger, österreichische Skirennläuferin
- 31. Juli: Dean Cain, US-amerikanischer Schauspieler
- 31. Juli: Marcus Grüsser, deutscher Schauspieler
- 31. Juli: Angsar Mussachanow, kasachischer Politiker († 2025)

### August
- 02. August: Kevin Dorff, US-amerikanischer Schauspieler und Komiker
- 03. August: Svenja Pages, deutsche Schauspielerin
- 05. August: Markus Pytlik, deutscher Komponist und Pädagoge
- 06. August: Regina Carter, US-amerikanische Violinistin
- 06. August: Ralf Schmidt, deutscher Radsportler

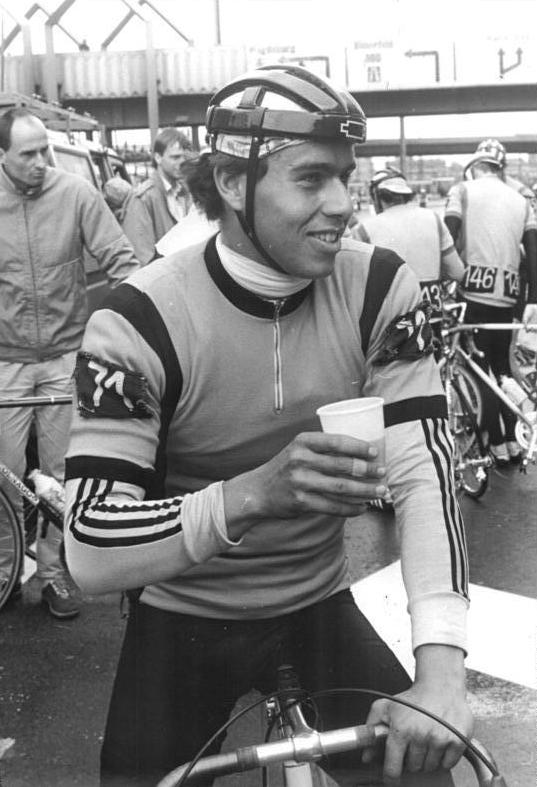
Ralf Schmidt, 1988

- 07. August: Dieter Depping, deutscher Rallyefahrer
- 07. August: Markus H. Eberhard, deutscher Schauspieler und Sänger
- 07. August: Kristin Hersh, US-amerikanische Sängerin, Gitarristin und Songwriter
- 07. August: Stefan Heße, Erzbischof von Hamburg
- 07. August: Jimmy Wales, US-amerikanischer Geschäftsmann, Wikimedia-Vorsitzender
- 07. August: Mike Kildevæld, dänischer Snowboarder
- 08. August: Bachtyar Ali, irakischer Schriftsteller
- 08. August: Frédéricque Goporo, zentralafrikanischer Basketballspieler
- 08. August: Kitō Mohiro, japanischer Manga-Zeichner
- 09. August: Felix Ahlers, deutscher Unternehmer
- 10. August: Udo Bölts, deutscher Radrennfahrer
- 10. August: Hossam Hassan, ägyptischer Fußballspieler
- 10. August: Ibrahim Hassan Hussein, ägyptischer Fußballspieler
- 10. August: Hansi Kürsch, deutscher Sänger der Metal-Band Blind Guardian
- 10. August: Oliver Schündler, deutscher Film- und Fernsehproduzent
- 11. August: Bengt Andersson, schwedischer Fußballspieler
- 11. August: Donny McCaslin, US-amerikanischer Jazzsaxophonist
- 11. August: Juan María Solare, argentinischer Pianist und Komponist
- 12. August: Uwe Abel, deutscher Fußballspieler
- 12. August: Daniel Simmes, deutscher Fußballspieler
- 13. August: Uta Glaubitz, deutsche Autorin
- 14. August: Halle Berry, US-amerikanische Schauspielerin

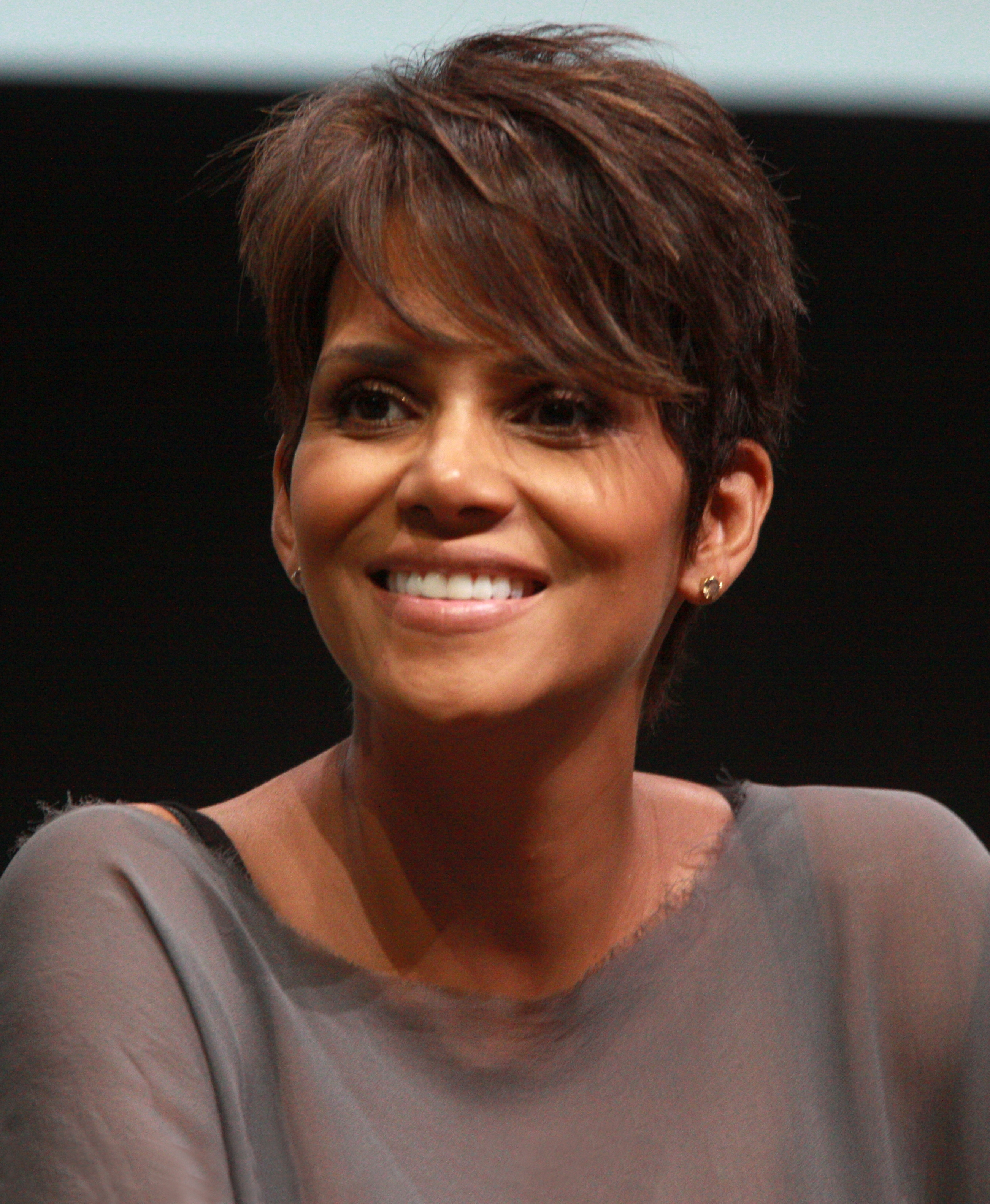
Halle Berry, 2013

- 14. August: Øystein Baadsvik, norwegischer Tubasolist
- 14. August: DJ Kayslay, US-amerikanischer DJ († 2022)
- 14. August: Sibylle Hamann, österreichische Journalistin
- 15. August: Evgeny Agrest, schwedischer Schachspieler
- 15. August: Jeong Yu-jeong, südkoreanische Autorin
- 15. August: Kazuto Sakata, japanischer Motorradrennfahrer
- 16. August: Eddie Olczyk, polnisch-US-amerikanischer Eishockeyspieler und -trainer
- 17. August: Franziska Rochat-Moser, Schweizer Leichtathletin († 2002)
- 17. August: Rodney Mullen, US-amerikanischer Skateboardfahrer
- 19. August: Lee Ann Womack, US-amerikanische Country-Sängerin
- 19. August: Ralf-Henning Steinmetz, deutscher Autor, Germanist und Hochschullehrer
- 20. August: Patrik Andreasson, schwedischer Badmintonspieler
- 20. August: Dimebag Darrell, US-amerikanischer Gitarrist († 2004)
- 20. August: Enrico Letta, italienischer Politiker
- 21. August: Ariane Jacobi, deutsche Jazzsängerin und Fernsehmoderatorin
- 21. August: Maximilian Krückl, deutscher Schauspieler, Drehbuchautor und Kabarettist († 2019)
- 22. August: Alexander Gorkow, deutscher Journalist und Schriftsteller
- 22. August: GZA, US-amerikanischer Rap-Musiker und Mitglied des Wu-Tang Clans
- 22. August: Heike Friedrich, deutsche Synchronschwimmerin
- 23. August: Alexander König, deutscher Eiskunstläufer und Eiskunstlauftrainer
- 24. August: Torsten Fröhling, deutscher Fußballtrainer und Fußballspieler
- 25. August: Christine Aaftink, niederländische Eisschnellläuferin
- 25. August: Agostino Abbagnale, italienischer Ruderer
- 25. August: Martin Leutgeb, österreichischer Schauspieler
- 25. August: Sandra Maischberger, deutsche Journalistin, Moderatorin und Produzentin

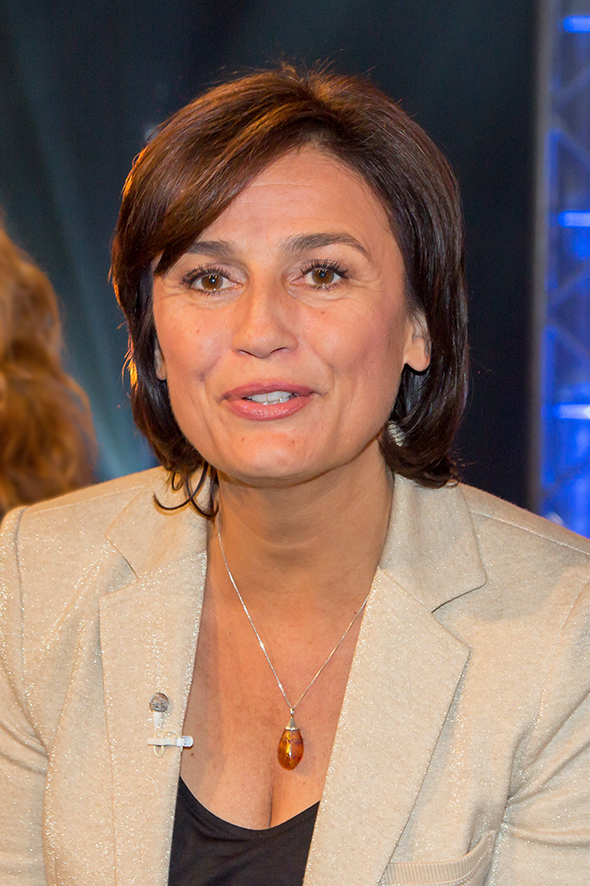
Sandra Maischberger, 2015

- 25. August: Derek Sherinian, US-amerikanischer Keyboarder
- 26. August: Kari Tiainen, finnischer Motorradsportler und siebenfacher Enduroweltmeister
- 27. August: René Higuita, kolumbianischer Fußballspieler
- 27. August: Jill Lepore, US-amerikanische Historikerin und Essayistin
- 27. August: Juhan Parts, estnischer Politiker
- 28. August: Michele Padovano, italienischer Fußballspieler
- 28. August: Carsten Weidling, deutscher Moderator und Schriftsteller
- 30. August: Michael Michele, US-amerikanische Schauspielerin
- 31. August: Wolfgang Krebs, deutscher Kabarettist

### September
- 01. September: Douglas McCarthy, britischer Musiker († 2025)
- 01. September: Philip Tägert, deutscher Comiczeichner
- 01. September: Katja Bienert, deutsche Schauspielerin
- 02. September: Nicola Armaroli, italienischer Chemiker
- 02. September: Dino Cazares, mexikanischer Gitarrist
- 02. September: Hardy Kettlitz, deutscher Journalist, Verleger und Sachbuchautor
- 02. September: Olivier Panis, französischer Rennfahrer

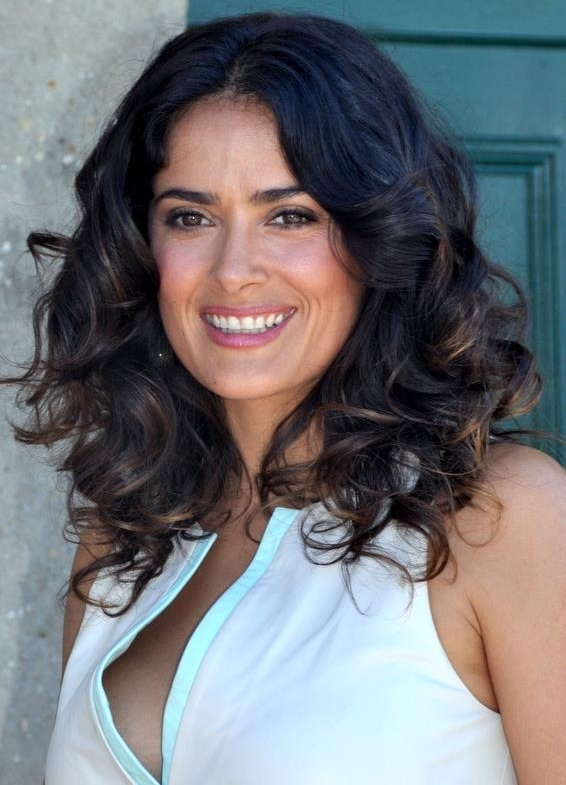
Salma Hayek, 2012

- 02. September: Salma Hayek, mexikanische Schauspielerin
- 04. September: Gary Neiwand, australischer Bahnradfahrer, mehrmaliger Weltmeister und Olympiamedaillengewinner
- 04. September: Torsten Sträter, deutscher Horror- und Comedy-Schriftsteller, Slam-Poet, Komiker und Kabarettist
- 05. September: Orlando Valle, kubanischer Flötist, Komponist, Arrangeur und Bandleader
- 06. September: Andreas Hahn, deutscher Fußballspieler
- 07. September: David Moufang, bekannt als Move D, deutscher Musiker und Komponist
- 07. September: Gunda Niemann-Stirnemann, deutsche Eisschnellläuferin
- 07. September: Wladimir Wassiljewitsch Andrejew, russischer Leichtathlet
- 08. September: Raymond Atteveld, niederländischer Fußballtrainer und -spieler
- 08. September: Carola Häggkvist, schwedische Sängerin
- 09. September: David Bennent, Schweizer Schauspieler
- 09. September: John Duarte, US-amerikanischer Politiker, Geschäftsmann und Landwirt

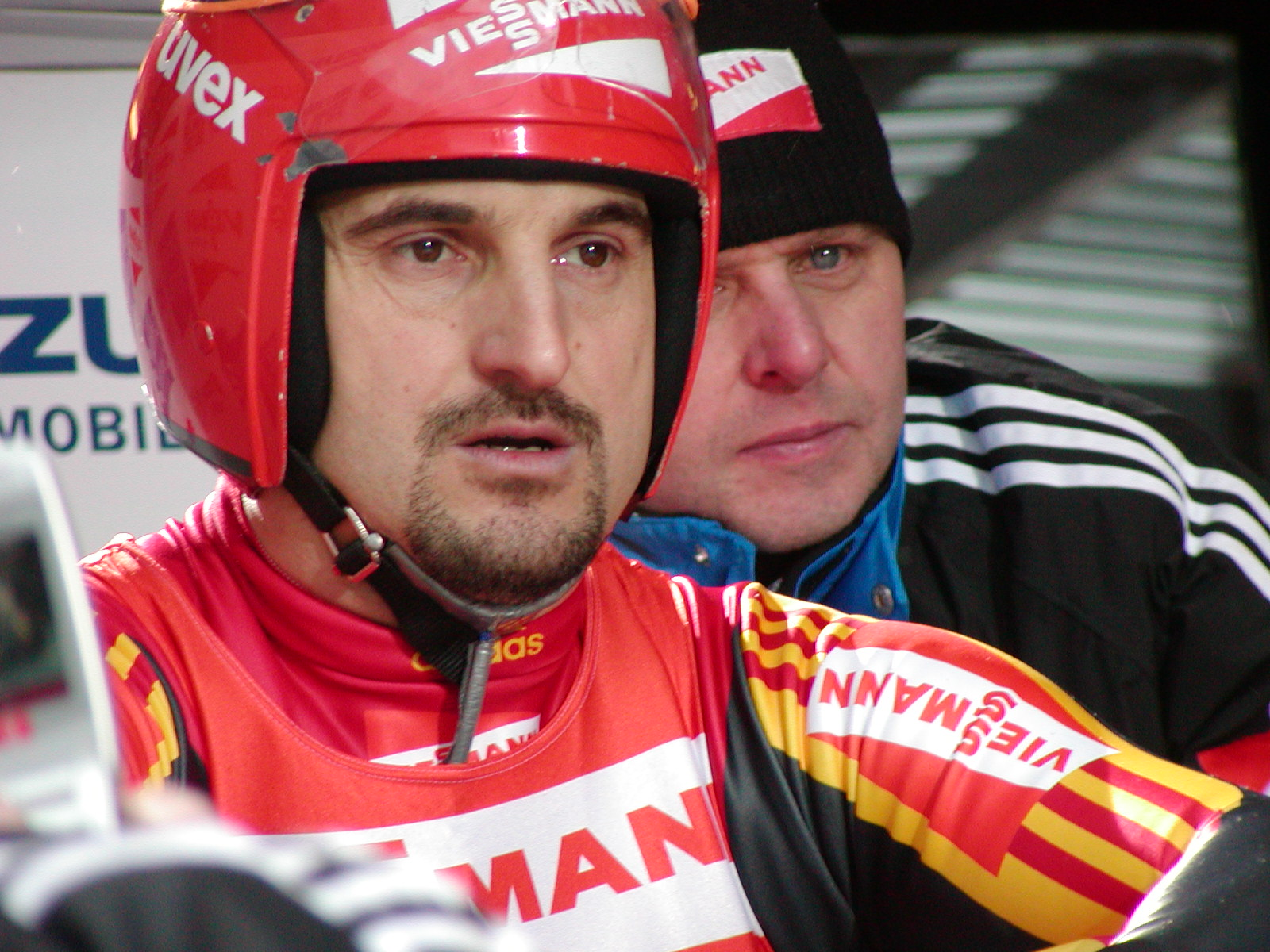
Georg Hackl, 2005

- 09. September: Georg Hackl, deutscher Rennrodler und dreifacher Olympiasieger
- 09. September: Michel Muller, französischer Schauspieler

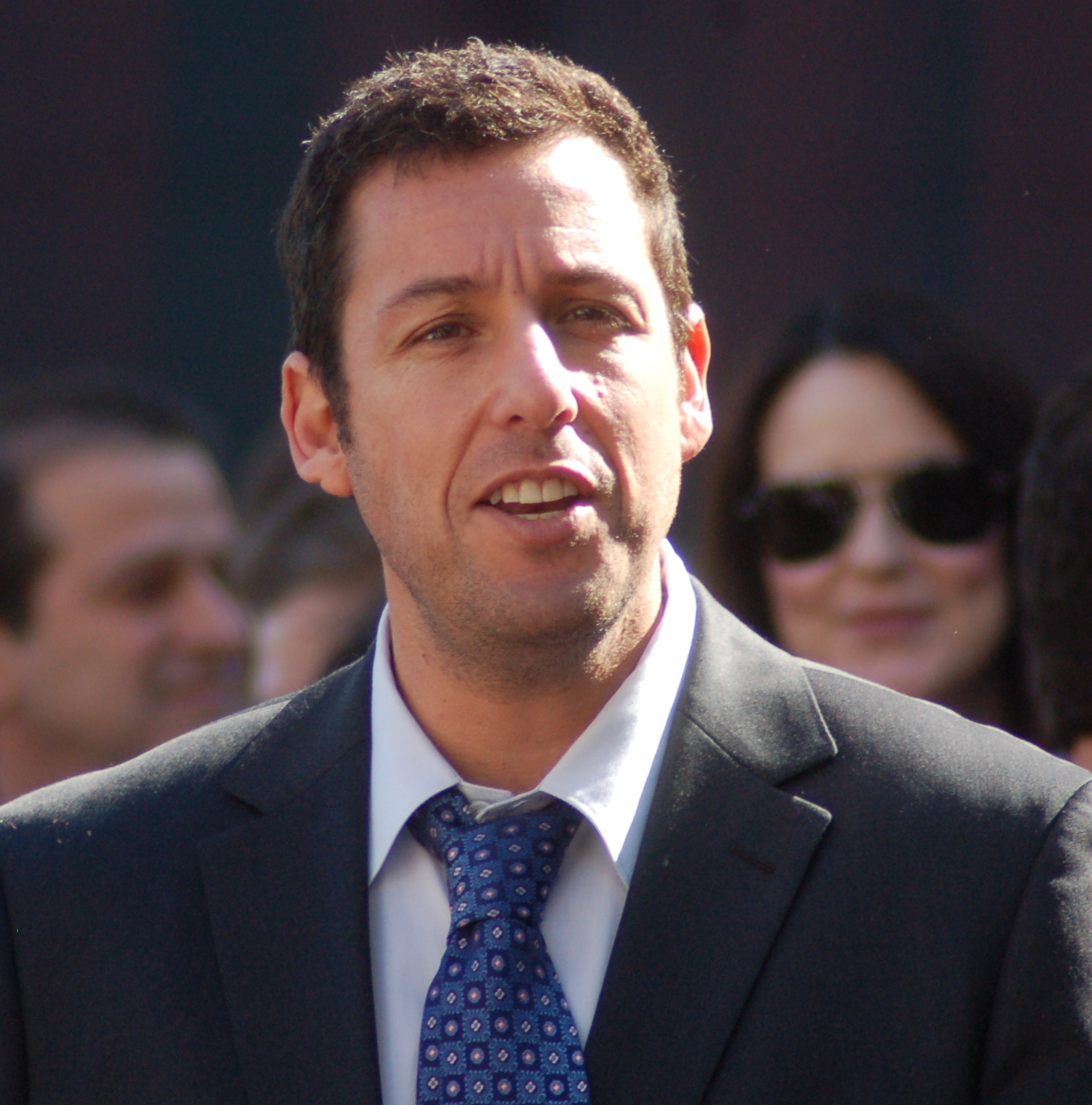
Adam Sandler, 2011

- 09. September: Adam Sandler, US-amerikanischer Schauspieler, Produzent, Komponist
- 09. September: Sigrid Maria Schnückel, deutsche Schauspielerin
- 09. September: Tommy Guerrero, US-amerikanischer Songwriter und Gitarrist
- 10. September: Emmanuel Le Divellec, französischer Organist
- 10. September: Stoyan Yankoulov: bulgarischer Jazz-, World- und Rockperkussionist
- 11. September: Prinzessin Akishino, Ehefrau von Prinz Akishino von Japan
- 11. September: Dainis Ozols, lettischer Radsportler
- 12. September: Anousheh Ansari, US-amerikanisch-iranische Multimillionärin und Weltraumtouristin
- 12. September: Ben Folds, US-amerikanischer Sänger und Pianist
- 12. September: Luigi Giorgio, italienischer Automobilrennfahrer

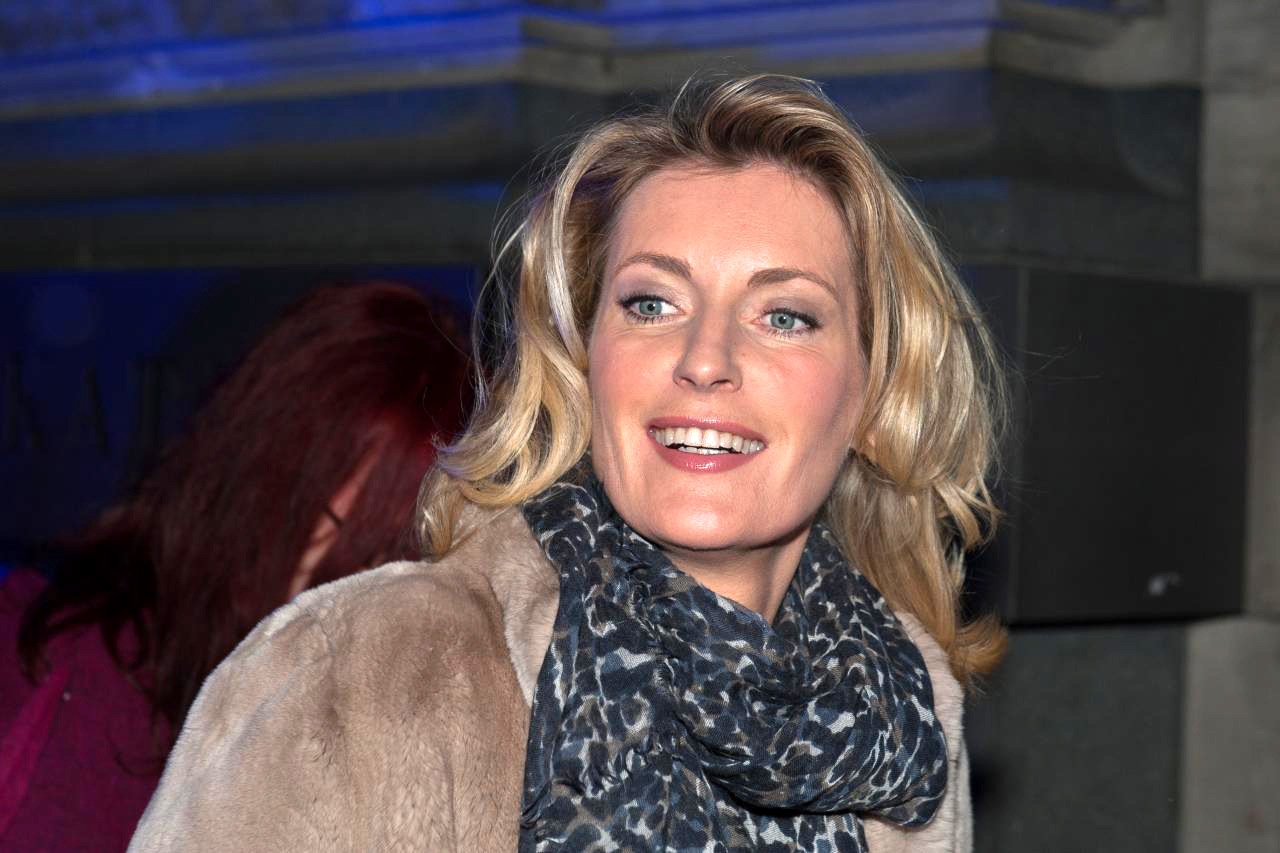
Maria Furtwängler, 2012

- 13. September: Maria Furtwängler, deutsche Schauspielerin und promovierte Ärztin
- 14. September: Domenico Blass, Schweizer Drehbuchautor
- 15. September: Dejan Savićević, jugoslawischer Fußballspieler
- 16. September: Jun Harada, japanischer Autorennfahrer
- 16. September: Kevin Young, US-amerikanischer Leichtathlet
- 17. September: Minna Aaltonen, finnische Schauspielerin († 2021)
- 17. September: Doug E. Fresh, US-amerikanischer Rapper und Beatboxer
- 17. September: Paula Jones, US-amerikanische Staatsangestellte
- 19. September: Heiko Maas, deutscher Politiker, Justizminister
- 19. September: Eric Rudolph, US-amerikanischer Terrorist
- 19. September: Claudia Schmutzler, deutsche Schauspielerin
- 19. September: Wassilissa Wassiljewna Sementschuk, sowjetische Freestyle-Skierin
- 20. September: Amy Farrington, US-amerikanische Schauspielerin und Model
- 20. September: Thomas Seeliger, deutscher Fußballspieler
- 21. September: Kerrin Lee-Gartner, kanadische Skirennläuferin
- 21. September: Rinat Achmetow, ukrainischer Unternehmer
- 22. September: Erdoğan Atalay, deutsch-türkischer Schauspieler
- 22. September: Hanno Friedrich, deutscher Schauspieler
- 22. September: Andrea Kathrin Loewig, deutsche Schauspielerin
- 22. September: Mike Richter, US-amerikanischer Eishockeyspieler
- 25. September: Niccolò Ammaniti, italienischer Schriftsteller
- 26. September: Dirk Anders, deutscher Fußballspieler
- 26. September: Frankie Andreu, US-amerikanischer Radrennfahrer und Sportdirektor
- 26. September: Natja Brunckhorst, deutsche Schauspielerin und Drehbuchautorin
- 26. September: Thomas Schächl, österreichischer Schauspieler
- 27. September: Jovanotti, italienischer Sänger, Rapper
- 27. September: Joe Macari, britischer Unternehmer und Automobilrennfahrer
- 28. September: Dirc Simpson, deutscher Schauspieler
- 29. September: Jürgen Hartz, deutscher Handballspieler
- 29. September: Bujar Nishani, albanischer Politiker und Staatspräsident († 2022)
- 29. September: Ken Jebsen deutscher Journalist und politischer Aktivist
- 29. September: Dirk Kummer, deutscher Schauspieler und Regisseur
- 29. September: Claus Strunz, deutscher Journalist
- 29. September: Christine Wunnicke, deutsche Schauspielerin
- 30. September: Patrick Meinhardt, deutscher Politiker

### Oktober
- 01. Oktober: Brian Asawa, US-amerikanischer Countertenor († 2016)
- 01. Oktober: Stefano Dionisi, italienischer Schauspieler
- 01. Oktober: George Weah, liberianischer Fußballspieler und Politiker
- 02. Oktober: Frank Augustin, deutscher Radrennfahrer
- 02. Oktober: Mousse T., DJ, Musikproduzent
- 03. Oktober: Beate Maes, deutsche Schauspielerin
- 04. Oktober: Herbert Aspöck, österreichischer Politiker
- 05. Oktober: Inessa Krawez, ukrainische Leichtathletin und Olympiasiegerin
- 06. Oktober: Thomas Eugene Stinson, US-amerikanischer Bassist und Gitarrist
- 07. Oktober: Tania Aebi, US-amerikanische Seglerin und Buchautorin
- 07. Oktober: Marco Beltrami, US-amerikanischer Komponist
- 07. Oktober: Vincenzo Sospiri, italienischer Automobilrennfahrer
- 08. Oktober: Philipp Adlung, deutscher Musikwissenschaftler, Jurist und Musikmanager
- 08. Oktober: Olaf Janßen, deutscher Fußballspieler und -trainer
- 08. Oktober: Heiko Pinkowski, deutscher Schauspieler
- 08. Oktober: Tabea Zimmermann, deutsche Bratschistin
- 09. Oktober: Francesco Bearzatti, italienischer Jazzsaxophonist und -klarinettist

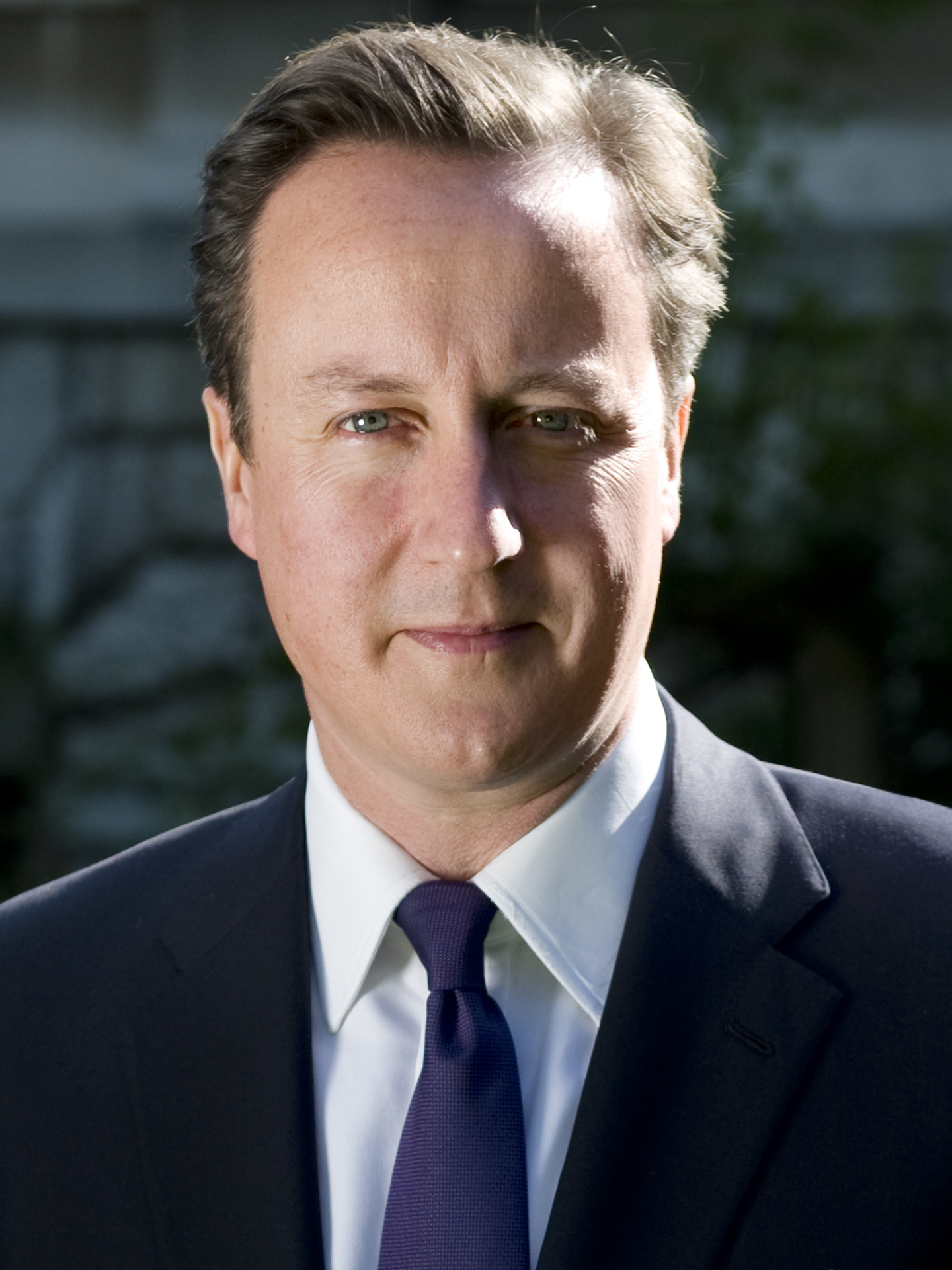
David Cameron, 2010

- 09. Oktober: David Cameron, britischer Politiker
- 09. Oktober: Thomas Eichin, deutscher Fußballspieler
- 09. Oktober: Tina Ruland, deutsche Schauspielerin
- 10. Oktober: Tony Adams, englischer Fußballspieler
- 10. Oktober: Elana Meyer, südafrikanische Leichtathletin und Olympionikin
- 11. Oktober: Luke Perry, US-amerikanischer Schauspieler († 2019)
- 11. Oktober: Christoph Peters, deutscher Schriftsteller
- 11. Oktober: Bill Sweedler, US-amerikanischer Automobilrennfahrer und Unternehmer
- 12. Oktober: Amanda Forsyth, kanadische Cellistin
- 12. Oktober: Rhona Martin, schottische Curlerin und Olympiasiegerin
- 12. Oktober: Roberto Néstor Sensini, argentinischer Fußballspieler und -trainer
- 13. Oktober: Robert Seeliger, kanadischer Fernseh-Schauspieler
- 15. Oktober: Eric Benét, US-amerikanischer Rhythm-and-Blues-Sänger
- 15. Oktober: Zoran Đorđić, serbischer Handballspieler
- 15. Oktober: Jorge Campos, mexikanischer Fußballspieler
- 16. Oktober: Andreas Hill, deutscher Fußballspieler
- 16. Oktober: Stefan Reuter, deutscher Fußballspieler
- 17. Oktober: Tommy Kendall, US-amerikanischer Autorennfahrer
- 17. Oktober: Jürgen Rollmann, deutscher Fußballspieler, Diplom-Journalist
- 18. Oktober: Bill Stewart, US-amerikanischer Jazzschlagzeuger
- 18. Oktober: Slawi Trifonow, bulgarischer Musiker und Politiker
- 19. Oktober: Jens Fiedler, deutscher Handballspieler und -trainer
- 19. Oktober: Patricia Neske, deutsche Eiskunstläuferin
- 20. Oktober: John von Düffel, deutscher Schriftsteller

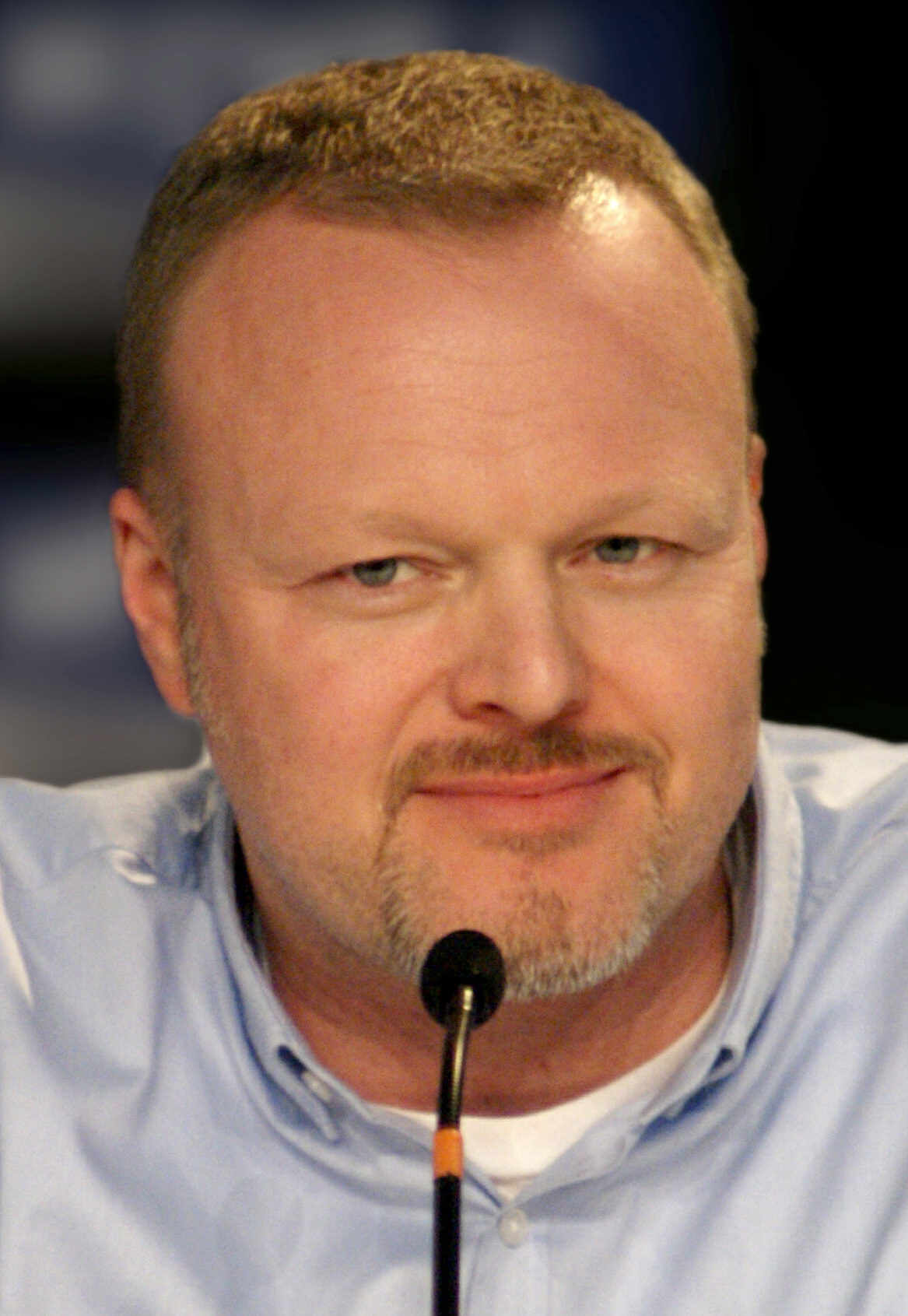
Stefan Raab, 2010

- 20. Oktober: Stefan Raab, deutscher Showmaster, Comedian, Entertainer und Produzent
- 21. Oktober: Lars-Börje Eriksson, schwedischer Skirennläufer
- 22. Oktober: Juri Jakowlewitsch Arbatschakow, russischer Boxer
- 23. Oktober: Marianne Cathomen, Schweizer Sängerin
- 23. Oktober: Skúli Sverrisson, isländischer Jazzbassist
- 23. Oktober: Baklai Temengil, palauische Politikerin und Sportfunktionärin
- 23. Oktober: Alessandro Zanardi, italienischer Automobilrennfahrer und Handbiker

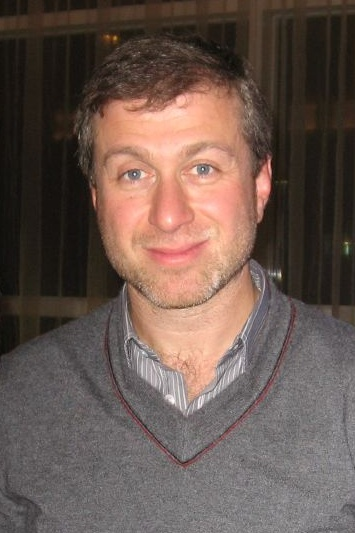
Roman Abramowitsch, 2007

- 24. Oktober: Roman Arkadjewitsch Abramowitsch, russischer Ölunternehmer und Gouverneur der Region Tschukotka
- 26. Oktober: Lambert Ringlage, deutscher Komponist und Musiker
- 27. Oktober: Gudrun Arnitz, österreichische Skirennläuferin
- 27. Oktober: Nicole Petignat, Schweizer Fussballschiedsrichterin
- 27. Oktober: Katrin Pollitt, deutsche Schauspielerin
- 28. Oktober: Steve Atwater, US-amerikanischer American-Football-Spieler
- 28. Oktober: Maren Schumacher, deutsche Schauspielerin
- 29. Oktober: Michael Jursa, österreichischer Altorientalist
- 30. Oktober: Abu Musab az-Zarqawi, jordanischer Terrorist († 2006)
- 30. Oktober: Ljudmila Rogatschowa, russische Leichtathletin und Olympionikin
- 31. Oktober: Ernst Aigner, österreichischer Fußballspieler
- 31. Oktober: Jörg Asmussen, deutscher Ökonom und Politiker
- 31. Oktober: Harald Spörl, deutscher Fußballspieler
- 31. Oktober: Mike O’Malley, US-amerikanischer Schauspieler, Fernsehproduzent und Autor

### November
- 01. November: Barbara Becker, deutsche Schmuck- und Modedesignerin
- 01. November: Henry Blatter, deutscher Handballspieler

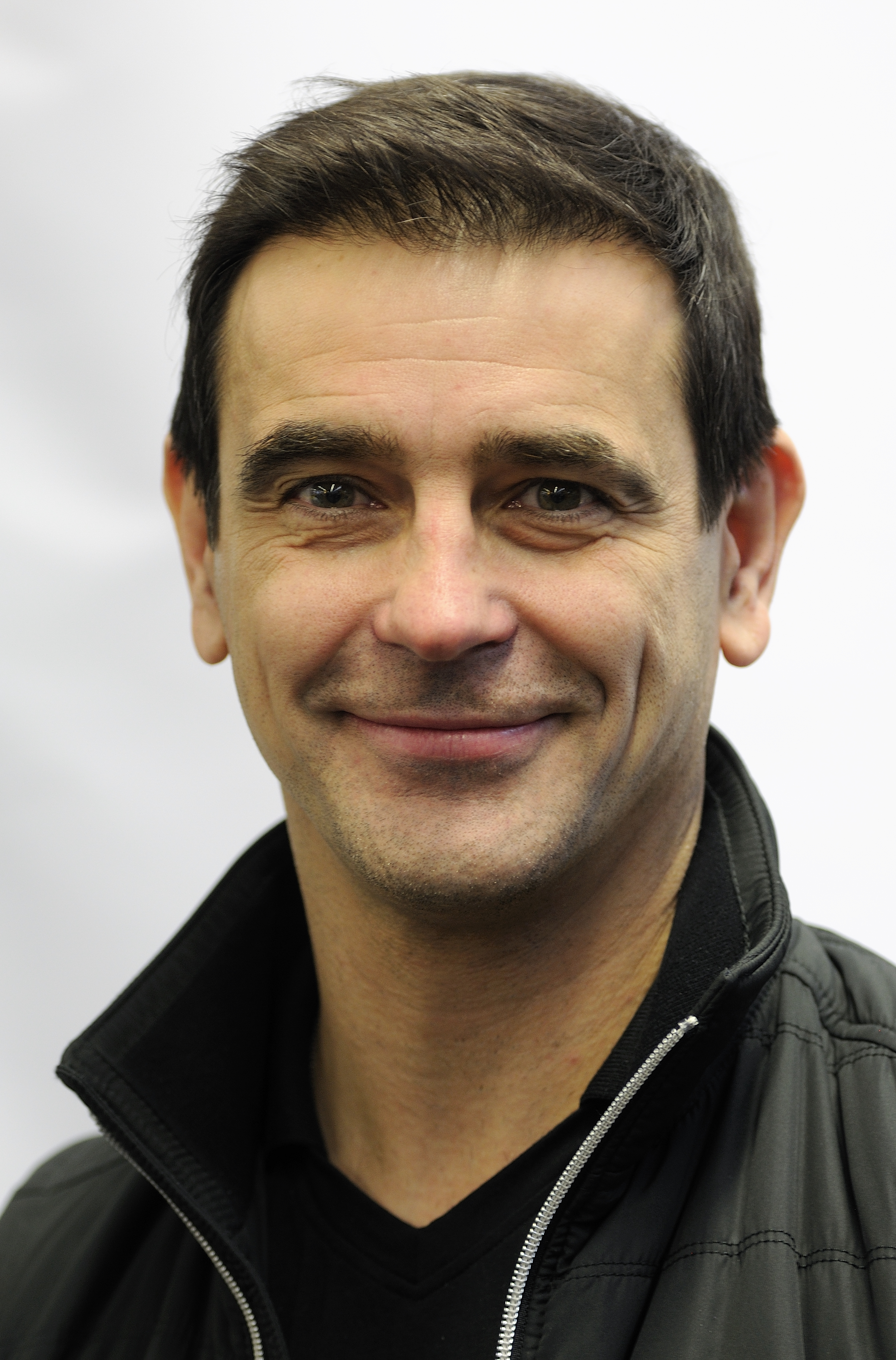
Ingo Steuer, 2014

- 01. November: Ingo Steuer, deutscher Eiskunstläufer und Eiskunstlauftrainer
- 02. November: Nicki, deutsche Schlagersängerin
- 02. November: Bernd Dreher, deutscher Fußballspieler
- 02. November: David Schwimmer, US-amerikanischer Schauspieler

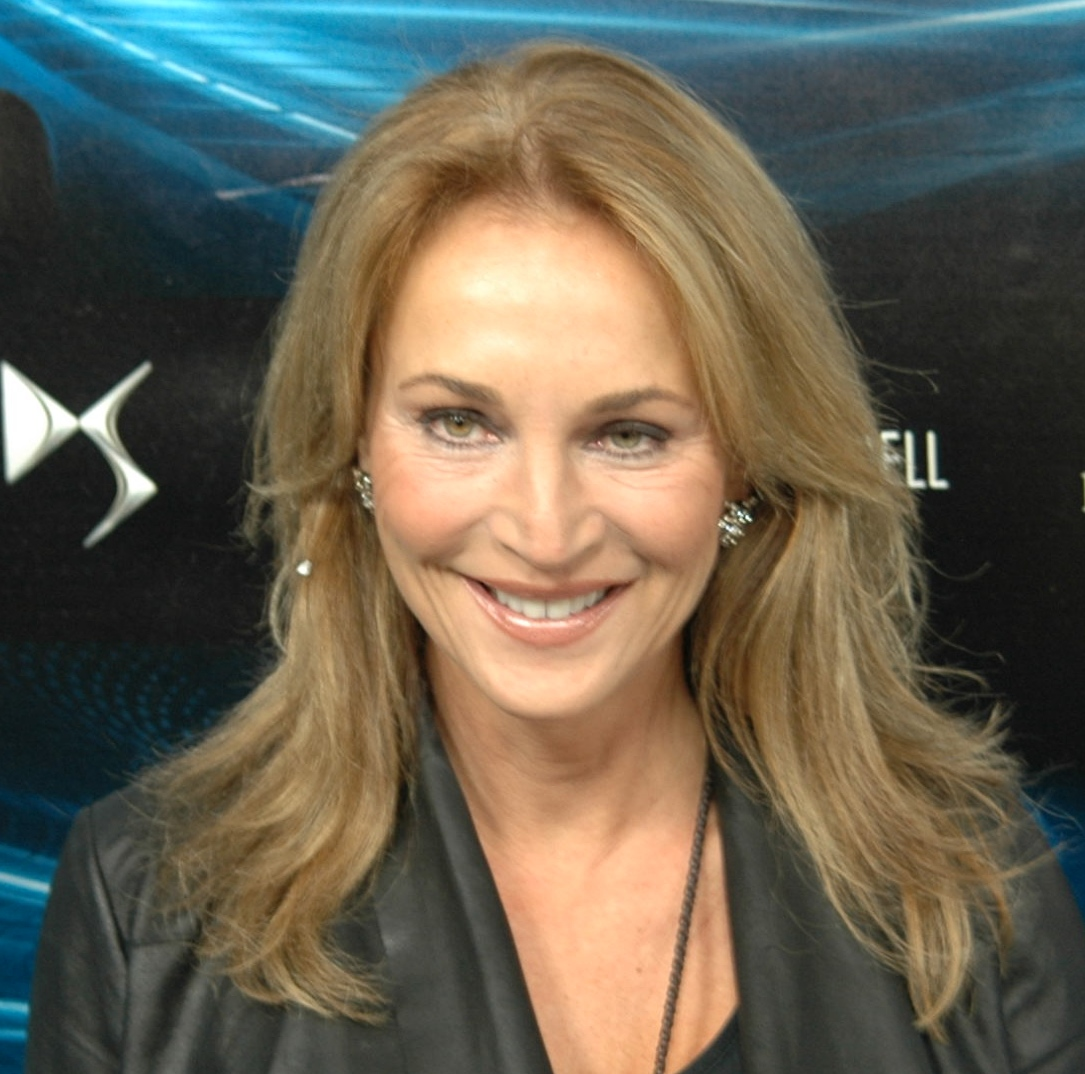
Caroline Beil, 2014

- 03. November: Caroline Beil, deutsche Schauspielerin und Fernsehmoderatorin
- 03. November: Daniel Schwerd, deutscher Politiker
- 04. November: Rudolf Sternkopf, deutscher Eishockeyspieler
- 05. November: Alexander Graf Lambsdorff, deutscher Politiker und Diplomat
- 05. November: Martin Ruppel, deutscher Steuermann im Rudern
- 06. November: Laurent Lafforgue, französischer Mathematiker
- 06. November: Juan Tomás Ávila Laurel, äquatorialguineischer Schriftsteller und Dichter
- 07. November: Isolde Holderied, deutsche Rallye-Fahrerin
- 07. November: Regula Imboden, Schweizer Schauspielerin
- 07. November: Ingo Kunzi, deutscher Trance-DJ und -Produzent
- 07. November: Ursula Lohn, deutsche Fußballspielerin
- 07. November: Frans Verhoeven, niederländischer Endurorennfahrer
- 08. November: Nové Deypalan, philippinischer Dirigent und Komponist
- 08. November: Gordon Ramsay, britischer Koch, Entertainer und Produzent
- 09. November: Ingo Ludwig Frenzel, deutscher Filmkomponist
- 10. November: Aka Mortschiladse, georgischer Schriftsteller
- 12. November: Nils Minkmar, deutsch-französischer Historiker und Publizist
- 12. November: Anette Norberg, schwedische Curlerin
- 14. November: Petra Rossner, deutsche Radrennfahrerin
- 15. November: Nury Guarnaschelli, argentinische Hornistin
- 16. November: Lisa Brown-Miller, US-amerikanische Eishockeyspielerin und -trainerin († 2025)
- 16. November: Joey Cape, US-amerikanischer Sänger und Gitarrist
- 16. November: Dave Kushner, US-amerikanischer Gitarrist
- 16. November: Dean McDermott, kanadischer Schauspieler
- 16. November: Christian Lorenz, deutscher Musiker und Keyboarder
- 17. November: Sophie Marceau, französische Schauspielerin
- 17. November: Richard Fortus, US-amerikanischer Gitarrist
- 17. November: Jeff Buckley, US-amerikanischer Sänger und Gitarrist († 1997)
- 18. November: Thomas Huber, deutscher Bergsteiger
- 18. November: Charlotte Laurier, kanadische Schauspielerin

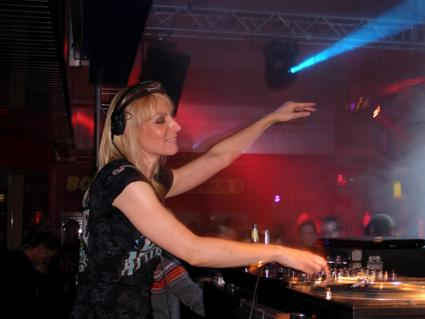
DJ Marusha, 2009

- 18. November: Marusha, deutsche DJ, Moderatorin, Produzentin und Schauspielerin
- 18. November: LaVonna Martin, US-amerikanische Leichtathletin und Olympionikin
- 18. November: Markos Ghebremedhin, äthiopischer Bischof
- 19. November: Gail Devers, US-amerikanische Leichtathletin
- 20. November: Pierpaolo Bisoli italienischer Fußballspieler und -trainer
- 20. November: Silke „Silla“ Gnad, deutsche Handballspielerin
- 20. November: Oliver Hasenfratz, deutscher Schauspieler († 2001)
- 20. November: Ulf Krokfors, finnischer Jazzbassist
- 21. November: Troy Kenneth Aikman, US-amerikanischer American-Football-Spieler
- 21. November: José Charbonneau, kanadischer Eishockeyspieler
- 21. November: Anne Weber, deutsche Schauspielerin
- 22. November: Akiko Itoyama, japanische Schriftstellerin
- 23. November: Jeppe Kaas, dänischer Komponist und Schauspieler
- 23. November: Vincent Cassel, französischer Schauspieler
- 27. November: Frauke Kuhlmann, deutsche Fußballspielerin
- 27. November: Valentina Sandu-Dediu, rumänische Musikwissenschaftlerin
- 27. November: Mark Spoon, deutscher Musikproduzent und DJ († 2006)
- 28. November: Dominic Chappell, britischer Unternehmer und Autorennfahrer
- 29. November: John Layfield, US-amerikanischer Wrestler
- 29. November: Olaf Zehe, deutscher Handballspieler

### Dezember
- 01. Dezember: Andrew Adamson, neuseeländischer Regisseur
- 01. Dezember: Ulrike Holzinger, deutsche Juristin
- 02. Dezember: Einar Heimisson, isländischer Schriftsteller († 1998)
- 03. Dezember: Flemming Povlsen, dänischer Fußballspieler
- 04. Dezember: Frederick R. Armisen, US-amerikanischer Schauspieler, Komiker und Musiker
- 04. Dezember: Schäfer Heinrich, deutscher Landwirt und Schlagersänger
- 05. Dezember: Meelis Atonen, estnischer Politiker
- 05. Dezember: Patricia Kaas, französische Sängerin und Schauspielerin
- 05. Dezember: Marcus Rudolph, deutscher Hörfunkmoderator und Schauspieler
- 06. Dezember: Dirk Dobbrow, deutscher Schriftsteller und Dramatiker
- 06. Dezember: Kerstin Griese, deutsche Politikerin
- 06. Dezember: Celina Muza, polnische Sängerin und Schauspielerin
- 06. Dezember: Józef Stala, polnischer römisch-katholischer Theologe († 2025)
- 07. Dezember: Gem Archer, britischer Musiker
- 07. Dezember: Kirsten Erl, deutsche Fernsehrichterin († 2017)
- 07. Dezember: Shin’ichi Itō, japanischer Motorradrennfahrer
- 08. Dezember: Lars Arrhenius, schwedischer Künstler († 2020)
- 08. Dezember: Sinéad O’Connor, irische Musikerin und Sängerin († 2023)
- 08. Dezember: Hope Powell, englische Fußballspielerin und -trainerin
- 08. Dezember: Zhou Xiuhua, chinesische Ruderin
- 10. Dezember: Jennifer Nitsch, deutsche Schauspielerin († 2004)
- 12. Dezember: Yoshihiro Asai, japanischer Wrestler
- 12. Dezember: Maurizio Gaudino, deutscher Fußballspieler
- 12. Dezember: Ho Yen Chye, singapurischer Judoka († 2021)
- 12. Dezember: Philippe Laroche, kanadischer Freestyle-Skier
- 13. Dezember: Bret Curtis, US-amerikanischer Unternehmer und Automobilrennfahrer
- 13. Dezember: David Safier, deutscher Drehbuchautor
- 14. Dezember: Fabrizio Giovanardi, italienischer Automobilrennfahrer
- 14. Dezember: Lucrecia Martel, argentinische Filmregisseurin und Drehbuchautorin

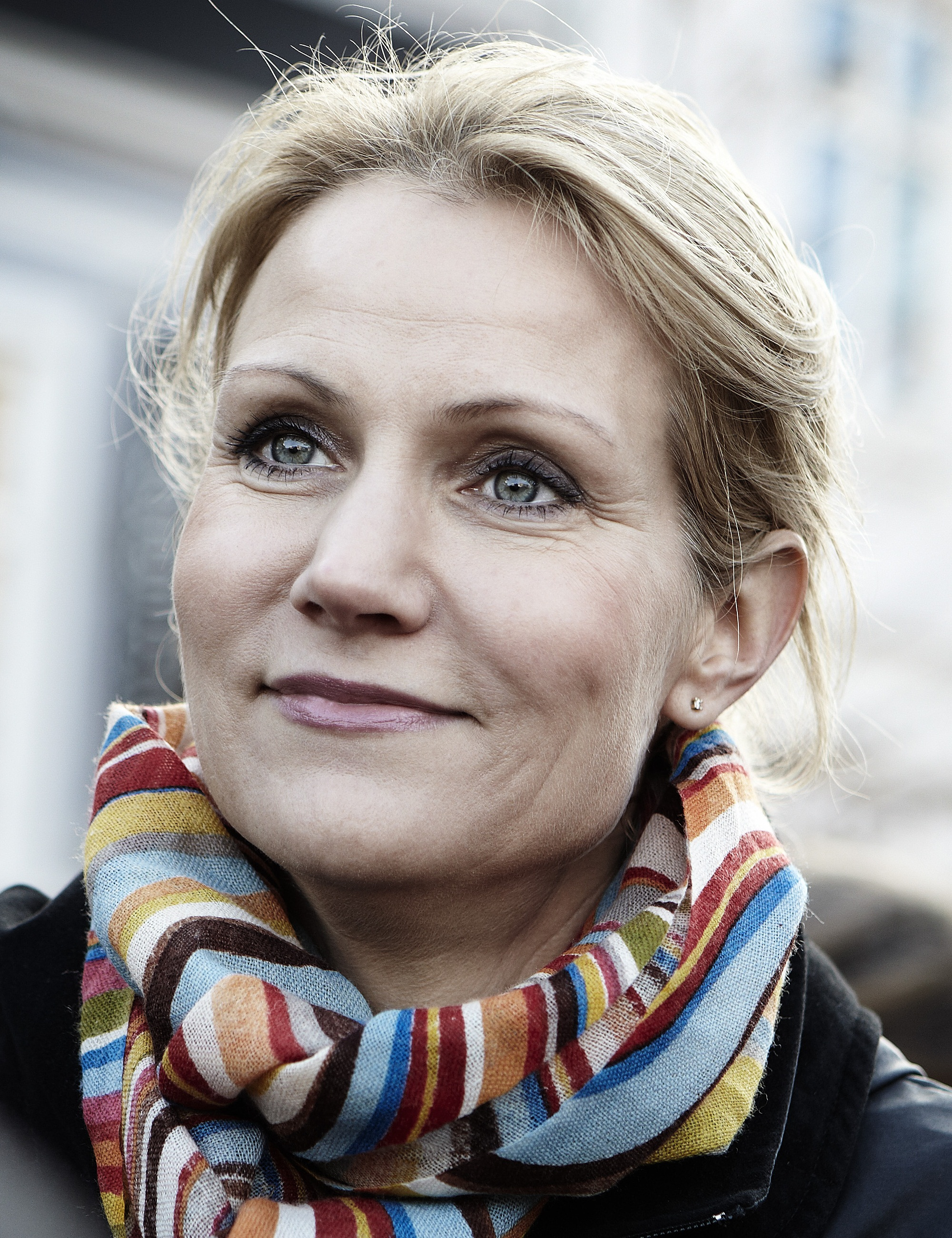
Helle Thorning-Schmidt, 2010

- 14. Dezember: Helle Thorning-Schmidt, Vorsitzende der dänischen sozialdemokratischen Partei
- 14. Dezember: Susanne Rohrer, deutsche Hörfunkmoderatorin
- 14. Dezember: Dennenesch Zoudé, deutsche Schauspielerin
- 15. Dezember: Max Angelelli, italienischer Autorennfahrer
- 15. Dezember: Katja von Garnier, deutsche Regisseurin
- 16. Dezember: Ingo Abel, deutscher Schauspieler und Sprecher
- 16. Dezember: Giancarlo Giorgetti, italienischer Politiker
- 16. Dezember: Dennis Wise, englischer Fußballspieler und Trainer
- 17. Dezember: Yūko Arimori, japanische Langstreckenläuferin
- 17. Dezember: Marie Arena, belgische Politikerin
- 17. Dezember: Juliet Aubrey, britische Schauspielerin
- 17. Dezember: Waleri Wiktorowitsch Ljukin, sowjetischer Leistungsturner und Olympiasieger
- 18. Dezember: Tracy Byrd, US-amerikanischer Country-Sänger
- 18. Dezember: Thomas Gohlke, deutscher Schauspieler

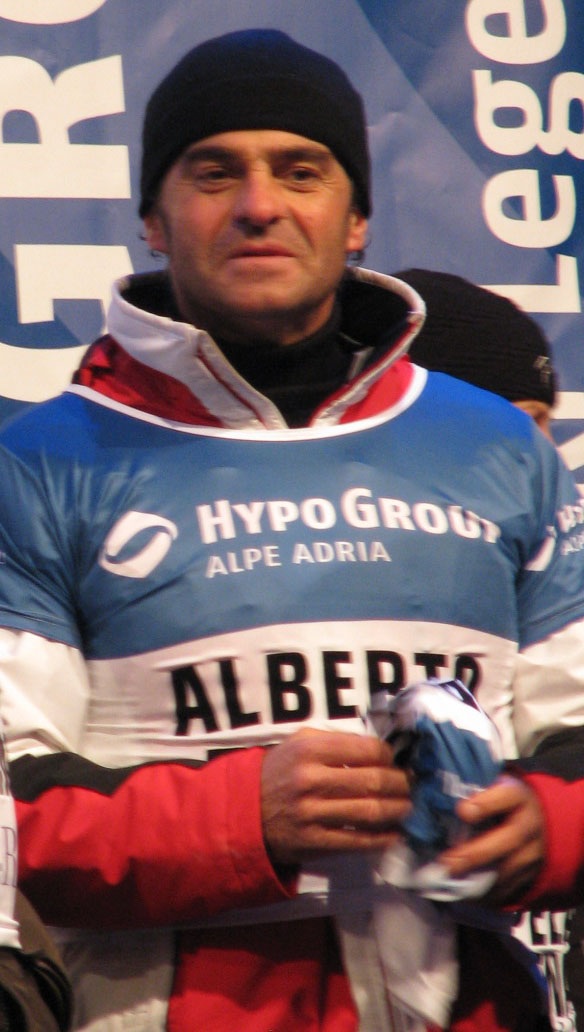
Alberto Tomba, 2009

- 19. Dezember: Alberto Tomba, italienischer Skirennläufer

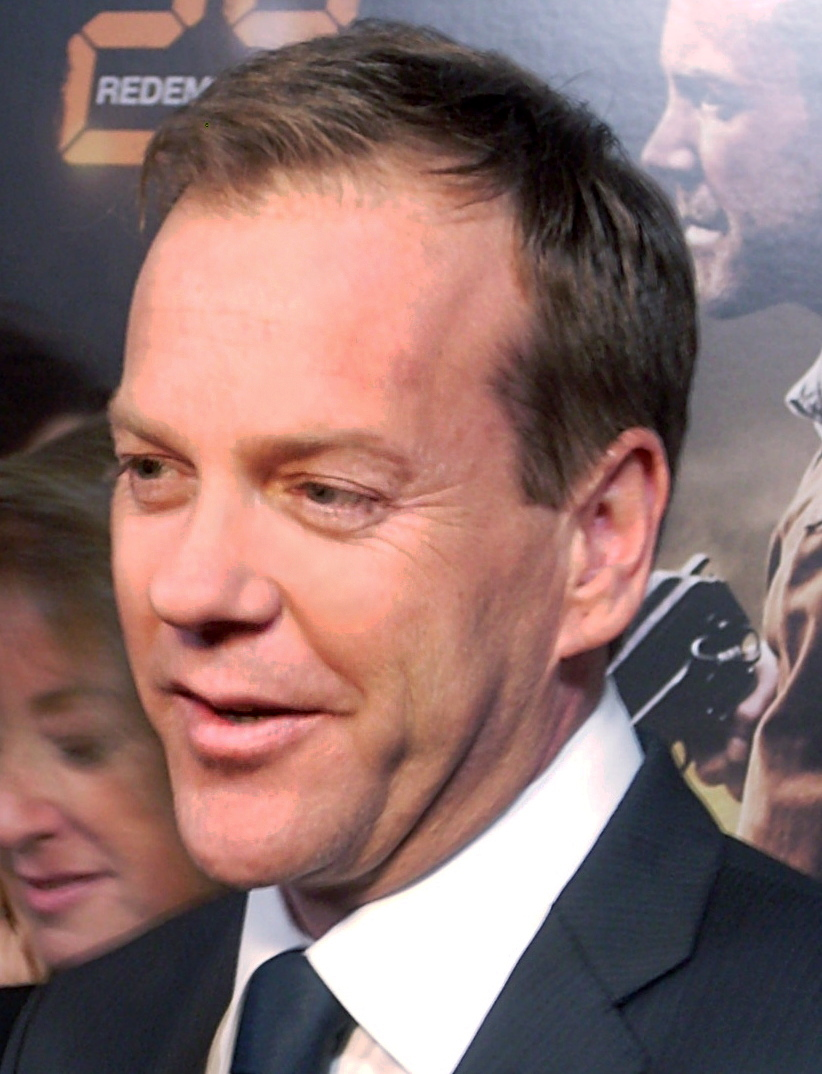
Kiefer Sutherland, 2008

- 21. Dezember: Kiefer Sutherland, kanadischer Schauspieler
- 22. Dezember: David Adjaye, britischer Architekt
- 23. Dezember: Badi Assad, brasilianische Sängerin, Gitarristin und Komponistin
- 24. Dezember: Jörg Behrend, deutscher Geräteturner
- 24. Dezember: Karsten Neumann, PDS-Politiker aus Mecklenburg-Vorpommern
- 25. Dezember: Toshihiro Arai, japanischer Rallyefahrer
- 25. Dezember: Mianne Bagger, dänische Profigolferin
- 25. Dezember: Sandra Schumacher, deutsche Radrennfahrerin
- 25. Dezember: Britta Unsleber, deutsche Fußballspielerin
- 26. Dezember: Jay Farrar, US-amerikanischer Songwriter
- 27. Dezember: Chris Abani, nigerianischer Schriftsteller
- 27. Dezember: Bill Goldberg, US-amerikanischer Wrestler
- 27. Dezember: Eva LaRue, US-amerikanische Schauspielerin
- 28. Dezember: Rainer Vollath, deutscher Schriftsteller
- 29. Dezember: Stefano Eranio, italienischer Fußballspieler und -trainer
- 29. Dezember: Alexandra Kamp, deutsche Schauspielerin
- 29. Dezember: Heimo Pfeifenberger, österreichischer Fußballspieler
- 30. Dezember: Bennett Miller, US-amerikanischer Regisseur
- 30. Dezember: Anne Moll, deutsche Schauspielerin
- 31. Dezember: Susan Rigvava-Dumas, niederländische Musicaldarstellerin und Mezzosopranistin
- 31. Dezember: Lisa Joyner, US-amerikanische Moderatorin und Reporterin

### Tag unbekannt
- Sonia Abián, argentinische Künstlerin
- Randa Abu Bakr, ägyptische Geisteswissenschaftlerin
- Christian Adam, deutscher Autor
- Dariusz Adamczyk, polnisch-deutscher Historiker
- Peter Aderhold, deutscher Komponist und Dirigent
- Alice Agneskirchner, deutsche Drehbuchautorin und Regisseurin
- Kerstin Ahlrichs, deutsche Filmregisseurin
- Mehmet Aktaş, türkischer Dokumentarfilmer, Autor und Journalist
- Khadija al-Salami, jemenitische Filmemacherin
- Scott W. Ambler, kanadischer Software-Ingenieur, Fachbuchautor, Redakteur und Kolumnist
- Sabine Andresen, deutsche Pädagogin
- Dave Angel, britischer Techno-Musiker, DJ und Labelbetreiber
- Mark Anthony, US-amerikanischer Fantasy-Autor
- Alfredo Arciero, italienischer Filmschaffender
- Bruno Arich-Gerz, deutscher Medien- und Literaturwissenschaftler
- Roland Armstrong, britischer Musikproduzent
- Mirjam von Arx, schweizerische Film- und Fernsehregisseurin und Filmproduzentin
- David J. Asher, britischer Astronom
- Jasser Auda, britischer Rechtsgelehrter
- Ludwig von Auer, deutscher Professor
- Eduard Augustin, deutscher Autor
- Christina Aus der Au, schweizerische Theologin und Philosophin
- David Baalcke, deutscher Schauspieler
- Burkhard Bauche, deutscher Pianist, Dirigent, Entertainer, Musiker und Dozent
- Hartmuth Becker, deutscher Ökonom, Politikwissenschaftler und Autor († 2018)
- Kai Buchholz, deutscher Hochschullehrer und Autor
- Justine del Corte, deutsche Schauspielerin
- Dorota Czerner, polnische Schriftstellerin
- Oliver Dommenget, deutscher Filmregisseur
- Annette Ernst, deutsche Regisseurin
- Sabine Falkenberg, deutsche Puppenspielerin, Synchronsprecherin und Schauspielerin
- Jörg Faßmann, deutscher Geiger und Hochschullehrer für Musik
- Saskia Fischer, deutsche Schauspielerin
- Matthew „McCall“ Freeman, US-amerikanischer Musiker
- Anna Funder, australische Schriftstellerin, Dokumentarfilmerin und Rechtsanwältin
- Claudia Garde, deutsche Regisseurin und Drehbuchautorin
- Markus Gertken, deutscher Schauspieler
- Hauke Goos, deutscher Journalist
- Rainer Haustein, deutscher Schauspieler
- Ulrich Herkenhoff, deutscher Komponist und Panflötisten
- Carl Ludwig Hübsch, deutscher Jazz- und Improvisationsmusiker
- Jakob Keusen deutscher Musiker und Schlagzeuger († 1989)
- Bettina Klein, deutsche Hörfunkredakteurin und Moderatorin
- Adelheid Kleineidam, deutsche Schauspielerin
- Ulrike Knospe, deutsche Schauspielerin
- Matthias Komm, deutscher Schauspieler, Regisseur und Autor
- Jens Kommnick, deutscher Musiker, Komponist und Arrangeur
- Andreas Kröper, deutscher Musikwissenschaftler, Regisseur, Dirigent und Flötist
- Karl-Bernhardin Kropf, österreichischer Organist und Kirchenmusiker
- Mario Krüger, deutscher Schauspieler und Autor
- Matthias Kußmann, deutscher Literaturwissenschaftler, Autor und Herausgeber
- Christoph Landolt, Schweizer Sprachwissenschaftler
- Benjamin Loeb, US-amerikanischer Dirigent und Pianist
- Christian Lyra, deutscher Drehbuchautor
- Stephan Meier, deutscher Schlagzeuger, Dirigent und Komponist
- Adam del Monte, spanischer klassischer und Flamencogitarrist, Komponist und Musikpädagoge
- Gideon Obarzanek, australischer Balletttänzer und Choreograph
- Henning Peker, deutscher Schauspieler
- Adam Marian Pete, deutsch-polnischer Maler, Zeichner, Lyriker und Performer
- Peter Pfrommer, deutscher Bauphysiker
- Rainer Pöttgen, deutscher Chemiker
- Jörg Andreas Polzer, deutscher Filmemacher
- Ulrich Reuter, deutscher Filmmusikkomponist
- Hannes Riffel, deutscher Übersetzer und Verleger
- Martin Rink, deutscher Militärhistoriker und Offizier
- Linda Ruesink, US-amerikanische Komponistin und Musikpädagogin
- Adel Salameh, palästinensischer Oudspieler († 2019)
- Christian Schmidt, deutscher Bühnen- und Kostümbildner
- Tatjana Schöps, deutsche Filmeditorin
- Anne Schumann, deutsche Geigerin und Dozentin der Barockmusik
- Jan Schwarzbauer, deutscher Chemiker
- Arben Spahiu, albanischer Violinist
- Christoph Strupp, Historiker
- Stephan Szász, deutscher Schauspieler
- Yurdal Tokcan, türkischer Oudspieler, Musikpädagoge und Komponist
- Filippos Tsitos, griechischer Filmregisseur
- Cora Volz, deutsche Bildhauerin
- Wang Xiaoyun, chinesische Mathematikerin und Kryptografin
- Marion Weissenberger-Eibl, deutsche Ingenieurin
- Petra Wlezcek, österreichische Skibobfahrerin
- Claus Wolfschlag, deutscher Zeithistoriker und Publizist
- Barbara Wrede, deutsche bildende Künstlerin
- Erdal Yıldız, deutscher Schauspieler
- Silke Zertz, deutsche Drehbuchautorin
- Thomas Zipp, deutscher Künstler
- Patricia Hillas, britische Geistliche und Speaker’s Chaplain

## Gestorben

### Januar

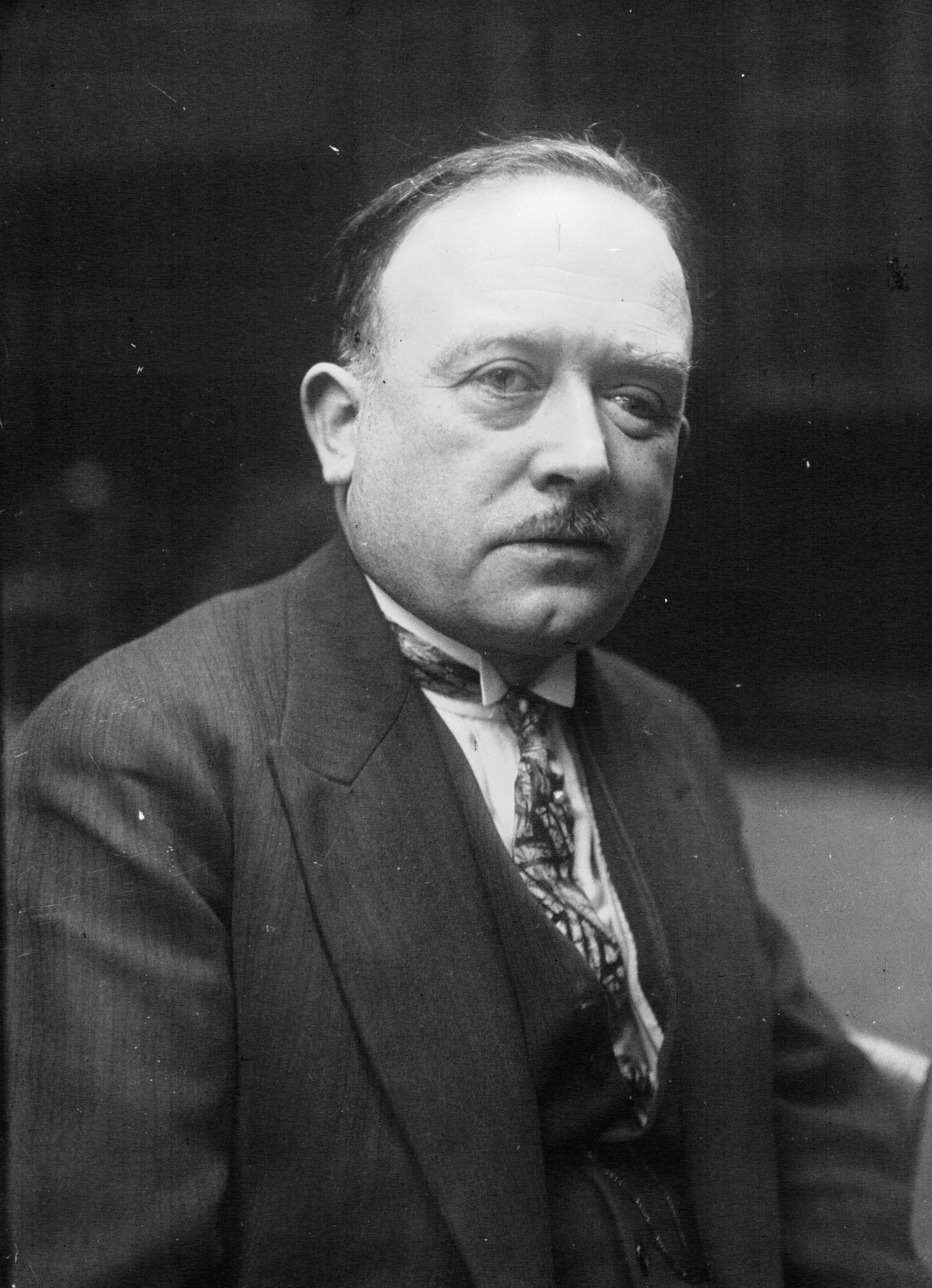
Vincent Auriol, 1927

- 01. Januar: Vincent Auriol, Politiker und Präsident der französischen Republik (* 1884)
- 03. Januar: Richard Theophil Imanuel Aeckerle, deutscher Maler, Zeichner, Plastiker und Lithograf (* 1892)
- 03. Januar: Ady Berber, österreichischer Schauspieler (* 1913)
- 03. Januar: Geoffrey Waddington, kanadischer Geiger und Dirigent (* 1904)
- 04. Januar: Inga Grigorjewna Woronina, sowjetische Eisschnellläuferin (* 1936)
- 05. Januar: Richard Dillon, US-amerikanischer Politiker (* 1877)
- 06. Januar: Albrecht Brandi, deutscher Fregattenkapitän (* 1914)
- 07. Januar: Agnes Asche, deutsche Sozialistin und Widerstandskämpferin (* 1891)
- 07. Januar: Hans Kellerhals, Schweizer Justizvollzugsbeamter (* 1897)
- 09. Januar: Hans Adler, deutscher Betriebswirt (* 1899)
- 09. Januar: Friedrich Wilhelm Foerster, deutscher Philosoph und Pazifist (* 1869)
- 09. Januar: Haro Stepanjan, armenischer Komponist (* 1897)
- 10. Januar: Hermann Kasack, deutscher Schriftsteller und Dichter (* 1896)
- 10. Januar: Lucien Virlouvet, französischer Autorennfahrer (* 1900)
- 11. Januar: Alberto Giacometti, Schweizer Plastiker (* 1901)
- 11. Januar: Hannes Kolehmainen, finnischer Langstreckenläufer (* 1889)
- 11. Januar: Lal Bahadur Shastri, Premierminister des unabhängigen Indien (* 1904)
- 13. Januar: Peter Harlan, deutscher Lautenist und Instrumentenbauer (* 1898)
- 14. Januar: Curt Backeberg, deutscher Kakteensammler und -forscher sowie Autor (* 1894)
- 14. Januar: Bill Carr, US-amerikanischer Sprinter und Olympiasieger (* 1909)
- 14. Januar: Sergei Koroljow, sowjetischer Raketenkonstrukteur (* 1907)
- 15. Januar: Samuel Ladoke Akintola, nigerianischer Politiker (* 1910)
- 15. Januar: Abubakar Tafawa Balewa, 1957–1966 Ministerpräsident von Nigeria (* 1912)
- 15. Januar: Heinrich Keimig, deutscher Handballspieler (* 1913)
- 18. Januar: Kathleen Norris, US-amerikanische Schriftstellerin (* 1880)
- 20. Januar: Herbert Boeckl, österreichischer Maler (* 1894)
- 22. Januar: August Frölich, deutscher Politiker (* 1877)
- 22. Januar: Kawada Jun, japanischer Lyriker und Wirtschaftsmanager (* 1882)
- 22. Januar: Herbert Marshall, britischer Filmschauspieler (* 1890)
- 22. Januar: Pierre Mercure, kanadischer Komponist und Fernsehproduzent (* 1927)
- 23. Januar: Johanna van Ammers-Küller, niederländische Schriftstellerin (* 1884)
- 23. Januar: Max Solleder, deutscher Politiker (* 1894)
- 24. Januar: Homi Jehangir Bhabha, indischer Physiker (* 1909)
- 26. Januar: Thea Arnold, deutsche Politikerin (* 1882)
- 26. Januar: Curt Baller, deutscher Jurist, Kommunalpolitiker und preußischer Verwaltungsbeamter (* 1880)
- 27. Januar: Ludwig Gies, deutscher Maler und Bildhauer (* 1887)
- 29. Januar: Josef Winckler, deutscher Schriftsteller (* 1881)

### Februar

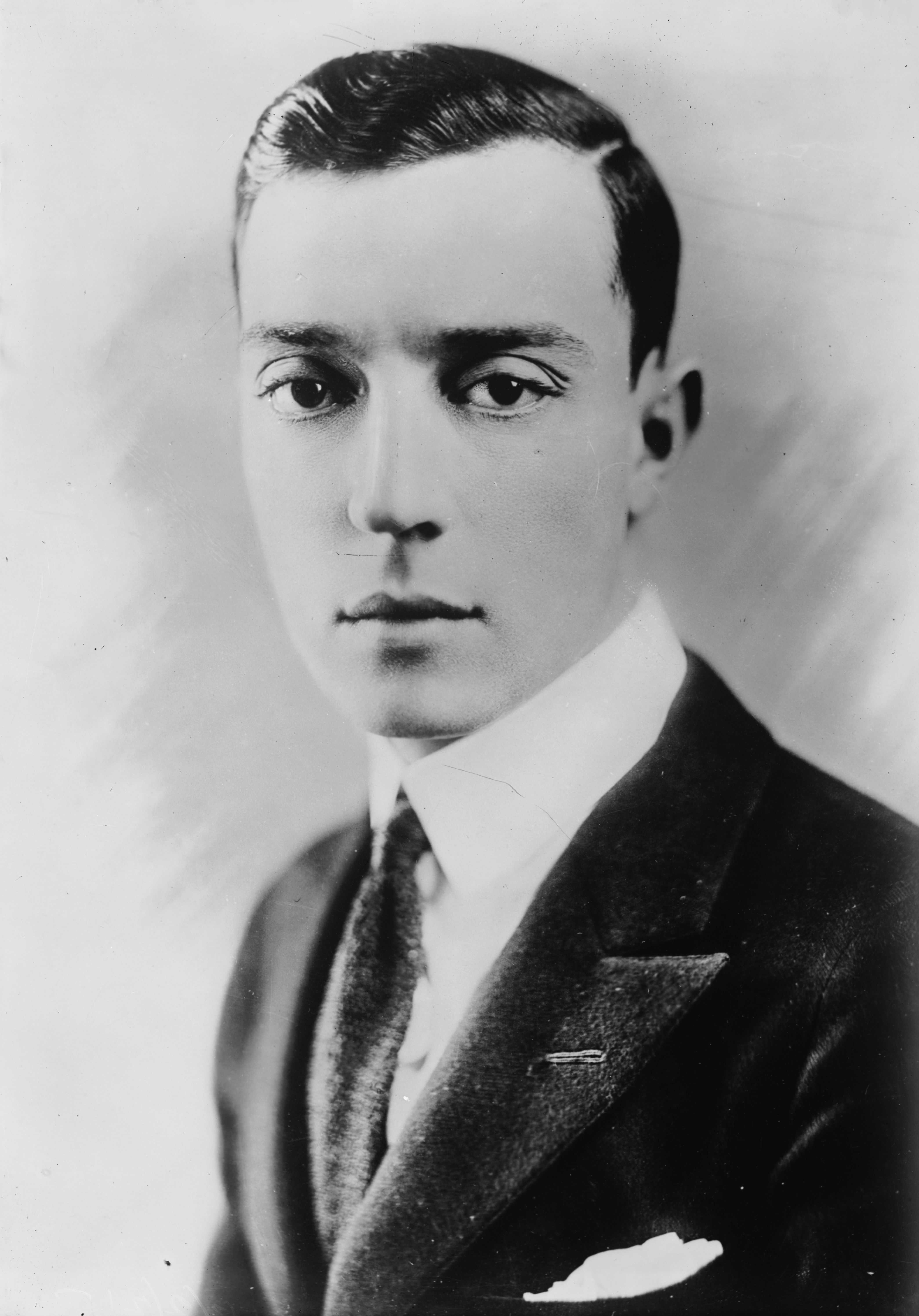
Buster Keaton († 1. Februar)

- 01. Februar: Buster Keaton, US-amerikanischer Schauspieler und Regisseur (* 1895)
- 04. Februar: August-Martin Euler, deutscher Politiker (* 1908)
- 04. Februar: Robert Graf, deutscher Theater- und Filmschauspieler (* 1923)
- 09. Februar: Bruno Valfrid Ahlberg, finnischer Boxer (* 1911)
- 09. Februar: Charles Cellérier, Schweizer evangelischer Geistlicher (* 1890)
- 10. Februar: John Frederick Charles Fuller, britischer Generalmajor und Militärhistoriker (* 1878)
- 10. Februar: Osie Johnson, US-amerikanischer Jazzschlagzeuger (* 1923)
- 11. Februar: Hermann Heukamp, deutscher Politiker (* 1886)
- 11. Februar: Friedrich Krause-Osten, deutscher Maler (* 1884)
- 12. Februar: Wilhelm Röpke, Professor der Volkswirtschaft, einer der geistigen Väter der Sozialen Marktwirtschaft (* 1899)
- 12. Februar: Elio Vittorini, italienischer Autor (* 1908)
- 14. Februar: Walter Thomas Layton, britischer Zeitungsverleger und Nationalökonom (* 1884)
- 15. Februar: Camilo Torres, kolumbianischer Priester und Befreiungs-Theologe (* 1929)
- 17. Februar: Hans Hofmann, deutscher Maler (* 1880)
- 18. Februar: Robert Rossen, US-amerikanischer Drehbuchautor, Filmregisseur und Produzent (* 1908)
- 19. Februar: Pierre Rey, französischer Autorennfahrer (* 1899)
- 20. Februar: Arnold Hörburger, niederländischer Fußballspieler (* 1886)
- 20. Februar: Chester W. Nimitz, US-amerikanischer Flottenadmiral (* 1885)
- 20. Februar: Paul Zielinski, deutscher Fußballspieler (* 1911)
- 24. Februar: Victor Küzdő, ungarisch-amerikanischer Violinist, Komponist und Musikpädagoge (* 1859)
- 25. Februar: Dora Dreesen-Horn, deutsche Malerin (* 1878)
- 25. Februar: Franz Schnabel, deutscher Historiker (* 1887)
- 26. Februar: Gino Severini, Maler (* 1883)
- 28. Februar: Elliot See, US-amerikanischer Astronaut des Gemini-Projekts (* 1927)

### März
- 01. März: Friedrich Georg Houtermans, deutscher Physiker (* 1903)
- 02. März: Charles Duverger, französischer Autorennfahrer (* 1895)
- 02. März: Théodore Le Du, französischer Automobilrennfahrer (* 1893)
- 03. März: Alfonso Castaldo, Erzbischof von Neapel und Kardinal (* 1890)
- 03. März: William Frawley, US-amerikanischer Schauspieler (* 1887)
- 04. März: Jānis Mediņš, lettischer Komponist (* 1890)
- 05. März: Anna Achmatowa, russische Dichterin und Schriftstellerin (* 1889)
- 06. März: Frederick Chubb, kanadischer Organist, Chorleiter, Musikpädagoge und Komponist (* 1885)
- 07. März: William Waldorf Astor, britischer Peer, Geschäftsmann und Politiker (* 1907)
- 07. März: Georg Faber, deutscher Mathematiker (* 1877)
- 09. März: Pablo Birger, argentinischer Automobilrennfahrer (* 1924)
- 09. März: Henry Stuckey, US-amerikanischer Bluesmusiker (* 1898 oder 1896)
- 10. März: Frank O’Connor, irischer Schriftsteller (* 1903)
- 10. März: Frits Zernike, niederländischer Physiker (* 1888)
- 12. März: Sydney Camm, englischer Luftfahrtingenieur (* 1893)
- 12. März: Lee Meriwether, US-amerikanischer Schriftsteller, Jurist und Diplomat (* 1862)
- 14. März: Jörg Hartmann, jüngstes Opfer an der Berliner Mauer (* 1955)
- 15. März: Abe Saperstein, US-amerikanischer Unternehmer und Basketballmanager (* 1902)
- 15. März: Grete Weiskopf, Kinderbuchautorin (* 1905)
- 17. März: Walter Lang, Schweizer Komponist, Pianist und Musikpädagoge (* 1896)
- 18. März: Arthur Hannett, US-amerikanischer Politiker (* 1884)
- 18. März: Fritz Uphoff, deutscher Maler (* 1890)
- 19. März: Erik Aaes, dänischer Szenenbildner (* 1899)
- 19. März: Otto Apel, deutscher Architekt (* 1906)
- 22. März: John Harlin, US-amerikanischer Bergsteiger (* 1935)
- 23. März: Marie Elisabeth Lüders, deutsche Politikerin (* 1878)
- 23. März: Otto Reche, deutscher Anthropologe (* 1879)
- 23. März: Max Strub, deutscher Violinvirtuose und Violinpädagoge (* 1900)
- 24. März: Esko Aaltonen, finnischer Soziologe und Volkskundler (* 1893)
- 27. März: Karl König, Begründer der internationalen Camphill-Bewegung (* 1902)
- 29. März: William McKinley Gillum, US-amerikanischer Blues- und Hokum-Musiker (* 1904)
- 30. März: Rudolf Joho, Schweizer Theaterschaffender (* 1898)
- 30. März: Erwin Piscator, deutscher Regisseur und Theaterleiter (* 1893)

### April
- 01. April: Karl Borromäus Adam, deutscher Theologe und Dogmatiker (* 1876)
- 01. April: Flann O’Brien, irischer Schriftsteller (* 1911)
- 02. April: Cecil Scott Forester, englischer Schriftsteller und Journalist (* 1899)
- 04. April: Jimmy Daywalt, US-amerikanischer Automobilrennfahrer (* 1924)
- 04. April: Alfred Naujocks, deutscher Nationalsozialist (* 1911)
- 04. April: Battista Pininfarina, italienischer Automobildesigner (* 1893)
- 05. April: Svend Fleuron, dänischer Schriftsteller (* 1874)
- 05. April: Karl Pistorius, Opernsänger (* 1898)
- 05. April: Peter Rohland, deutscher Liedermacher und Sänger (* 1933)
- 06. April: Emil Brunner, Schweizer reformierter Theologe (* 1889)
- 07. April: Fred George Aandahl, US-amerikanischer Politiker (* 1897)
- 07. April: Walt Hansgen, US-amerikanischer Automobilrennfahrer (* 1919)
- 08. April: Duarte Monteverde Abecasis, portugiesischer Ingenieur (* 1892)
- 09. April: Fritz Czermak, deutscher Politiker (* 1894)
- 10. April: Evelyn Waugh, britischer Schriftsteller (* 1903)
- 12. April: Sydney Allard, britischer Rennfahrer und Gründer der Allard-Motor-Company (* 1910)
- 12. April: Wilhelm Schnarrenberger, deutscher Maler (* 1892)
- 13. April: Abd as-Salam Muhammad Arif, Staatspräsident des Irak (* 1921)
- 13. April: Georges Duhamel, französischer Schriftsteller (* 1884)
- 13. April: Felix Graf von Luckner, deutscher Seefahrer und Schriftsteller (* 1881)
- 14. April: George Andrew Lundberg, Soziologe (* 1895)
- 16. April: Victor Antoni, französischer Politiker (* 1882)
- 17. April: Hans Purrmann, deutscher Maler, Grafiker, Kunstschriftsteller und Sammler (* 1880)
- 18. April: Mita von Ahlefeldt, deutsche Schauspielerin (* 1891)
- 19. April: Karl Gösta Åsbrink, schwedischer Sportler (* 1881)
- 19. April: Erhard König, deutscher Kommunist und Funktionär der Volkspolizei (* 1900)
- 19. April: Ernst Sigg, Schweizer Kirchenmusiker und Gymnasiallehrer (* 1892)
- 19. April: Javier Solís, mexikanischer Sänger (* 1931)
- 21. April: Josef Dietrich, SS-Oberst-Gruppenführer und Generaloberst der Waffen-SS (* 1892)
- 21. April: Lorenzo Raimundo Parodi, argentinischer Agraringenieur und Botaniker (* 1895)
- 22. April: Enrico Glori, italienischer Schauspieler (* 1901)
- 22. April: Dieter Krumpholz, deutscher Motorradrennfahrer (* 1941)
- 23. April: Otto Baer, Lokalpolitiker und Oberbürgermeister von Magdeburg (* 1881)
- 24. April: Melecio Arranz, philippinischer Politiker (* 1888)
- 24. April: Hans Christian Branner, dänischer Schriftsteller (* 1903)
- 24. April: Louis A. Johnson, US-amerikanischer Politiker (* 1891)
- 25. April: Mir Sultan Khan, britisch-indischer Schachspieler (* 1905)
- 29. April: William Henry Eccles, britischer Physiker (* 1875)
- 30. April: Patrick V. McNamara, US-amerikanischer Politiker (* 1894)

### Mai
- 01. Mai: Gustav Schumm, deutscher Fußballspieler und Funktionär (* 1889)
- 03. Mai: Ernst Schönbauer, österreichischer Rechtshistoriker und Politiker (* 1885)
- 05. Mai: Gabriel del Orbe, dominikanischer Geiger (* 1888)
- 05. Mai: Chit Phumisak, thailändischer Intellektueller und Autor (* 1930)
- 06. Mai: Rupert Angermair, deutscher Moraltheologe und Fachbuchautor (* 1899)
- 06. Mai: Heinrich Müller, deutscher Politiker (* 1901)
- 07. Mai: Stanisław Jerzy Lec, polnischer Aphoristiker (* 1909)
- 08. Mai: Ernst Tobler, Schweizer Landwirt und Politiker (* 1889)
- 09. Mai: Daniel O. Hastings, US-amerikanischer Politiker (* 1874)
- 09. Mai: Alfred Mendelsohn, rumänischer Komponist (* 1910)
- 10. Mai: Erich Engel, deutscher Film- und Theaterregisseur (* 1891)
- 11. Mai: Henry Caulfield, US-amerikanischer Politiker (* 1873)
- 12. Mai: Felix Steiner, deutscher Militär, SS-Obergruppenführer und General der Waffen-SS (* 1896)
- 13. Mai: Henrik Adam Due, norwegischer Geiger und Musikpädagoge (* 1891)
- 14. Mai: Ludwig Meidner, deutscher Maler des Expressionismus, Dichter und Grafiker (* 1884)
- 16. Mai: Hellmut Holthaus, deutscher Redakteur und Schriftsteller (* 1909)
- 16. Mai: Alfred Onnen, deutscher Politiker (* 1904)
- 18. Mai: Paul Althaus, deutscher protestantischer Theologe (* 1888)
- 19. Mai: Theodore F. Green, US-amerikanischer Politiker (* 1867)
- 24. Mai: Emil Fahrenkamp, deutscher Architekt, Professor (* 1885)
- 25. Mai: Ricardo Castillo, guatemaltekischer Komponist (* 1894)
- 26. Mai: Hermann Schäfer, deutscher Politiker (* 1892)
- 30. Mai: Wäinö Aaltonen, finnischer Bildhauer (* 1894)

### Juni

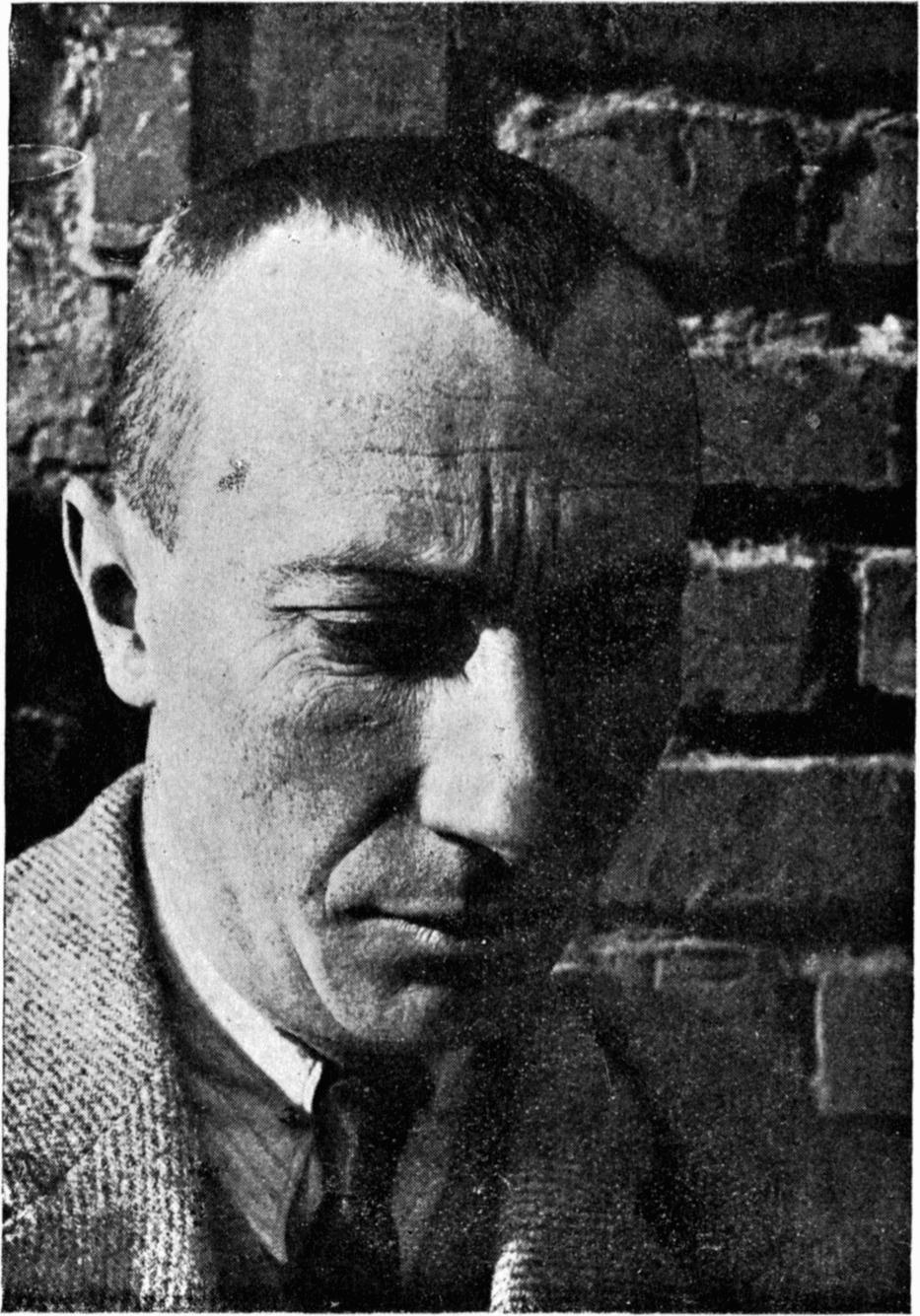
Hans Arp

- 01. Juni: Inge Müller, deutsche Schriftstellerin (DDR) (* 1925)
- 02. Juni: François Ayoub, syrischer Erzbischof (* 1899)
- 02. Juni: Olga Petit, französische Rechtsanwältin (* 1870)
- 04. Juni: Paul Barnickel, deutscher Rechtsanwalt (* 1885)
- 06. Juni: Hans Erich Kalischer, deutscher Betriebswirt (* 1903)
- 06. Juni: Friedrich von der Leyen, deutscher Germanist (* 1873)
- 06. Juni: Heinz Liepman, deutscher Schriftsteller und Antifaschist (* 1905)
- 07. Juni: Hans Arp, deutsch-französischer Maler, Bildhauer und Dichter (* 1886)
- 07. Juni: Walter Frey, deutscher Politiker, Oberbürgermeister von Remscheid (* 1909)
- 11. Juni: Jimmy Davies, US-amerikanischer Automobilrennfahrer (* 1929)
- 12. Juni: Aimé Steck, französischer Komponist (* 1892)
- 13. Juni: Pierre Chaumié, französischer Politiker und Résistant (* 1880)
- 15. Juni: Vicente Rojo Lluch, spanischer General (* 1894)
- 17. Juni: Johnny Alexander St. Cyr, US-amerikanischer Banjo-Spieler und Gitarrist (* 1890)
- 18. Juni: Konrad Heiden, deutscher Journalist und Schriftsteller (* 1901)
- 19. Juni: Walter Amstalden, Schweizer Politiker und Rechtsanwalt (* 1883)
- 20. Juni: Wilhelm Busch, deutscher evangelischer Pfarrer und Schriftsteller (* 1897)
- 20. Juni: Georges Lemaître, belgischer Priester und Physiker, gilt als Begründer der Urknalltheorie (* 1894)
- 23. Juni: Nicolas Caerels, belgischer Automobilrennfahrer (* 1889)
- 27. Juni: Arthur Waley, britischer Sinologe (* 1889)
- 28. Juni: Hermann Arendt, deutscher Politiker (* 1898)
- 29. Juni: Gustav Kampendonk, deutscher Drehbuchautor (* 1909)
- 30. Juni: Giuseppe Farina, italienischer Automobilrennfahrer, erster Formel-1-Weltmeister (* 1906)
- 00. Juni: Helmut Rüdiger, deutscher Autor, Publizist, Anarchosyndikalist (* 1903)

### Juli
- 02. Juli: Jan Brzechwa, polnischer Poet, Autor und Übersetzer (* 1898)
- 03. Juli: Heinrich Achenbach, deutscher Politiker (* 1881)
- 03. Juli: André Gailhard, französischer Komponist (* 1885)
- 05. Juli: Fritz Lau, niederdeutscher Schriftsteller (* 1872)
- 06. Juli: Frank Patterson, US-amerikanischer Komponist (* 1871)
- 09. Juli: Walter Gerwig, deutscher Musiker (* 1899)
- 09. Juli: Rudolf von Gutmann, österreichisch-kanadischer Unternehmer, Bankier und Kunstsammler (* 1880)
- 12. Juli: Daisetz Teitaro Suzuki, japanischer Autor (* 1870)
- 14. Juli: Julie Manet, französische Malerin, Kunstsammlerin und Mäzenin (* 1878)
- 14. Juli: Friedrich Middelhauve, deutscher Politiker und Verleger (* 1896)
- 16. Juli: Gussy Holl, deutsche Schauspielerin und Diseuse (* 1888)
- 16. Juli: Bernhard Schweitzer, deutscher Archäologe (* 1892)
- 19. Juli: Walter Campbell Allison Aitkenhead, schottischer Fußballspieler (* 1887)
- 19. Juli: Joaquín Anselmo María Albareda y Ramoneda, Kardinal der römisch-katholischen Kirche (* 1892)
- 19. Juli: Mary Jobe Akeley, US-amerikanische Naturforscherin und Kartografin (* 1878)
- 21. Juli: Francesco Cantelli, italienischer Mathematiker (* 1875)
- 21. Juli: Philipp Frank, Philosoph, Physiker und Mathematiker (* 1884)
- 22. Juli: Frank Delahanty, US-amerikanischer Baseballspieler (* 1882)
- 23. Juli: Georg Adlmüller, deutscher Architekt und Baubeamter (* 1888)
- 23. Juli: Montgomery Clift, US-amerikanischer Film- und Theaterschauspieler (* 1920)
- 24. Juli: Arthur B. Langlie, US-amerikanischer Politiker (* 1900)
- 24. Juli: Carl McKinley, US-amerikanischer Komponist (* 1895)
- 25. Juli: Francis Edward Faragoh, US-amerikanischer Drehbuchautor (* 1895)
- 25. Juli: Franz Xaver Meitinger, deutscher Politiker (* 1905)
- 28. Juli: Josef von Báky, ungarischer Regisseur (* 1902)
- 28. Juli: Karl-Otto Saur, Amtsleiter im NS-Rüstungsministerium (* 1902)
- 29. Juli: Johnson Aguiyi-Ironsi, Militärdiktator und Staatspräsident von Nigeria (* 1924)
- 29. Juli: Edward Gordon Craig, Schauspieler, Regisseur, Bühnenbildner, Grafiker (* 1872)
- 30. Juli: Hazel Hempel Abel, US-amerikanische Politikerin (* 1888)
- 31. Juli: Alexander von Falkenhausen, Chef der Militärverwaltung im besetzten Belgien (* 1878)
- 31. Juli: Bud Powell, US-amerikanischer Jazz-Pianist (* 1924)
- 31. Juli: Kai Senstius, dänischer Komponist (* 1889)

### August
- 01. August: Charles Joseph Whitman, Architekturstudent und Heckenschütze (* 1941)
- 03. August: Lenny Bruce, US-amerikanischer Stand-up-Comedian und Satiriker (* 1925)
- 03. August: Tristan Klingsor, französischer Schriftsteller, Maler, Komponist und Musikkritiker (* 1874)
- 05. August: Anna Bachmann-Eugster, erste Berufsberaterin für Frauen in der Schweiz und Mitbegründerin der Zentralstelle für Frauenberufe (* 1889)
- 06. August: Paul Linebarger, US-amerikanischer Psychologe und Schriftsteller (* 1913)
- 09. August: Herbert Berliner, kanadischer Musikproduzent und Erfinder (* 1882)
- 11. August: Joshua Barnes Howell, US-amerikanischer Blues-Gitarrist, Sänger und Songschreiber (* 1888)
- 15. August: Jan Kiepura, polnischer Tenor (* 1902)
- 15. August: Gerhart Pohl, deutscher Schriftsteller und Lektor (* 1902)
- 17. August: Ken Miles, britischer Automobilrennfahrer (* 1918)
- 22. August: Erwin Komenda, Automobildesigner (* 1904)
- 22. August: Apolinary Szeluto, polnischer Komponist (* 1884)
- 24. August: Tadeusz Komorowski, Oberbefehlshaber der polnischen Heimatarmee (* 1895)
- 24. August: Vicente Mejía Colindres, Präsident von Honduras (* 1878)
- 25. August: Wolfgang Langhoff, deutscher Schauspieler, Regisseur und Kommunist (* 1901)
- 26. August: Hermann Geiger, Schweizer Rettungsflieger und Pionier des Gletscherflugs (* 1914)
- 28. August: Niklaus Senn, Schweizer Bankmanager und Politiker (* 1894)
- 29. August: Auguste Viktoria von Hohenzollern-Sigmaringen, deutsche Prinzessin und Ehefrau des letzten Königs von Portugal (* 1890)
- 29. August: Martin Steinke, deutscher Buddhist und Schriftsteller (* 1882)
- 30. August: Otto Adams, deutscher Politiker und Gewerkschafter (* 1887)
- 31. August: Kasimir Edschmid, deutscher Schriftsteller (* 1890)
- 31. August: Willi Hammelrath, Gründer der Arbeiterhochschule Burg Vondern (* 1893)

### September
- 02. September: Sibylle Ascheberg von Bamberg, deutsche Malerin (* 1888)
- 03. September: Elisabeth Ahnert, deutsche Künstlerin (* 1885)
- 03. September: Dick Barwegan, US-amerikanischer American-Football-Spieler (* 1925)
- 05. September: Marc Peter, Schweizer Jurist, Politiker, Diplomat und Heimatforscher (* 1873)
- 06. September: Theodor Kärner, deutscher Porzellanbildner und Tierbildhauer (* 1884)
- 06. September: Margaret Sanger, US-amerikanische Frauenrechtlerin (* 1879)
- 06. September: Hendrik Frensch Verwoerd, südafrikanischer Politiker und Soziologe (* 1901)
- 08. September: Hans Arnhold, deutsch-US-amerikanischer Bankier (* 1888)
- 08. September: John Taylor, britischer Automobilrennfahrer (* 1933)
- 10. September: Emil Julius Gumbel, deutscher Mathematiker und politischer Publizist (* 1891)
- 11. September: Hans von Ahlfen, deutscher Militär (* 1897)
- 12. September: Heinrich Stuhlfauth, deutscher Fußballspieler (* 1896)
- 13. September: Mina Amann, deutsche Gewerkschafterin und Politikerin (* 1893)
- 14. September: Cemal Gürsel, türkischer General und Staatspräsident (* 1895)
- 15. September: Fernand Lamy, französischer Dirigent, Komponist und Musikpädagoge (* 1881)
- 17. September: Fritz Wunderlich, deutscher Sänger (* 1930)
- 18. September: Karl Adler, deutscher Gynäkologe (* 1894)
- 18. September: Will Shade, US-amerikanischer Jug-Band-Musiker (* 1898)
- 18. September: Jenő Vécsey, ungarischer Komponist (* 1909)
- 19. September: Alexander Douala-Bell, König des Douala-Volkes (* 1897)
- 19. September: José de Jesús Angulo del Valle y Navarro, mexikanischer Bischof (* 1888)
- 19. September: Albert Divo, französischer Automobilrennfahrer (* 1895)
- 20. September: Josef Arndgen, deutscher Politiker (* 1894)
- 23. September: Carlo Colombi, Schweizer Ingenieur und Hochschullehrer (* 1883)
- 25. September: Heinrich Niebes, deutscher Politiker (* 1890)
- 25. September: Jo Hanns Rösler, deutscher Schriftsteller (* 1899)
- 26. September: Hans Adametz, österreichischer Keramiker, Bildhauer und Kunsterzieher (* 1896)
- 26. September: Alexander Alexandrowitsch Anufrijew, sowjetischer Leichtathlet (* 1926)
- 26. September: Gus Edson, US-amerikanischer Cartoonist und Comiczeichner (* 1901)
- 26. September: Gerard Leene, niederländischer Bahnradsportler (* 1892)
- 28. September: André Breton, französischer Dichter und Schriftsteller (* 1896)
- 30. September: Egmont H. Arens, US-amerikanischer Industriedesigner und Redakteur (* 1889)

### Oktober
- 03. Oktober: Dave Lambert, US-amerikanischer Jazzsänger (* 1917)
- 05. Oktober: Korbinian Aigner, katholischer Pfarrer und Pomologe (* 1885)
- 07. Oktober: Herbert Sonnenburg, deutscher General (* 1890)
- 08. Oktober: Célestin Freinet, französischer Pädagoge (* 1896)
- 09. Oktober: Abraham Binder, US-amerikanischer Komponist (* 1895)
- 09. Oktober: Leslie Irvin, US-amerikanischer Fallschirmsprungpionier (* 1895)
- 11. Oktober: Wunibald Kamm, deutscher Ingenieur und Aerodynamiker (* 1893)
- 12. Oktober: Arthur Lourié, russischer Komponist (* 1891)
- 13. Oktober: Clifton Webb, US-amerikanischer Schauspieler (* 1889)
- 14. Oktober: Eduard Hartmann, österreichischer Politiker (* 1904)
- 15. Oktober: Lee L. Blair, US-amerikanischer Jazz-Gitarrist und Banjospieler (* 1903)
- 17. Oktober: Cléo de Mérode, französische Ballett-Tänzerin (* 1875)
- 17. Oktober: Wieland Wagner, deutscher Opernregisseur und Bühnenbildner (* 1917)
- 18. Oktober: Elizabeth Arden, kanadisch-US-amerikanische Unternehmerin (* 1878 oder 1884)
- 20. Oktober: Ahmed Ateş, türkischer Orientalist (* 1911)
- 20. Oktober: Harry F. Byrd senior, US-amerikanischer Politiker (* 1887)
- 20. Oktober: Otto Pankok, deutscher Maler, Zeichner und Bildhauer (* 1893)
- 22. Oktober: Pierre Trémintin, französischer Politiker (* 1876)
- 26. Oktober: Alma Cogan, englische Schlagersängerin (* 1932)
- 27. Oktober: Howard Alexander Smith, US-amerikanischer Politiker (* 1880)
- 31. Oktober: Franz Wallack, österreichischer Planer und Techniker (* 1887)

### November
- 01. November: Roland Foster, australischer Sänger und Musikpädagoge (* 1879)
- 01. November: Eva Garza, mexikanische Sängerin (* 1917)
- 01. November: Alexis Roland-Manuel, französischer Komponist und Musikkritiker (* 1891)
- 02. November: Petrus Josephus Wilhelmus Debye, niederländischer Physiker und Chemiker (* 1884)
- 02. November: Mississippi John Hurt, Blues-Sänger und Gitarrist (* 1892)
- 03. November: Ernst Hoferichter, bayerischer Schriftsteller (* 1895)
- 04. November: Kurt Freiherr von Schröder, deutscher Großbankier und SS-Brigadeführer (* 1889)
- 05. November: Dietrich von Choltitz, deutscher General und 1944 Stadtkommandant von Paris (* 1894)
- 08. November: Bernhard Zondek, deutscher Gynäkologe (* 1891)
- 09. November: Hans Jürgen von der Wense, Konzeptkünstler (* 1894)
- 10. November: Patricia Viterbo, französische Schauspielerin (* 1939)
- 12. November: Don Branson, US-amerikanischer Automobilrennfahrer (* 1920)
- 12. November: Ewald Budde, deutscher Politiker (* 1873)
- 13. November: Eduard Henneberger, Schweizer Pianist und Komponist (* 1895)
- 16. November: Wassil Boschinow, bulgarischer Komponist (* 1888)
- 18. November: Béla Tardos, ungarischer Komponist (* 1910)
- 21. November: David Leo Lawrence, US-amerikanischer Politiker (* 1889)
- 22. November: Roger Delano, französischer Automobilrennfahrer (* 1898)
- 23. November: Alvin Langdon Coburn, US-amerikanischer Fotograf (* 1882)
- 23. November: Seán Ó Ceallaigh, irischer Politiker und zweiter Präsident von Irland (* 1882)
- 24. November: Kanken Toyama, Entwickler der Karate-Auffassung Shudokan (* 1888)
- 25. November: Karl Felix Wolff, Südtiroler Volkskundler (* 1879)
- 25. November: Arnold Trowell, neuseeländischer Cellist, Komponist und Musikpädagoge (* 1887)
- 26. November: Siegfried Kracauer, deutscher Filmsoziologe (* 1889)
- 27. November: Wenzel Jaksch, deutscher Politiker (* 1896)
- 28. November: Vittorio Giannini, US-amerikanischer Komponist (* 1903)
- 29. November: Rudolf Helm, deutscher Altphilologe (* 1872)

### Dezember

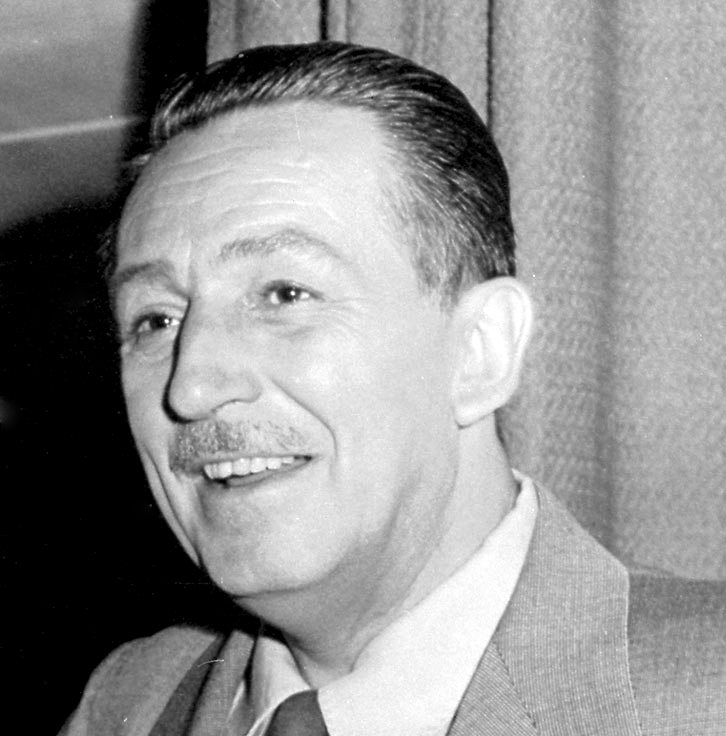
Walt Disney († 15. Dezember)

- 02. Dezember: Luitzen Egbertus Jan Brouwer, niederländischer Mathematiker (* 1881)
- 02. Dezember: Maurice Falkner, britischer Autorennfahrer (* 1911)
- 05. Dezember: Sylvère Maes, belgischer Radrennfahrer (* 1909)
- 06. Dezember: Ernst Arnold, deutscher Politiker (* 1903)
- 06. Dezember: Laurence Fletcher Arnold, US-amerikanischer Politiker (* 1891)
- 06. Dezember: Hermann Heiß, deutscher Komponist für Zwölftonmusik und Elektronische Musik (* 1897)
- 09. Dezember: Walter Hösterey, Hamburger Verleger und Schriftsteller (* 1888)
- 09. Dezember: Juri Schaporin, russischer Komponist (* 1887)
- 11. Dezember: Ludwig Sievert, deutscher Bühnenbildner (* 1887)
- 13. Dezember: Fritz Grantze, deutscher Politiker (* 1893)
- 13. Dezember: Bruno Karl August Jung, deutscher Politiker (* 1886)
- 13. Dezember: Stanisław Mikołajczyk, polnischer Exilpremier (* 1901)
- 13. Dezember: Hans Verbeek, Mitglied des Deutschen Bundestages (* 1917)
- 14. Dezember: Isaak Pomerantschuk, russischer Physiker (* 1913)
- 15. Dezember: Walt Disney, US-amerikanischer Trickfilm-Produzent (* 1901)
- 16. Dezember: Herbert Zimmermann, deutscher Radio-Reporter (* 1917)
- 17. Dezember: Georg Mayerhofer, deutscher Politiker (* 1894)
- 18. Dezember: Filippo Pascucci, italienischer Fußballtrainer (* 1907)
- 19. Dezember: Ehm Welk, deutscher Schriftsteller (* 1884)
- 20. Dezember: Mert Plunkett, kanadischer Impresario und Komponist (* 1888)
- 20. Dezember: Karl Purrmann, deutscher Maler (* 1877)
- 21. Dezember: Walter Fisch, deutscher Politiker (* 1910)
- 22. Dezember: Lucy Burns, US-amerikanische Frauenrechtlerin (* 1879)
- 23. Dezember: Heimito von Doderer, österreichischer Schriftsteller (* 1896)
- 24. Dezember: Gaspar Cassadó, spanischer Cellist (* 1897)
- 26. Dezember: Adolf Flecken, deutscher Politiker (* 1889)
- 26. Dezember: Noël Gallon, französischer Komponist und Kompositionslehrer (* 1891)
- 26. Dezember: Kim Peacock, britischer Schauspieler, Hörspielsprecher und Drehbuchautor (* 1901)
- 26. Dezember: Guillermo Stábile, argentinischer Fußballer (* 1906)
- 26. Dezember: Hans Stille, deutscher Geologe (* 1876)
- 27. Dezember: Herbert Otto Gille, deutscher General der Waffen-SS (* 1897)
- 28. Dezember: Victor L’Episcopo Anfuso, US-amerikanischer Jurist und Politiker (* 1905)
- 28. Dezember: Henry Schricker, US-amerikanischer Politiker (* 1883)
- 30. Dezember: Pietro Ciriaci, Kardinal der römisch-katholischen Kirche (* 1885)
- 30. Dezember: Christian Herter, US-amerikanischer Politiker (* 1895)
- 31. Dezember: Michel Hirvy, kanadischer Pianist und Musikpädagoge (* 1900)
- 31. Dezember: Marie Monod, französische Historikerin und Feministin (* 1876)
- 31. Dezember: Hermann Nuding, deutscher Politiker (* 1902)
- 31. Dezember: Helene Roth, Schweizer Malerin (* 1887)

### Tag unbekannt
- ʿAlī ʿAbd ar-Rāziq, ägyptischer Islamgelehrter und Scharia-Richter (* 1888)
- Alfred Jurzykowski, polnischer Manager und Kunstförderer (* 1899)
- Jorge Letelier, chilenischer Maler (* 1887)
- Elisabeth Marten, deutsche Illustratorin (* 1894)
- Arthur Pigeon, kanadischer Akkordeonist (* 1884)

## Wissenschaftspreise

### Nobelpreise
- Physik: Alfred Kastler
- Chemie: Robert S. Mulliken
- Medizin: Peyton Rous und Charles Brenton Huggins
- Literatur: Samuel Agnon und Nelly Sachs

Ein Friedensnobelpreis wurde nicht verliehen.

### Fields-Preis
- Michael Atiyah, für Arbeiten zur K-Theorie, mit Singer Beweis des Atiyah-Singer-Indexsatzes, mit Bott Beweis des Atiyah-Bott-Fixpunktsatzes (Algebraische Topologie, Differentialgeometrie).
- Paul Cohen, für den Beweis der Unabhängigkeit des Auswahlaxioms und der verallgemeinerten Kontinuumshypothese von der Zermelo-Fraenkel-Mengenlehre mit Hilfe der Forcing-Technik, somit Lösung des ersten Hilbertschen Problems (Mathematische Logik).
- Alexander Grothendieck, für die Einführung von Schemata zur weiteren Abstraktion von Garben, Spektralfolgen und anderem, Idee der K-Theorie, Neuerungen zur homologischen Algebra (Algebraische Geometrie, Kategorientheorie). Erschien aus politischen Gründen nicht zur Verleihung.
- Stephen Smale, für den Beweis der Poincaré-Vermutung für Dimensionen n ≥ 5: Jede n-dimensionale geschlossene Mannigfaltigkeit, die homotopieäquivalent zur n-dimensionalen Sphäre ist, ist zu dieser homöomorph, Beiträge zur Theorie dynamischer Systeme (Topologie).

### Turing Award
- Alan J. Perlis, für fortgeschrittene Programmiertechniken und Compilerbau.

## Musik
- Udo Jürgens gewinnt am 5. März in Luxemburg mit dem Lied Merci Chérie für Österreich die 11. Auflage des Eurovision Song Contest.
- Liste der Nummer-eins-Hits in Deutschland (1966)
- Liste der Nummer-eins-Hits in Österreich (1966)
- Liste der Nummer-eins-Hits in den britischen Charts (1966)
- Liste der Nummer-eins-Hits in den USA (1966)